# Orde del Cister
L'orde del Cister, orde del Cistell o orde de Cîteaux (llatí: ordo cisterciensis) és un orde monàstic de dret papal.
És un orde monàstic de la família benedictina, fundat el 1098 a l'abadia de Cîteaux (Borgonya) per sant Robert de Molesme (mort el 1110) com a reforma de l'Orde de Sant Benet i per seguir la Regla de sant Benet amb el rigor i el carisma originaris.
Els seus membres, anomenats cistercencs (censurat per Joan Coromines, que proposa cistercès i cluniacès,) benedictins blancs (per l'hàbit blanc) o bernadins (per sant Bernat de Claravall), posposen al seu nom les sigles O. Cist..
L'orde del Cister té un paper protagonista en la història religiosa del segle xii. Mitjançant la seva organització i la seva autoritat espiritual, s'imposa a tot Occident, fins i tot als seus marges. La seva influència és particularment forta a l'est de l'Elba, on l'ordre "fa avançar tant el cristianisme, la civilització [occidental] com el desenvolupament de la terra."
Com a restauració de la regla benedictina inspirada en la reforma gregoriana, l'orde cistercenc promou l'ascetisme, el rigor litúrgic i estableix, en certa manera, el treball com un valor cardinal, com ho demostra el seu patrimoni tècnic, artístic i arquitectònic. A més del paper social que va ocupar fins a la Revolució francesa, l' orde va exercir una influència cabdal tant en l'àmbit intel·lectual o econòmic com en el de les arts i l'espiritualitat.
Deu el seu desenvolupament considerable a Bernat de Claravall (1090-1153), un home d'una personalitat i un carisma excepcionals. La seva influència i prestigi personal el van convertir en el més famós dels cistercencs del segle xii . Si no és el fundador, continua sent el mestre espiritual de l'orde.
De fet, l'orde del Cister està constituït avui per dos ordes i diverses congregacions. L'orde de l'Observança de la Comuna compta avui amb uns 1.600 monjos i més de 800 monges, distribuïdes en 80 i 78 monestirs respectivament. L'orde cistercenc de l'estricta observança (també anomenada O.C.S.O.) inclou actualment prop de 3.000 monjos i 1.875 monges —anomenades comunament trapencs i trapenques, perquè provenen de la reforma de l'abadia de Trappe— distribuïdes en 102 monestirs masculins (abadies i priorats) i 72 monestirs femenins (també anomenats abadies o priorats), arreu del món. Però si actualment els dos ordes cistercencs estan separats, hi ha entre ells estrets vincles d'amistat i col·laboració, especialment en els àmbits de la formació i la reflexió sobre el seu carisma comú. La seva indumentària és, doncs, la mateixa: túnica blanca i escapulari negre subjectats per un cinturó de cuir que s'hi posa sobre; l'hàbit del cor és la cogulla monàstica tradicional, de color blanc, d'aquí el nom de "monjos blancs".
Encara que segueixen la regla de sant Benet, els cistercencs no són considerats estrictament benedictins. En efecte, va ser en el IV Concili del Laterà (1215) quan va aparèixer "la paraula "benedictina" per designar monjos que no pertanyien a cap orde centralitzat" en contraposició als cistercencs. Però molts vincles uneixen les dues famílies monàstiques, especialment en l'àmbit de la formació.

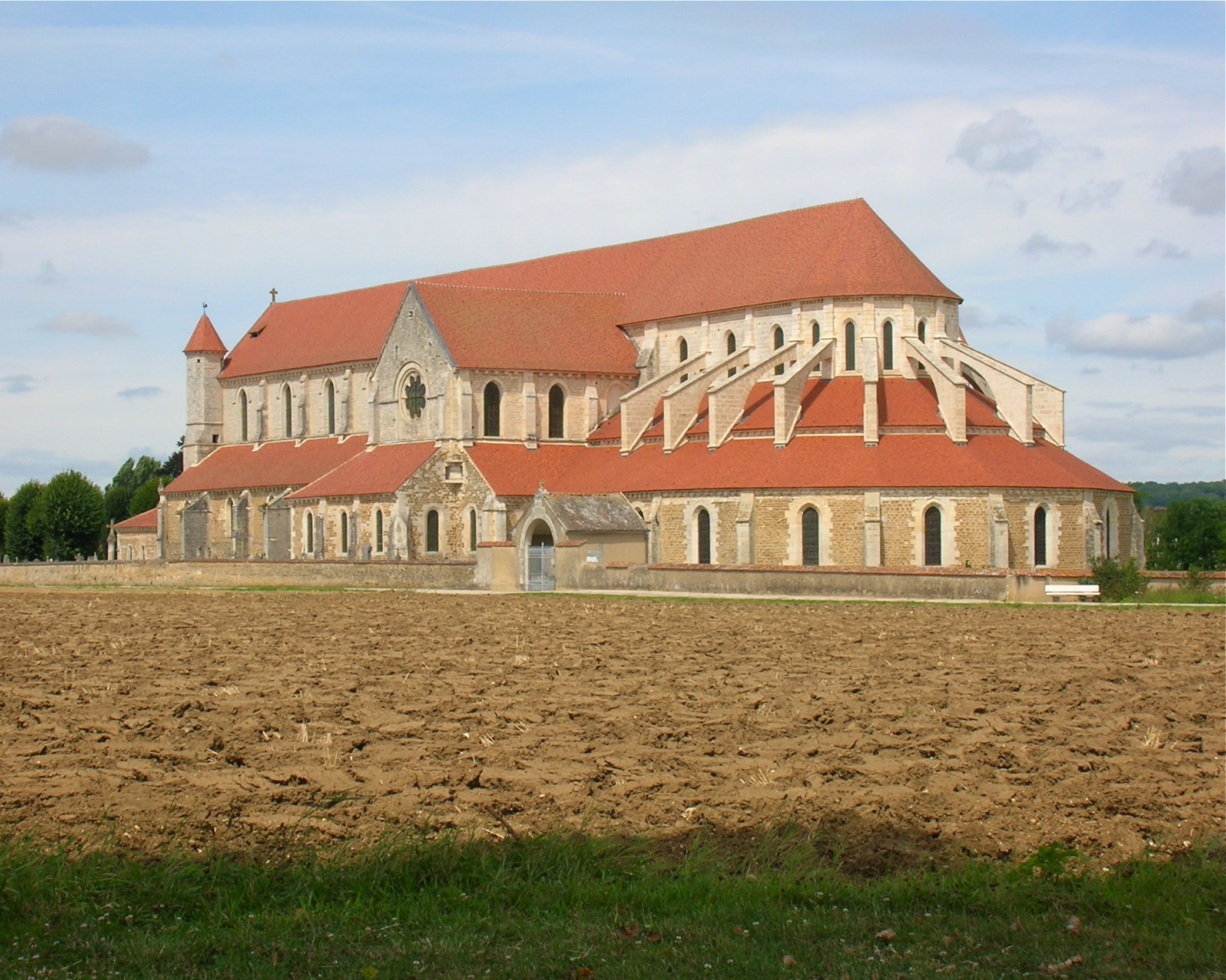
L'abadia de Pontigny, fundada l'any 1114, segona filla de l'orde, establerta a la vall del Serein al límit dels comtats d'Auxerre, Nevers i Tonnerre.

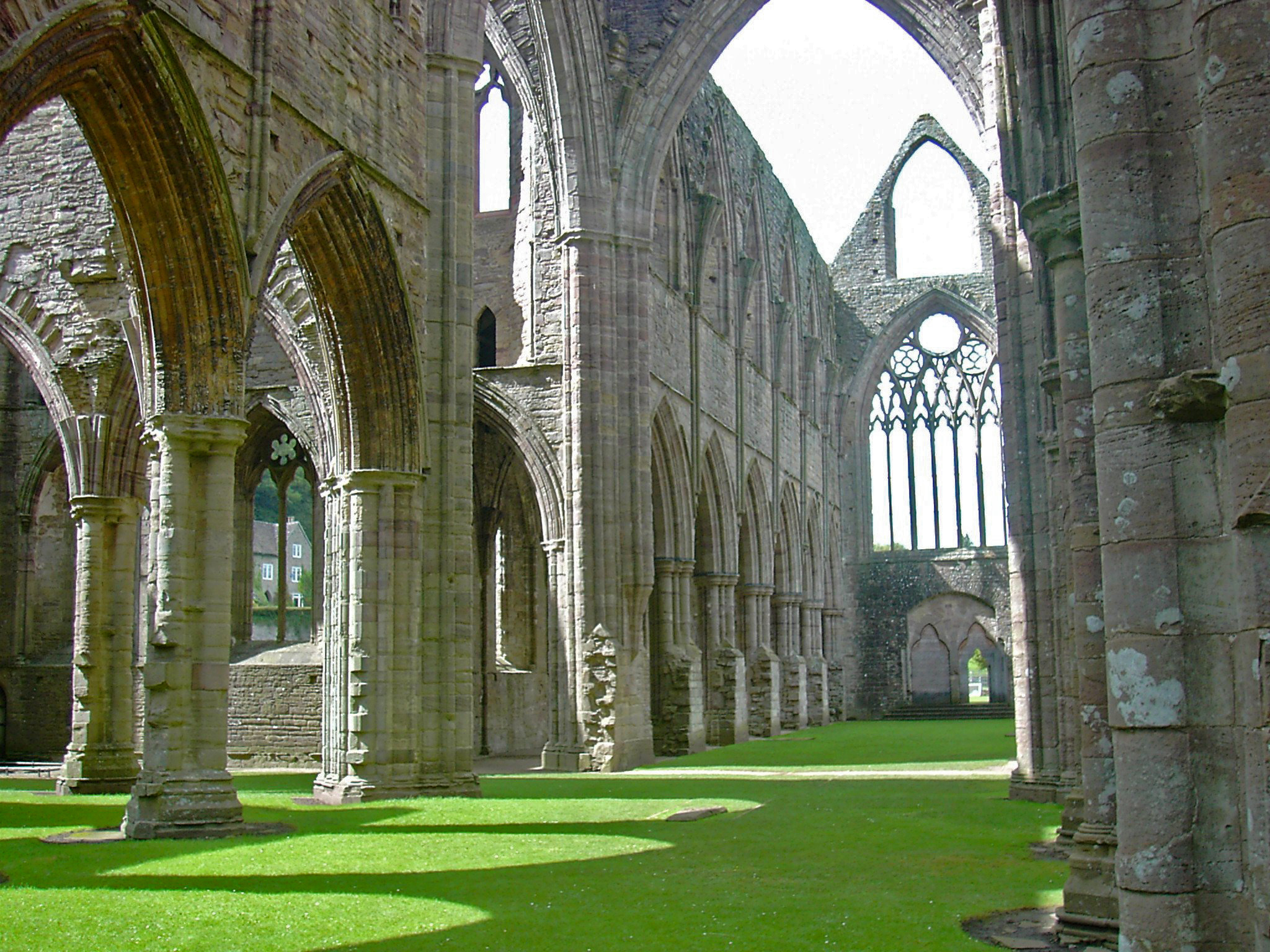
L'abadia de Tintern, fundada l'any 1131 a Gal·les.

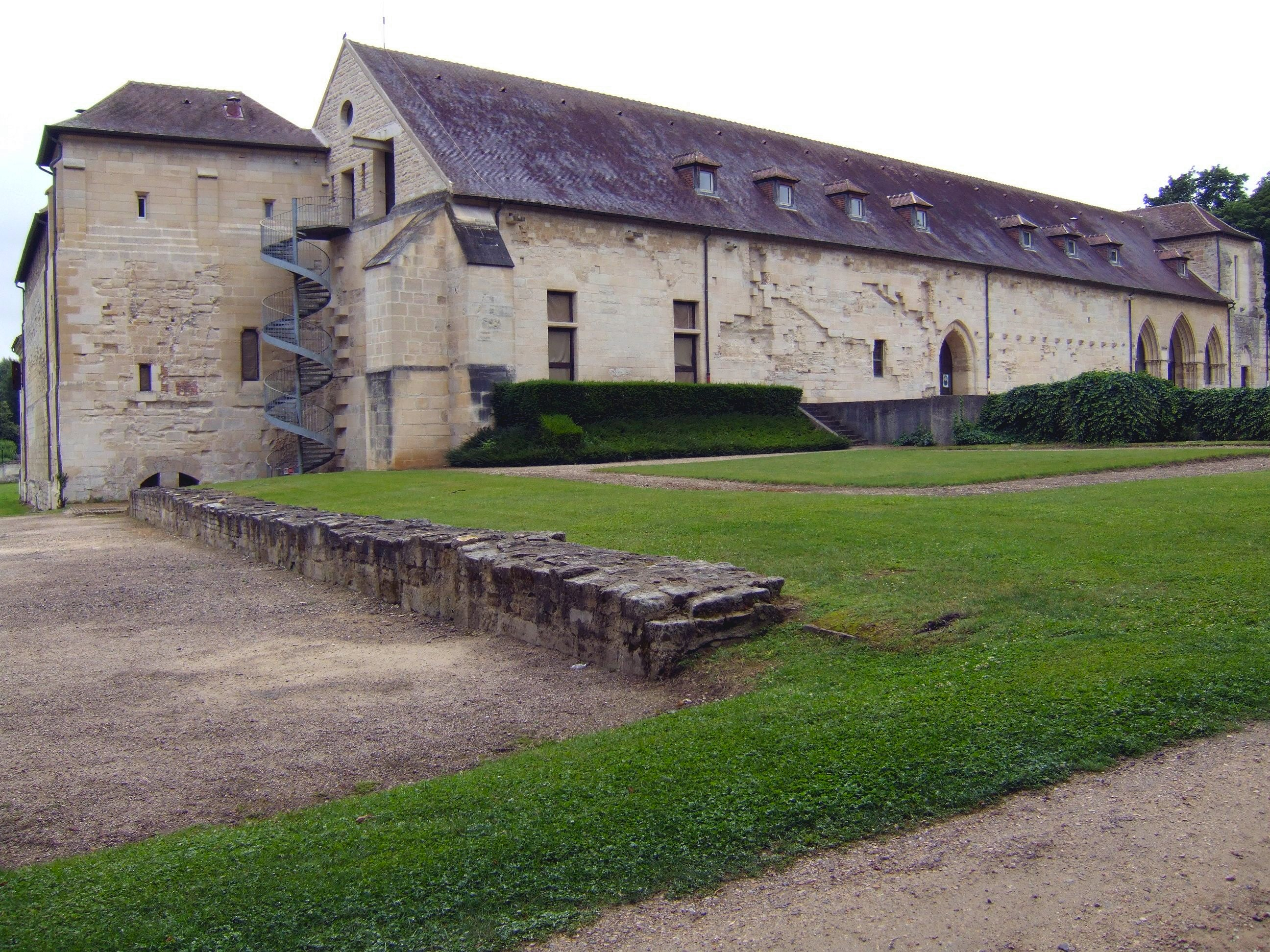
L'abadia de Maubuisson, fundada el 1236 per Blanca de Castella.

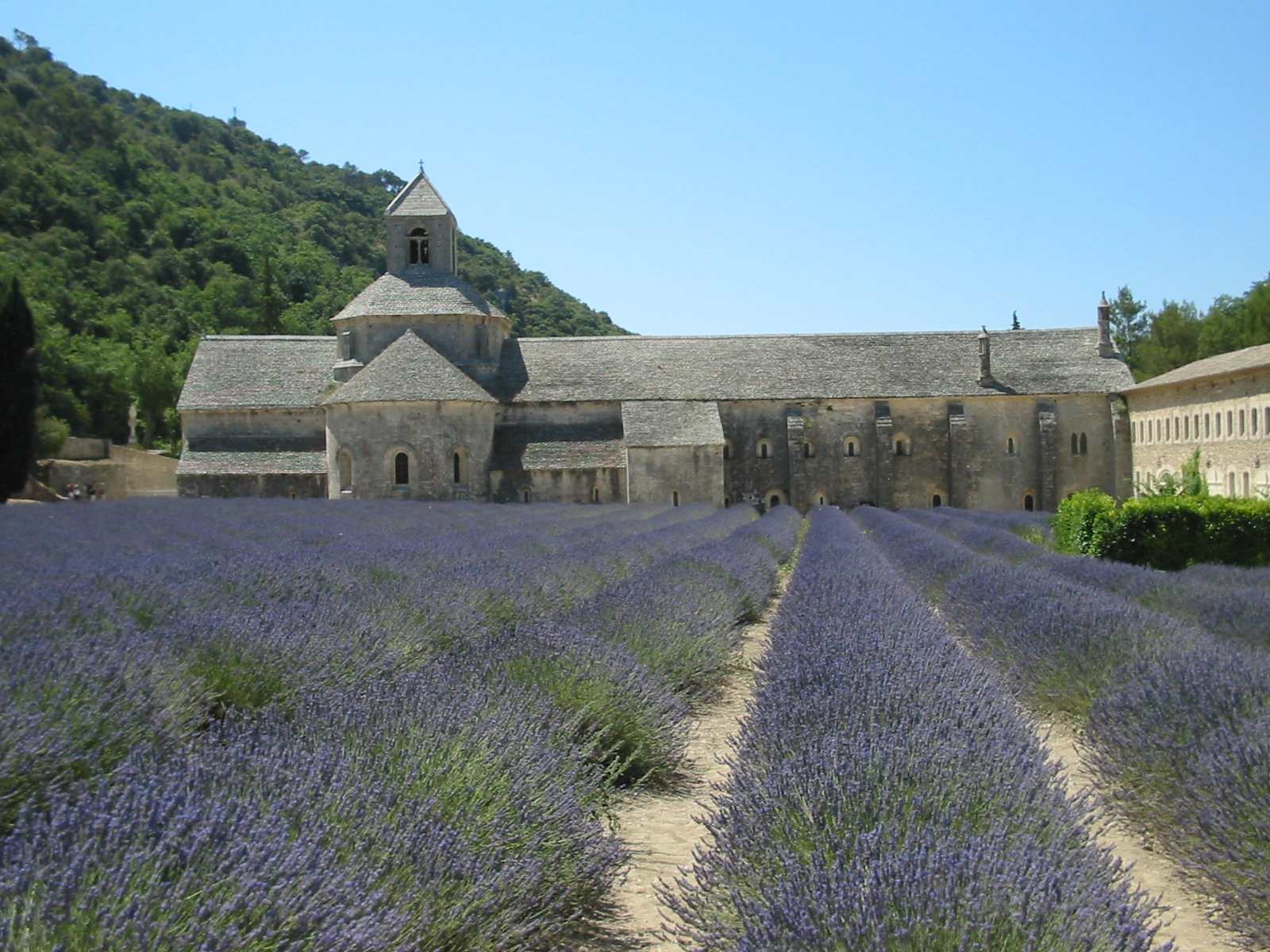
L'abadia de Sénanque, fundada l'any 1148 a la Provença.

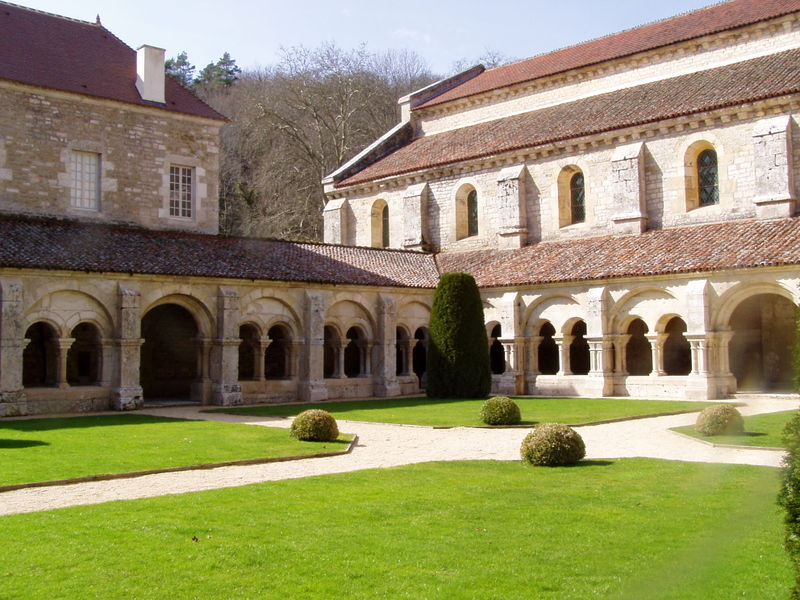
L'abadia de Fontenay fundada l'any 1119 a Borgonya.

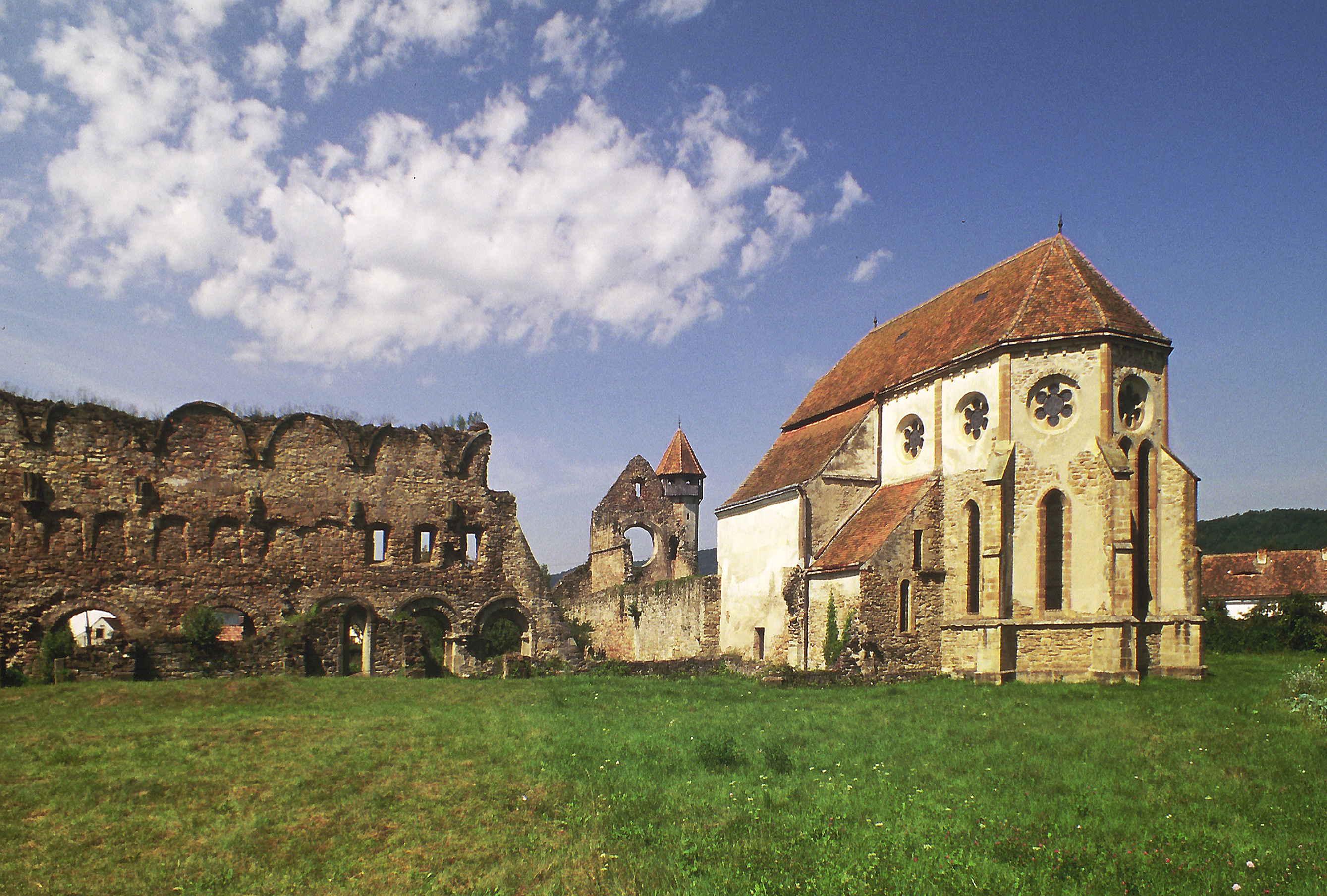
L'abadia de Cârța, fundada el 1202–1206 a Transsilvània.

## Història

### La gènesi de l'orde del Cister
La regla de Sant Benet prescriu un tipus de vida monàstica marcat per la celebració de l'ofici diví (els vuit oficis litúrgics, set al dia i un a la nit, que ritmen la jornada monàstica) i el treball i l'estudi, ja que Benet de Núrsia considerava que l'"ociositat és enemiga de l'ànima"; molt rigorosa al començament, havia degenerat amb el temps i l'aplicació de la regla s'havia relaxat en la majoria de monestirs, que gaudien de massa riquesa.
A Occident, al tombant dels segles xi i xii, hi havia molts fidels que buscaven "nous camins de perfecció",desig inexpressiu, però exaltant tota ardor, per rejovenir el món. Tanmateix, els pelegrinatges i les croades no nodreixen espiritualment tots els creients.
Així mateix, combinant l'ascetisme i el rigor litúrgic i rebutjant la ociositat a través del treball manual, la Regula Sancti Benedicti va ser a finals del segle xi una formidable font d'inspiració per a moviments a la recerca de la perfecció que volien tornar a una observança més estricta de la regla, com els grandmontans, els premonstratencs, els gilbertins, la congregació de Savigny o la Cartoixa, fundada per Bru de Colònia el 1084. L'orde del Cister està marcat en el seu naixement per la necessitat de reforma i l'aspiració evangèlica que també subjau en l'experiència de Robert d'Arbrissel — fundador de l'orde de Fontevraud el 1101 — i l'aparició de capítols de canonges regulars. Cîteaux neix d'aquesta voluntat compartida de renovar el monaquisme i redefinir el seu lloc.
En aquesta època, el camí monàstic cluniacenc va veure cada cop més crítiques en contra. La moderació desitjada per sant Benet ja no es veu amb la magnificència dels edificis de l'orde. L'activitat litúrgica cluniacenca ja no sembla permetre el respecte als vots d'humilitat, pobresa i caritat. Més enllà d'això, l'exclusivitat donada a les activitats intel·lectuals de l'scriptorium, l'exercici del cant pla i l'ofici diví van apartar els monjos d'un dels tres requisits de la regla benedictina, el treball manual. A Cluny, l'agricultura esdevingué una activitat externa. Certament, l'orde va estendre els seus monestirs per Europa, però la proximitat dels seus abats al poder temporal no és del gust de tothom. Tanmateix, no hem de veure en l' "activitat reformista febril una crítica oberta a Cluny, sinó més aviat una voluntat d'expressar l'heroisme de l'època d'una manera benedictina més severa, mitjançant un retorn al rigor dels pares del desert.

### Els pares fundadors

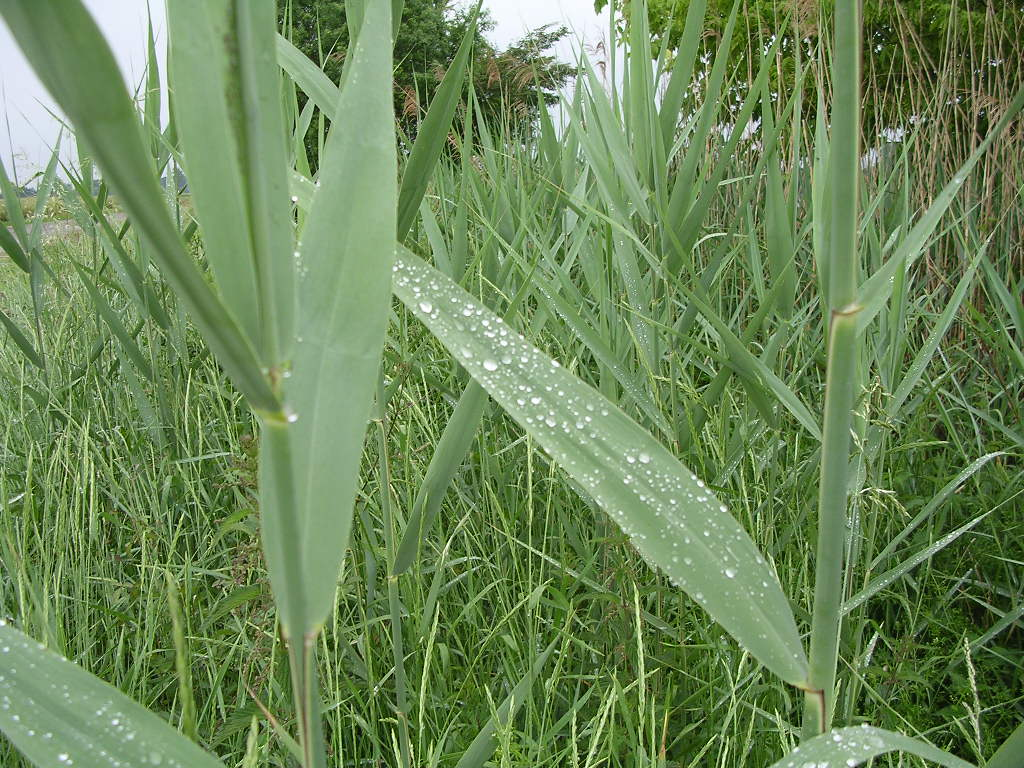
Canyes –"cistels"– de la riba del Saona que van donar nom a l'abadia de Cîteaux.

L'aventura cistercenca va començar amb la fundació de l'abadia de Notre-Dame de Molesme per part de Robert de Molesme l'any 1075, a la regió de Tonnerre.
Nascut a Champagne, emparentat de la família Maligny, una de les més grans de la regió, Robert de Molesme va començar el seu noviciat als quinze anys a l'abadia de Montier-la-Celle, al bisbat de Troyes. Esdevé prior. Impregnat de l'ideal de restaurar el monaquisme tal com l'havia establert sant Benet, va abandonar el seu priorat l'any 1075. Va aconseguir posar en pràctica aquest ideal compartint la solitud, la pobresa, el dejuni i la pregària amb set ermitans instal·lats al bosc de Collan (o Colan), prop de Tonnerre, la vida espiritual dels quals va dirigir. Gràcies als senyors de Maligny, aquest grup s'instal·là a la vall del Laignes, al lloc anomenat Molesme adoptant unes normes de vida properes a les dels camaldulesos, combinant la vida comuna de treball i l'ofici benedictí amb l'eremitisme.
Aquesta fundació és un èxit: la nova abadia atrau nombrosos visitants i donants, religiosos i laics. "Uns quinze anys després de la seva fundació, Molesme s'assembla a qualsevol abadia benedictina pròspera del seu temps. Però les demandes de Robert i Alberic són mal acceptades. Les divisions sorgeixen dins la comunitat. L'any 1090 Robert, amb uns quants companys, optà per allunyar-se durant un temps de l'abadia i les seves dissensions i s'instal·là amb uns germans a Aulx per portar la vida d'ermità. Tanmateix, es va veure obligat a tornar a l'abadia que dirigia a Molesme.
Sabent que no aconseguirà satisfer el seu ideal de solitud i de pobresa en el clima de Molesme on els partidaris de la tradició i els de la renovació s'oposen, Robert, va proposar a l'arquebisbe de Lió l'establiment d'una nova fundació en què recuperar el carisma originari de la regla benedictina, i amb l'autorització del llegat papal Hugues de Die, accepta un lloc solitari situat al bosc pantanós de les terres baixes de Dijon que li van oferir el duc de Borgonya Eudes I i els vescomtes de Beaune, cosins llunyans, per retirar-se i practicar amb la màxima austeritat la regla de sant Benet. En aquest lloc prop de la vall de la Saona, a vint-i-dos quilòmetres al sud de Dijon, va trobar un "desert" cobert de cistells (canyes). Alberic de Cîteaux i Esteve Harding, així com vint-i-un monjos fervorosos, el van acompanyar en la seva "horrible solitud" on es van establir el 21 de març de 1098, al lloc de la Forgeotte, concedit per Renard, vescomte de Beaune, per fundar una altra comunitat anomenada durant un temps Amb el suport financer del comte Otó de Borgonya, construí un monestir anomenat monestir Nou (Novum Monasterium), on començaren a viure una vida d'observança estricta de la regla de sant Benet. El 1119, el monestir va prendre el nom de l'indret que l'havia acollit, Cîteaux.

### El Monestir Nou

#### L'abadiat de Robert
Els inicis del novum monasterium, en edificis de fusta envoltats de naturalesa hostil, van ser difícils per a la comunitat. La nova fundació, però, es va beneficiar del suport d'Eudes de Bourgonya que va mostrar generositat; Renard de Beaune, el seu vassall, cedeix a la comunitat les terres adjacents al monestir. La benèvola protecció de l'arquebisbe Hugues va permetre la construcció d'un monestir de fusta i una humil església. Robert amb prou feines va tenir temps de rebre una vinya a Meursault del duc de Borgonya, però arran d'un sínode celebrat a Port d'Anselle l'any 1099 que va legitimar la fundació del novum monasterium, es va veure obligat a tornar a Molesme on va morir el 1111.
La historiografia cistercenca per un temps embruta la memòria dels monjos que van tornar a Molesme. Així, els escrits de Guillaume de Malmesbury, a continuació el Petit i el Grand Exorde són a l'origen de la llegenda negra que persegueix, dins l'ordre, Robert i els seus companys de Molesme " que no els agradava pas el desert.

#### L'abadiat d'Alberic

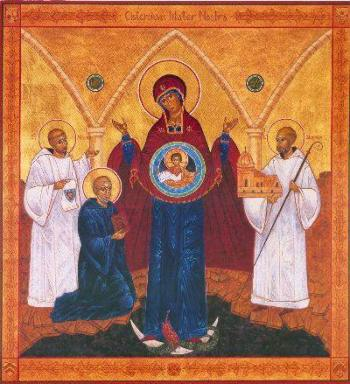
Els fundadors de Cîteaux: Robert de Molesme, Alberic i Esteve Harding venerant la Mare de Déu.

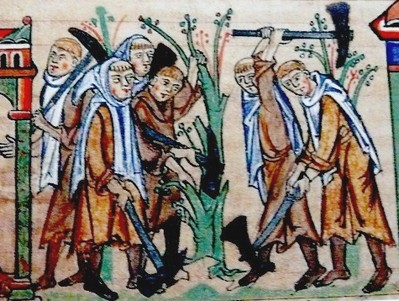
Miniatura del que representa monjos cistercencs treballant, amb túniques marrons.

Robert deixa la comunitat a les mans d'Alberic de Cîteaux, un dels més fervents partidaris de la ruptura amb Molesme. Alberic, un administrador eficient i competent, va obtenir la protecció del papa Pasqual II (Privilegium Romanum) que va promulgar el 19 d'octubre de 1100 la butlla Desiderium quod, que permetia al monestir de desenvolupar-se sense témer cap intervenció senyorial o episcopal. Alberic, enfrontat a nombroses dificultats materials, va traslladar la seva comunitat dos quilòmetres més al sud, a les ribes del Vouge, per trobar un subministrament d'aigua suficient. Per ordre seu es va construir una església a pocs centenars de metres del lloc inicial. EL16 de novembre de 1106 Gauthier, el bisbe de Chalon, consagrà la primera església construïda en pedra sobre aquest nou lloc. Alberic aconseguí mantenir el fervor espiritual dins la seva comunitat, a la qual sotmeté a un ascetisme molt dur. Però Cîteaux s'estancà, les vocacions es feren rares i els seus membres envellien. Els anys semblaven difícils per a la petita comunitat, perquè "els germans de l'Església de Molesme i altres monjos veïns no deixaven d'assetjar-los i molestar-los, perquè temien semblar-se més vils i menyspreables als ulls del món si veiem altres vivint entre ells com a monjos nous i singulars".

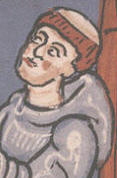
Detall d'una miniatura del que representa l'abat de Cîteaux Arnaud Amaury amb la cogulla grisa.

Tanmateix, la protecció del duc de Borgonya, aleshores del seu fill Hugues II després de 1102, i dels clergues construïts pel coratge de la comunitat, va permetre un boom inicial. A partir de 1100, el monestir atreu alguns reclutes : uns quants novicis s'incorporen al grup.
Segons la tradició cistercenca, probablement llegendària, Alberic va tenir durant un servei diví una visió de la Mare de Déu col·locant una túnica blanca enlluernadora sobre les seves espatlles. La Santíssima Mare de Déu li va ordenar que els monjos adoptessin l'hàbit de llana crua, sense tenyir i menys cara (túnica que es porta dins del monestir o als camps on s'associa a l'escapulari d'una tonalitat més fosca, que es porta a l'església o quan de viatge), contra la túnica negra dels monjos de l'orde de Cluny, que va valdre als monjos cistercencs el sobrenom de "monjos blancs", de vegades també de "benedictins blancs" o " Bernards ", anomenats després de Sant Bernat, en contraposició als benedictins o "monjos negres". Segons Terryl N. Kinder, el sobrenom dels monjos "blanquets" hauria estat més precís per designar la seva roba perquè " el color de la llana depèn del de les ovelles, la roba no hauria de ser realment uniforme d'una regió a una altra. Així, podien portar colors negres, grisos o marrons, la qual cosa explica el seu nom de "monjos blancs" o "monjos grisos" durant l'edat mitjana, segons l'època i el lloc. Aquesta ambigüitat de color es confirma en la constitució Fulgens sicut stella matutina de 1335 del papa cistercenc Benet XII que va reorganitzar l'administració temporal de l'ordre.
Alberic defineix també la condició de germans laics, aquests religiosos que no són ni clergues ni monjos, sinó subjectes a l'obediència i l'estabilitat i que porten a terme el gruix de les tasques manuals; va començar el treball de revisió de la Bíblia, que es completaria sota l'abadiat de Stephen Harding.

#### L'abadiat de Stephen Harding

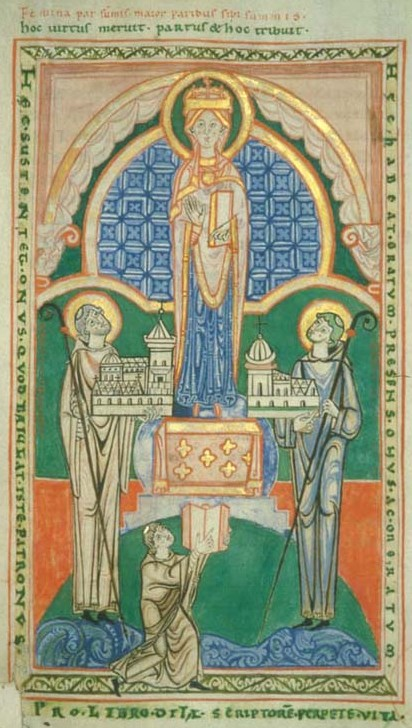
Esteve Harding i l'abat de Saint-Vaast d'Arras posant la seva abadia als peus de la Mare de Déu.

En 1109 Esteve Harding es va fer càrrec del destí de Cîteaux en succeir a Aubry després de la mort d'aquest últim. Esteve, un noble anglosaxó amb una sòlida formació intel·lectual, és un monjo format a l'escola de Vallombreuse que ja va tenir un paper important en els fets de 1098. Va mantenir excel·lents relacions amb els senyors locals.
La benevolència de la castellana de Vergy i del duc de Borgonya va assegurar el desenvolupament material de l'abadia. El desenvolupament del sòl proporciona a la comunitat els recursos que necessita per sobreviure. El fervor dels monjos dona gran fama a l'abadia. L'abril de 1112 o maig de 1113, el jove cavaller Bernat de Fontaine, acompanyat d'una trentena de companys, va entrar al monestir el destí del qual capgiraria. Amb l'arribada de Bernat, l'abadia va experimentar una millora. Els sol·licitants es van aplegar, el nombre va créixer i va empènyer Esteve Harding a fundar "abadies filles".

##### La fundació de l'orde
El 1113, es va fundar la primera abadia filla a La Ferté al bisbat de Chalon-sur-Saône, seguida de la de Pontigny al bisbat de Langres el 1114. El juny de 1115, Stephen Harding va enviar Bernard amb dotze companys a fundar l'abadia de Clairvaux a la Xampanya. El mateix dia una comunitat monàstica va sortir de Cîteaux per fundar l'abadia de Morimond.
Sobre aquest llinatge de les quatre filles de Cîteaux, l'orde cistercenc es desenvoluparà i la família cistercenca creixerà al llarg del segle xii. A partir del 1120 l'orde es va establir a l'estranger. Finalment, al costat dels monestirs d'homes, es crearan convents de monges. El primer va ser establert el 1132 per iniciativa d'Esteve Harding a Tart, un dels més famosos és el de Port-Royal des Champs .
Per a Esteve Harding, l'organitzador de l'orde i gran legislador, l'obra que va veure néixer encara continua sent fràgil i cal reforçar-la. Les abadies creades per Cîteaux necessiten el vincle que marcarà la seva pertinença a l'aplicació estricta de la regla de Sant Benet i unirà les comunitats monàstiques. La Carta de Caritat que va elaborar sembla ser el "ciment" que garantirà la solidesa de l'edifici cistercenc.

##### La Carta de Caritat
Entre 1114 i 1118, Esteve Harding va escriure la Carta Caritatis (Carta de Caritat), text constitucional fonamental sobre el qual descansa la cohesió de l'orde. Estableix la igualtat entre els monestirs de l'orde. Tot respectant la unitat d'observança de la regla de sant Benet, la seva finalitat és organitzar la vida quotidiana i establir una disciplina uniforme en totes les abadies. El papa Calixt II la va aprovar el 23 de desembre de 1119 a Saulieu. Va ser objecte de diversos ajustaments.
Esteve Harding va planejar que cada abadia depengués, tot i que conservava una gran autonomia, sobretot econòmicament, d'una abadia mare (l'abadia que la va fundar o a la qual està lligada), però havia de tornar comptes a l'abadia mare. Els seus abats elegits per la comunitat governen l'abadia com els sembla convenient. Al mateix temps, va poder proporcionar sistemes de control efectius evitant la centralització: l'abadia mare té dret d'inspecció, el seu abat l'ha de visitar anualment.
Esteve Harding va establir, a la part superior de l'edifici, el capítol general com a òrgan suprem de control. El Capítol General es reuneix cada 14 de setembre, sota la presidència de l'Abat de Cîteaux que estableix el programa, tots els abats de l'orde que han d'assistir personalment o, excepcionalment, estar representats. Tenen el mateix rang excepte els abats de les quatre branques principals.
El Capítol General també emet estatuts i fa les adaptacions necessàries a les normes que regulen l'orde. Les decisions preses durant aquestes assemblees es recullen en registres anomenats statuta, instituta et capitula.
Aquest sistema, com apunta Joseph-Marie Canivez, permetia "una unió, una intensa circulació de la vida i un autèntic esperit familiar agrupant les abadies deixant Cîteaux en un cos compacte".
L'orde Cístercenc es caracteritza per una organització arbòria. Cîteaux és el tronc principal del qual surten quatre branques principals (les quatre primeres abadies fundades des de Cîteaux) que marquen les línies en què neixen totes les abadies de l'orde: La Ferté, Pontigny, Claravall i Morimond. Cada monestir fundat des d'una d'aquestes podia, al seu torn, fundar noves abadies; sempre, l'abadia restava vinculada a una de les cinc abadies primeres. Quan Esteve va morir, hi havia més de 30 cases Cistercenques.

### Bernat de Claravall i l'expansió de l'ordre

#### Bernat de Claravall

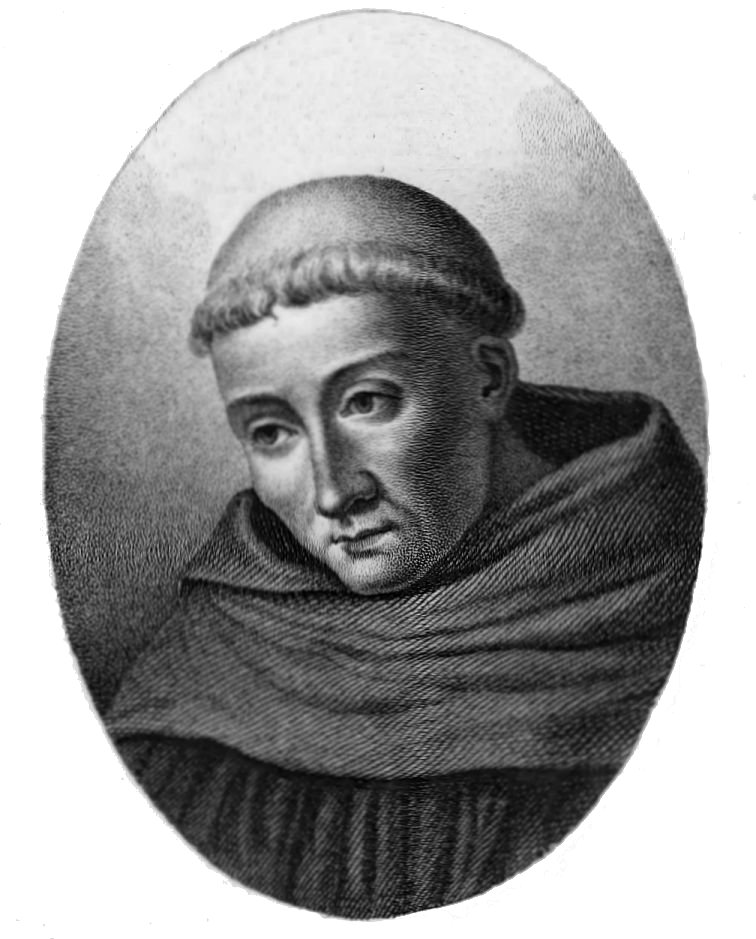
Sant Bernat de Claravall

L'orde deu el considerable desenvolupament que va experimentar la primera meitat del segle xii a Bernard de Clairvaux, (1090 - 1153), el més famós dels cistercencs que es pot considerar el seu mestre espiritual. Els seus orígens familiars i la seva formació, el seu suport i les seves relacions, la seva mateixa personalitat, expliquen en bona part l'èxit cistercenc.
La seva família és coneguda per la seva pietat; la seva mare li va transmetre la seva inclinació per la solitud i la meditació. Decideix no abraçar la professió de les armes i busca retirar-se del món. Tanmateix, durant la seva vida religiosa va mantenir un agut sentit del combat. "Fent-se monjo, Bernat continua sent un cavaller que anima els qui lluiten per Déu". Persuasiu i carismàtic, va convèncer molts dels seus familiars perquè el seguissin a Cîteaux, una abadia veïna de les terres de la seva família.
Bernard, només tres anys després del seu ingrés a l'orde del Cister, consagrat abat per Guillaume de Champeaux, bisbe de Châlons-sur-Marne, va prendre el cap de l'abadia de Clairvaux el 25 de juny de 1115.

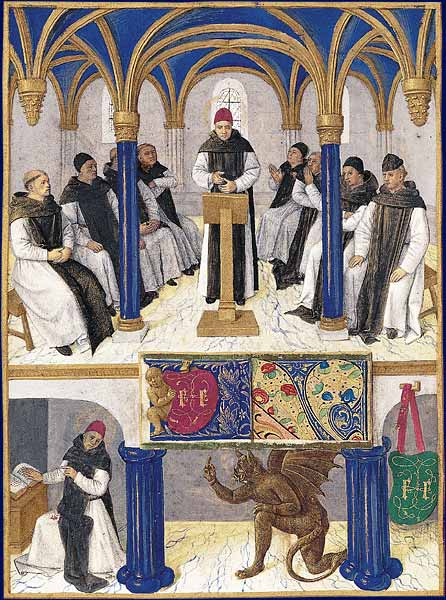
Bernat de Claravall ensenyant a la sala capitular. Llibre d'hores d'Esteve Chevalier, il·luminat per Jean Fouquet, Museu Condé, Chantilly.

Mentre vigilava Clairvaux del qual va romandre abat durant tota la seva vida, Bernat va tenir una considerable influència religiosa i política fora del seu orde. Durant tota la seva vida, es va guiar per la defensa de l'orde del Cister i els seus ideals de reforma de l'Església. El veiem en tots els fronts i la seva vida és rica en paradoxes: proclama el seu desig de retirar-se del món, però no deixa de ficar-se en els afers mundials. Dona lliçons de bon grat, però assegurat de la superioritat de l'esperit contemplatiu cistercenc, aclapara els seus germans cluniacencs amb retrets. Té paraules molt dures per castigar els clergues i els prelats que sucumbeixen a la riquesa material i al luxe, però contradictòriament, no dubta a posar-se en el punt de mira, especialment al costat de Lluís VII. No rebutja l'engany, l'engany, la mala fe o els insults per derrotar al seu oponent. La seva astúcia va arribar a no alienar mai Roma, mentre que els prelats no van mostrar l'actitud més exemplar en aquell moment. El teòleg i abat Pierre Abélard du Pallet va tenir aquesta amarga experiència durant el Concili de Sens del 2 al 3 de juny de 1140. D'altra banda, veiem Bernard al Llenguadoc tractant d'aturar el progrés de l'heretgia. Va viatjar per França i Alemanya, mobilitzant multituds després del sermó de Vézelay (31 de març de 1146) per llançar la segona croada. Intervingué en la designació dels papes, la causa dels quals acabà triomfant: Innocenci II contra Anaclet II, i fins i tot va arribar a donar lliçons als pontífexs.
Les fundacions continuen a un ritme constant, com les abadies de Cour-Dieu i Bonnevaux. L'orde, amb seu a Borgonya, es va estendre al Delfinat i al Marne després, en poc temps, per tot l'Occident cristià. No hi ha cap nació catòlica, des d'Escòcia fins a Terra Santa, des de Lituània i Transsilvània fins a Portugal, que no hagi conegut els cistercencs en un dels seus set-cents seixanta-dos monestirs. De Clairvaux va sorgir finalment la branca més gran de l'ordre Cístercien : tres-cents quaranta-una cases de les quals vuitanta filles directes escampades per tot Europa, més que Cluny que només n'havia unes tres-centes. Així, el pes de l'abadia de Claravall continua creixent, en particular, gràcies al nombre de les seves filials que supera el de Cîteaux, en les decisions preses durant els Capítols Generals.
Quan Bernat mor el 20 d'agost de 1153, honrat per tot el món cristià, va fer de Cîteaux un dels principals centres del cristianisme, un alt lloc espiritual.

#### L'organització de l'orde
| «                                            | Hem de ser unànimes, sense divisions entre nosaltres: tots junts, un sol cos en Crist, membres els uns dels altres. | » |
| — — Sant Bernat, Sermó de Sant Miquel, I, 8. | |   |

La regla benedictina es presenta com una síntesi entre requisits contraris: independència econòmica i activitat litúrgica, activitat apostòlica i rebuig del món. Els Estatuts dels monjos Cistercencs de Molesme, escrits a la dècada de 1140, apareixen com una ordenació de l'ideal primitiu: observació estricta de la regla benedictina, recerca de l'aïllament, pobresa total, rebuig dels beneficis eclesiàstics, treball manual i autosuficiència.
Els primers abats de Cîteaux havien trobat aquest equilibri en la senzillesa rústica, en l'ascetisme i en el gust per la cultura. Els segles xii i xiii, marcats pels escrits dels "quatre evangelistes de Cîteaux", havien de permetre aprofundir i recolzar aquests principis organitzatius. Però de l'abadiat d'Esteve Harding va néixer la legislació en forma de La Carta de Caritat i Unanimitat que regulava les relacions de les abadies mare i les seves filles i nétes. La multiplicació de les creacions, l'expansió d'aquest nou monaquisme requereixen una nova reflexió sobre la seva administració. Per a Philippe Racinet, "l'organització cistercenca és una de les obres mestres de la construcció institucional medieval". L'exempció de la jurisdicció episcopal va permetre a l'orde de Cîteaux desenvolupar dues institucions que havien de ser la seva força: el sistema de visites dels abats-pares i el Capítol general anual. Al mateix temps, molt probablement entre 1097-1099, l'abat Esteve va fer anotar la història de les fundacions.

##### La "mare abadia" i les seves filials

Primeres filials de Cîteaux al.

A la dècada de 1120 els nouvinguts, integrats en establiments geogràficament allunyats, rebien una formació específica de la casa que els acollia. Per afavorir la cohesió, evitar la discòrdia i establir relacions orgàniques entre monestirs, a partir de 1114, Esteve redacta una Carta d'unanimitat i caritat. Aquesta carta, document jurídic, "regula el control i la continuïtat de l'administració de cada casa, […] defineix les relacions entre les cases i assegura la unitat de l'ordre". Es va completar fins al 1119, després, davant de noves dificultats, es va reelaborar cap al 1170 per donar lloc a la Carta de Caritat posterior.
Pel seu esperit, s'allunya del model cluniacencs de família jeràrquica oferint una àmplia autonomia a cada monestir. Cîteaux segueix sent l'autoritat espiritual guardià de "l'observança de la santa regla" establerta al Nou Monestir.
Cada monestir, segons el principi de caritat, deu ajut a les fundacions més desfavorides, les abadies matrius assegurant-ne el control i l'elecció dels abats dins les abadies filles. L'abat de Cîteaux manté, a través dels seus consells i en les seves visites, una autoritat superior. Cada abat ha d'anar cada any a Cîteaux per al Capítol general, òrgan suprem de govern i de justícia, al voltant de la festa de la Santa Creu (14 de setembre), després de la qual els estatuts han promulgat. Aquest procediment no és del tot original ja que també es remunta als orígens de l'ordre de Vallombreuse, però la inspiració prové, evidentment, de la convenció entre Molesme i Aulps signada l'any 1097, sota l'abadiat de Robert. Des de la fi del segle XII el capítol ha estat assistit per un comitè de definidors nomenat per l'abat de Cîteaux, el Definitori. Els cistercencs, però, accepten el suport i el control del bisbe local en cas de conflicte dins l'orde. Així, a partir del 1120, a nivell legal i normatiu, la part essencial del que l'orde es basa en principis sòlids i coherents.

##### Llocs Cistercencs
| « | Bernardus valles amabat Bernard estimava les valls. | » |

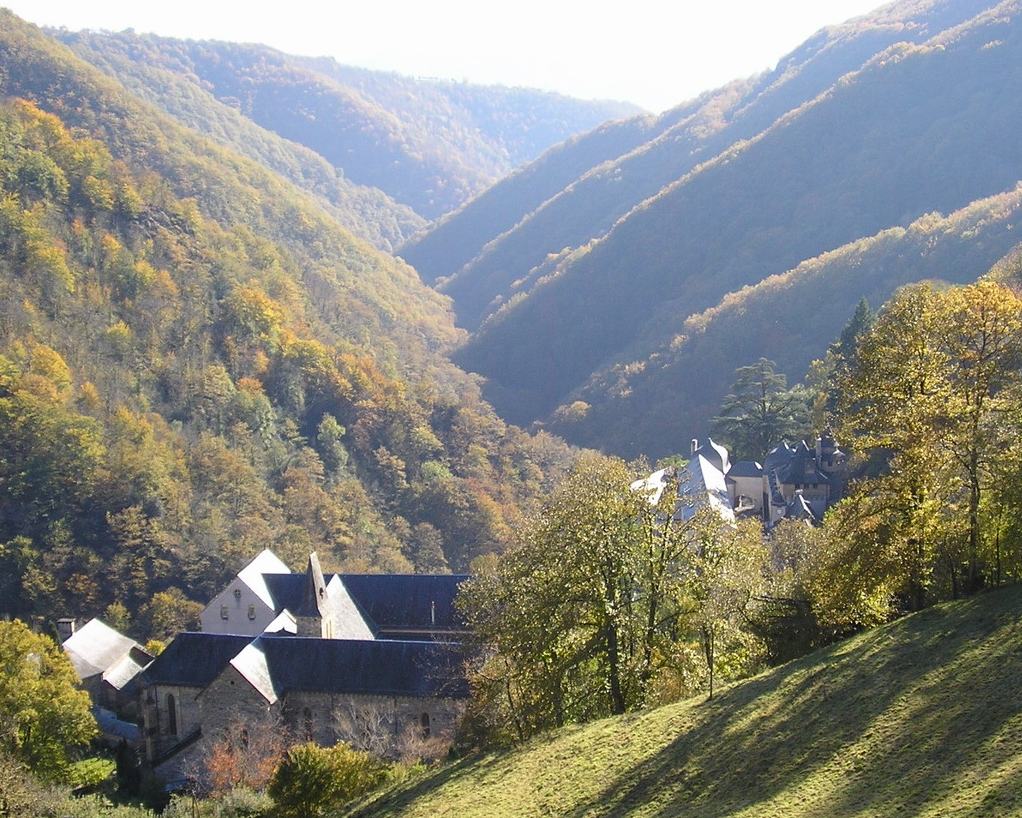
L'abadia de Notre-Dame de Bonneval, establerta en un lloc típicament cistercenc.

L'elecció del lloc Cistercenc responia sovint a aquest adagi com ho demostra la toponímia cistercenca: Cîteaux, Clairvaux, Bellevaux, Clairefontaine, Droiteval, Valbenoîte. La vall boscosa ha de contenir, en grans extensions, tots els ingredients que satisfan les necessitats de la vida monàstica, sense estar massa allunyada de les vies principals. Com s'explica l'elecció d'aquestes valls, poc assolellades, que requereixen urbanitzacions necessàries i de vegades un canvi d'ubicació quan l'entorn es mostra massa desfavorable?
Certament, el lloc ha de permetre un aïllament coherent amb la vida fora del món; a més, cal tenir en compte les possibles relacions amb els senyors locals. Segons Terryl N. Kinder, les valls, terra de ningú, "delimitaven un territori 'neutre' on els nobles guerrers d'ambdues ribes feien una treva, però que per la seva posició estratègica no era apte per a l'ús domèstic". Però, sobretot, les valls estan disponibles, perquè són poc atractives.

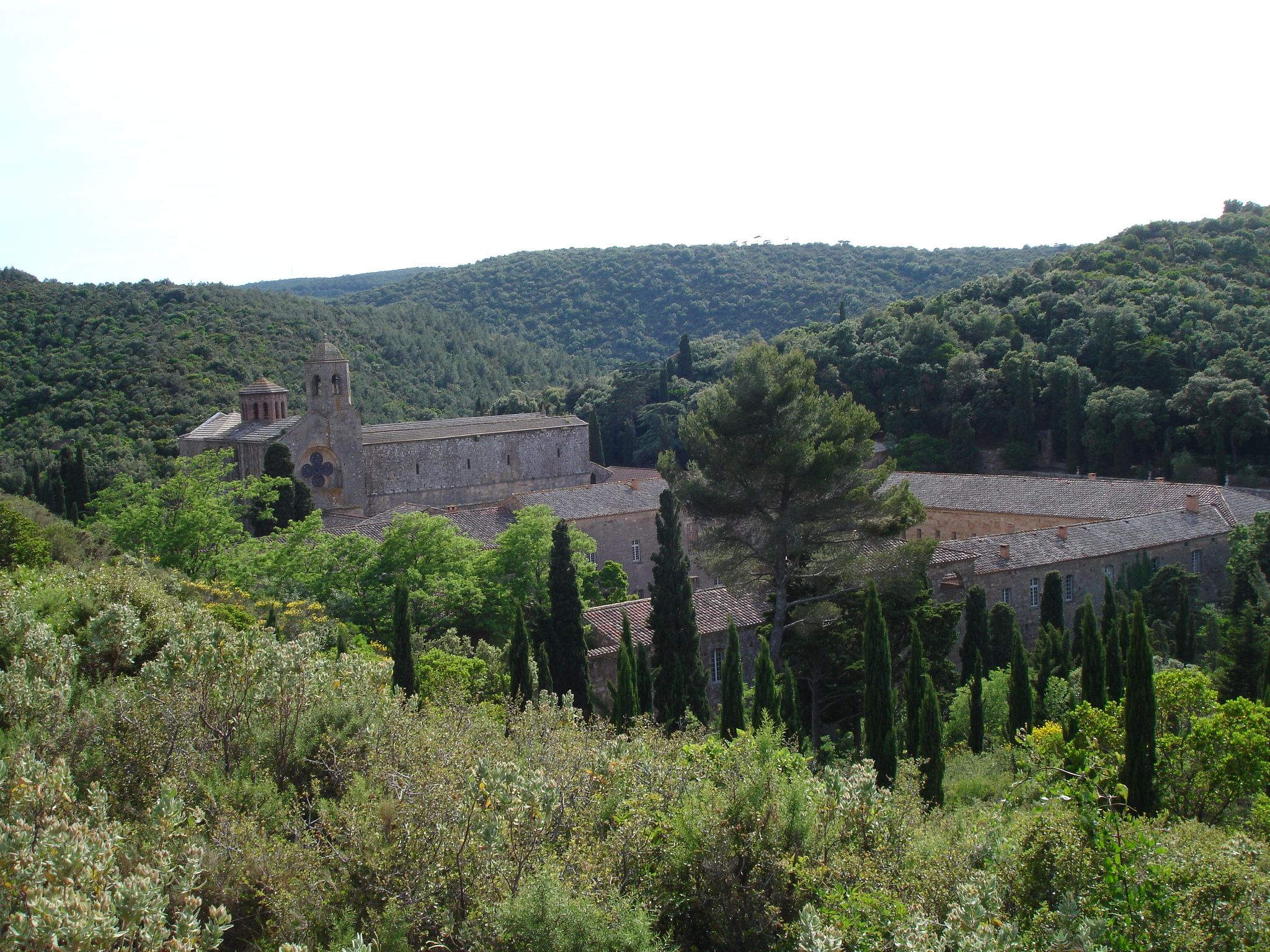
L'abadia de Fontfroide.

Tanmateix, no s'ha d'exagerar la naturalesa insalubre d'aquests llocs; els cistercencs no van buscar deliberadament la malària insalubre. Les nombroses referències a "llocs d'horrors" en documents primitius fan referència a tòpic bíblic . El lloc ha de presentar avantatges i recursos suficients i sovint l'elecció inicial no presenta totes les característiques requerides. A més, els fonaments són sovint llargs i arriscats i la nova abadia només és consagrada amb la condició que l'oratori, el refectori, el dormitori, l'hostaleria i la porteria estiguin ben establerts
En última instància, si l'elecció d'una fundació depèn d' "una barreja intel·ligent de pietat, política i pragmatisme […] el paisatge pot haver jugat un paper en la formació de l'espiritualitat del nou ordre.

##### Cîteaux, avantguarda de l'Església
L'espiritualitat cistercenca, d'acord amb l'ideal de pobresa en boga a l'època, va atreure moltes vocacions, sobretot gràcies a l'energia i el carisma de Bernard de Clairvaux. L'ordre també rep nombroses donacions de persones tant petites com poderoses. Entre aquests donants, hi ha personalitats destacades com els reis de França, Anglaterra i Portugal, el duc de Borgonya, el comte de Champagne, bisbes i arquebisbes.
Aquest desenvolupament va donar suport al desenvolupament de les filials de l'orde que, a la mort de Bernat, comptaven amb tres-cents cinquanta monestirs, dels quals seixanta-vuit establerts per Clairvaux. L'expansió es produeix per eixam, substitució o incorporació.
Entre les noves comunitats, esmentem l'abadia de Noirlac i aquella de Fontmorigny els edificis de la qual encara existeixen al Cher. La línia Clairvaux té fins a 350 monestirs, el de Morimond més de 200, el de Cîteaux un centenar, només una quarantena per Pontigny i menys d'una vintena per a La Ferté. A partir de 1113, les primeres monges van ser instal·lades al castell de Jully. Es van establir l'any 1128 a l'abadia de Tart, al bisbat de Langres, i van prendre el nom de bernardines. Els monestirs de Faubourg Saint-Antoine a París i Port-Royal des Champs són els més famosos dels que van ocupar posteriorment.
| Períodes  | Nombre d'establiments inclosos a l'orde | dins del domini francès |
| --------- | --------------------------------------- | ----------------------- |
| 1151-1200 | 209                                     | 59 / (28 %)             |
| 1201-1250 | 120                                     | 13 / (11 %)             |
| 1251-1300 | 46                                      | 3 / (6,5 %)             |
| 1151-1300 | 375                                     | 75                      |

A conseqüència del creixement de l'orde, amb la fundació de centenars d'abadies i la incorporació de diverses congregacions (les de Savigny que comptaven amb trenta monestirs i les d'Obazine en vida de Sant Bernat), la uniformitat dels costums va canviant progressivament. El 1354 l'orde tenia 690 cases d'homes i s'estenia des de Portugal fins a Suècia, des d'Irlanda fins a Estònia i des d'Escòcia fins a Sicília i Transsilvània. La concentració és, però, més densa a França i més particularment a Borgonya i Champagne.

#### Les monges cistercenques
Cap a 1125, les monges benedictines van abandonar el seu priorat de Jully-les-Nonnains i es van instal·lar a l'abadia de Tart, sol·licitant protecció a l'abat de Cîteaux, Esteve Harding, que la va concedir el 1132. Aleshores, es van crear altres monestirs i incorporats a l'orde. Le Tart, mare abadia, celebra cada any el capítol general d'abadesses. Cap a 1200, hi havia divuit monestirs cistercens a França. Després, durant el segle xiii, les monges van crear abadies a Bèlgica, Alemanya, Anglaterra, Dinamarca i Espanya. Algunes d'aquestes fundacions espanyoles encara existeixen avui dia, com el Reial monestir de Las Huelgas a Burgos, creat l'any 1187 per Alfons VIII de Castella, que roman afiliat espiritualment a l'orde de Cîteaux, o el monestir de Vallbona de les Monges, fundat el 1157 per Ramon Berenguer IV.
Les monges cistercenques, principalment al segle xiii, van comptar amb diversos sants com Lutgarda a Bèlgica, Eduvigis a Polònia, Gertrudis d'Helfta i Matilde de Magdeburg, totes dues del convent d'Helfta, a Saxònia, lloc alt de la mística renana (un dels molts monestirs femenins que seguien els costums de Cîteaux sense estar afiliats legalment a l'orde: perquè l'orde temia haver de proporcionar capellans a massa cases de monges). Entre els místics cistercencs, podem anomenar Beatriu de Natzaret (1200-1268) o Juliana de Mont-Cornillon (1191-1254), que fou l'instigadora de la festa del Corpus Christi, festa instituïda a l'Església pel Papa Urbà IV el 1268.

### El cim polític als seglesxiiixiii
Amb Bernat de Claravall que intervé més o menys directament com a àrbitre, conseller o guia espiritual en les grans qüestions del segle, l'orde del Cister assumeix el paper de guardià de la pau religiosa. Amb el suport del papat, reis i bisbes, l'orde va prosperar i va créixer. Les autoritats laiques i eclesiàstiques van voler que insuflés el seu esperit a l'Església regular i laica. Per exemple, Pierre, abat de la Ferté, va ser elevat a la dignitat episcopal cap al 1125. L'orde semblava haver de jugar un nou paper en la societat, un paper que fins aleshores s'havia negat a assumir al segle.
Al segle xii, l'ordre del Císter va exercir una gran influència política. Bernat de Claravall va pesar molt sobre l'elecció del papa Innocenci II el 1130 i després sobre la d'Eugeni III el 1145. Aquest antic abat cistercenc va predicar a petició seva per a la segona croada que va portar Lluís VII el Jove i Conrad II el Salic a Terra Santa. Va ser Bernat qui va fer reconèixer l'ordre del Temple. Al segle xii, l' orde va proporcionar a l' església 94 bisbes i el papa Eugeni III.

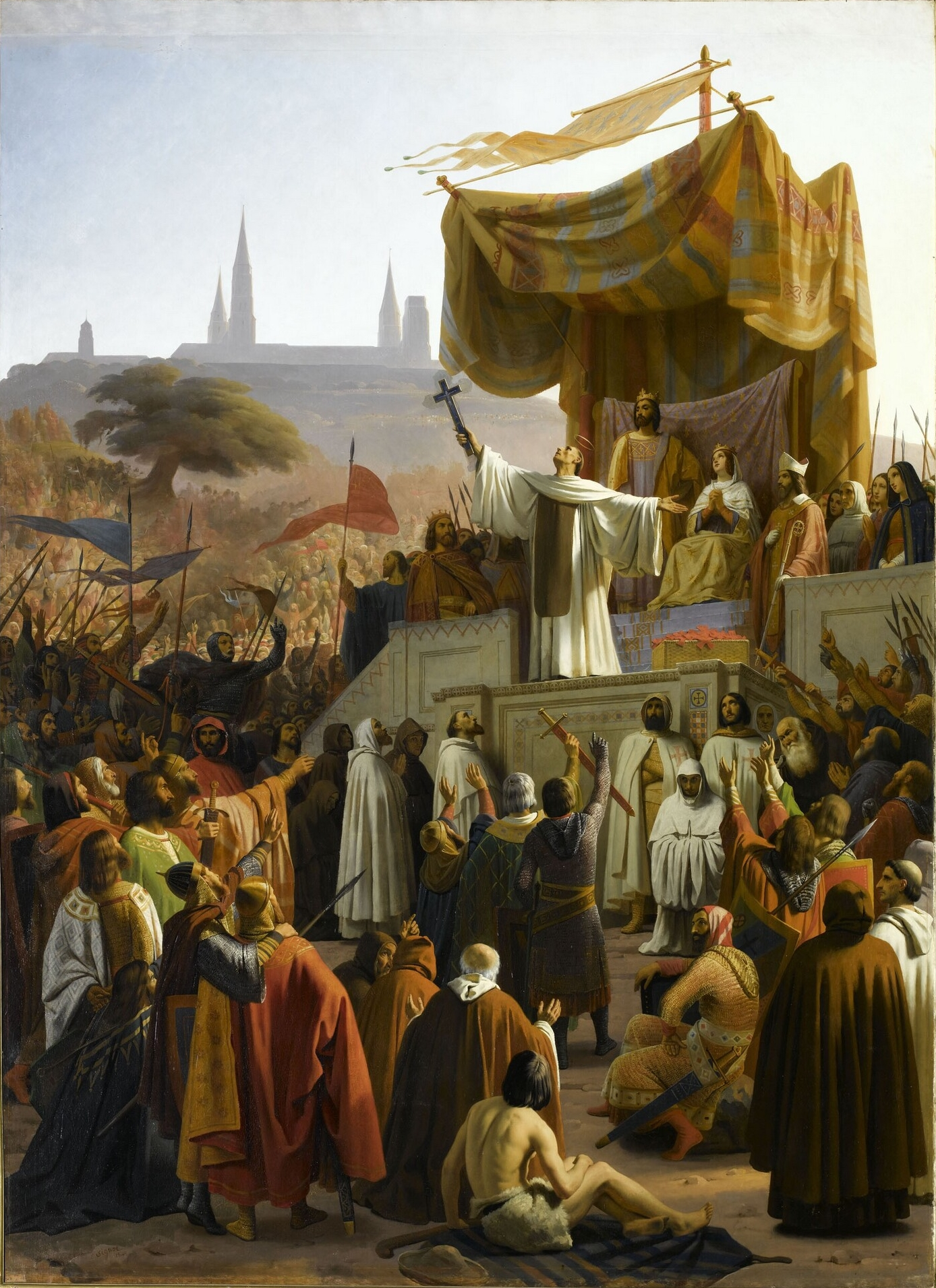
Bernat predicant la segona croada, a Vézelay, el 1147, pintura del.

Aquesta expansió assegura als Cistercencs un lloc preponderant no només dins del monaquisme europeu, sinó també en la vida cultural, política i econòmica. Bernard, un pensador destacat del cristianisme, fa una crida als senyors a reconquerir Terra Santa el 16 de febrer de 1147; els cistercencs van predicar durant la tercera croada (1188-1192), i alguns germans hi van participar personalment.
L'ordre es va distingir en la lluita contra els càtars, la doctrina dels quals va ser condemnada i combatuda per l'Església. Els cistercencs van predicar al sud de França per tornar els heretges a la fe catòlica, seguint l'exemple d'Henri de Marcy a partir de 1178 ; aquest últim, nomenat cardenal d'Albano l'any 1179, aleshores legat papal a França l'any 1181, va emprendre el setge de Lavaur. Pere de Castellnou, monjo de l'abadia Santa Maria de Fontfreda, va ser nomenat legat papal extraordinari l'any 1203 per tal de frenar l'heretgia; va ser assassinat el 1208, fet que va desencadenar la croada contra els albigesos. Arnaud Amaury, abat de Cîteaux, va ser llavors nomenat legat pel papa i va organitzar la croada. Els cistercencs van precedir als dominics en aquests territoris, hi van fer predicació i van organitzar la repressió de l'heretgia.
Els cistercencs van ser encarregats de missions de cristianització, protegits pel braç secular, i van entrar a Prússia i a les províncies bàltiques. Defensors dels interessos de la Santa Seu, prenen partit en les querelles entre el papa i l'emperador, amb els cistercencs recolzant els objectius teocràtics del pontífex. Aquesta crisi reforça, a nivell institucional, l'ordre que pretén guanyar coherència. Gràcies a aquestes noves prerrogatives, "neix una nova comunitat […] que s'allunya del model creat pels pares fundadors, però que no és ni pervers ni pervertit […]: el que podem anomenar el segon orde del Císter".
En 1334, un cistercenc, antic abat de l'abadia de Fontfroide, accedeix a la dignitat papal sota el nom de Benet XII. Sota el seu pontificat, l'orde va guanyar en coherència i va dissenyar una nova organització el 1336, en forma de constitució benedictina. El Capítol General exerceix ara un control més estret sobre la gestió de les finances i el patrimoni de la terra de les abadies, una responsabilitat que abans requeia en el poder exclusiu de l'abat. L'orde, fidel a l'esperit dels primers temps, va aparèixer així a la primera meitat del segle xiv gaudint d'ascendència sobre el conjunt del cristianisme. La Constitució subratlla la importància de la seva acció dins l'Església.
| «                                           | Brillant com l'estrella del matí en un cel carregat de núvols, el Sant Orde del Císter, amb les seves bones obres i el seu exemple edificant, comparteix la lluita de l'Església Militant. Amb la dolçor de la santa contemplació i els mèrits d'una vida pura, s'esforça a pujar amb Maria a la muntanya de Déu, mentre que amb l'activitat lloable i els serveis pietosos, pretén imitar l'àvida cura de Marta […] aquest orde mereixia difondre d'un extrem a l'altre d'Europa. | » |
| — Benet XII, Constitució Benedectina, 1335. | |   |

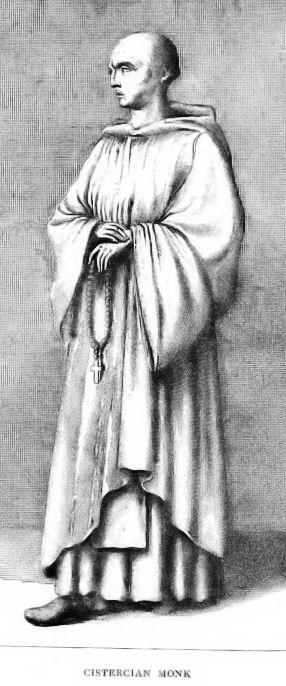
Hàbit cistercenc sense l'escapulari
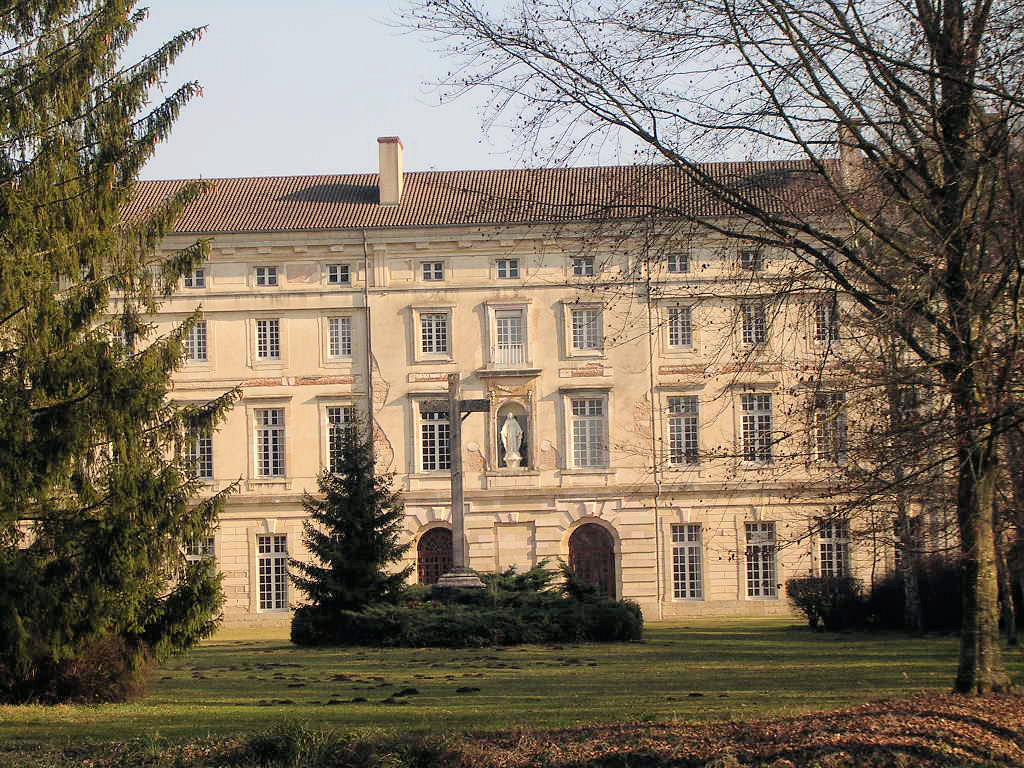
Abadia de Cîteaux, casa mare de l'orde
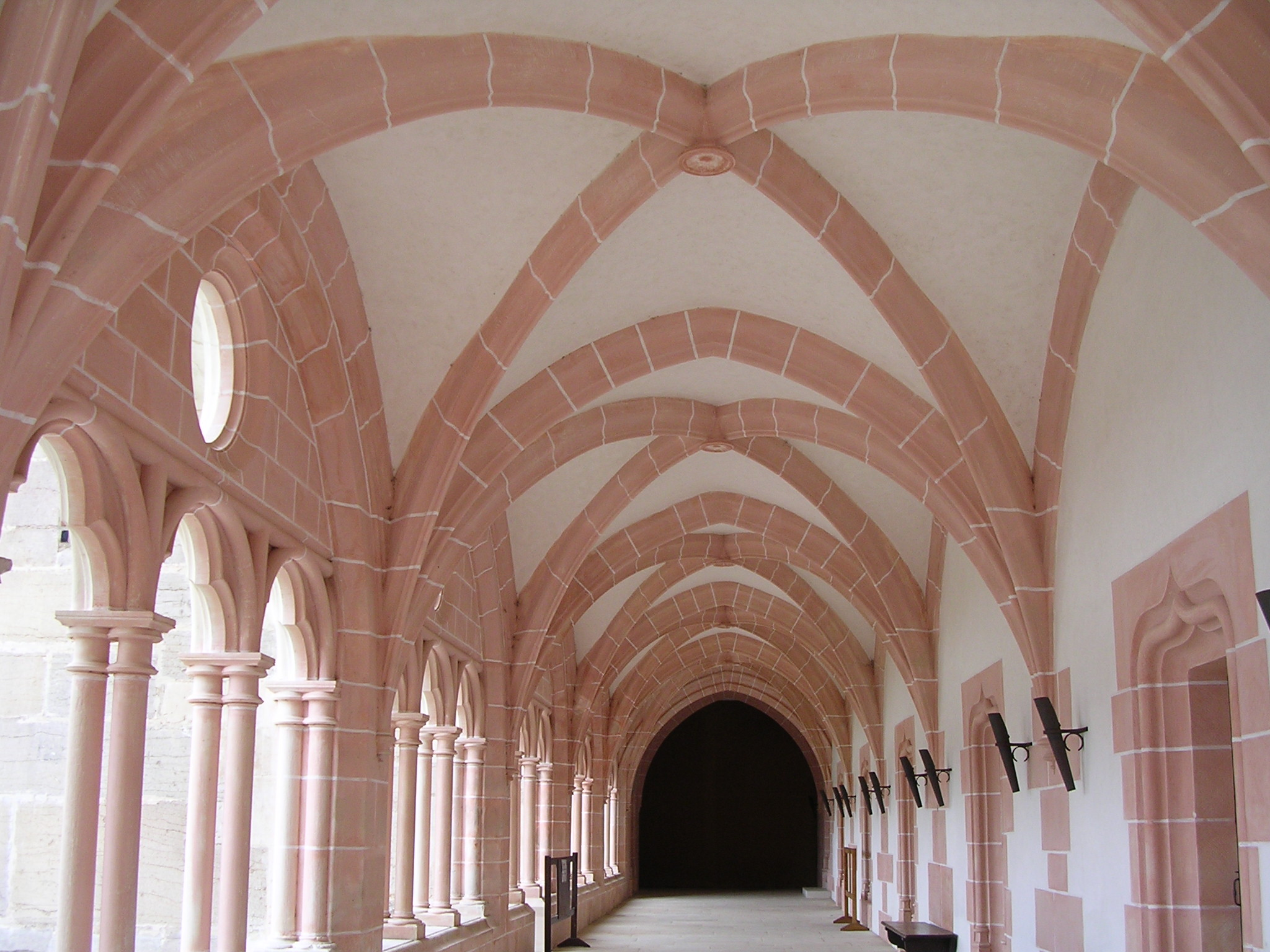
Claustre de Cîteaux
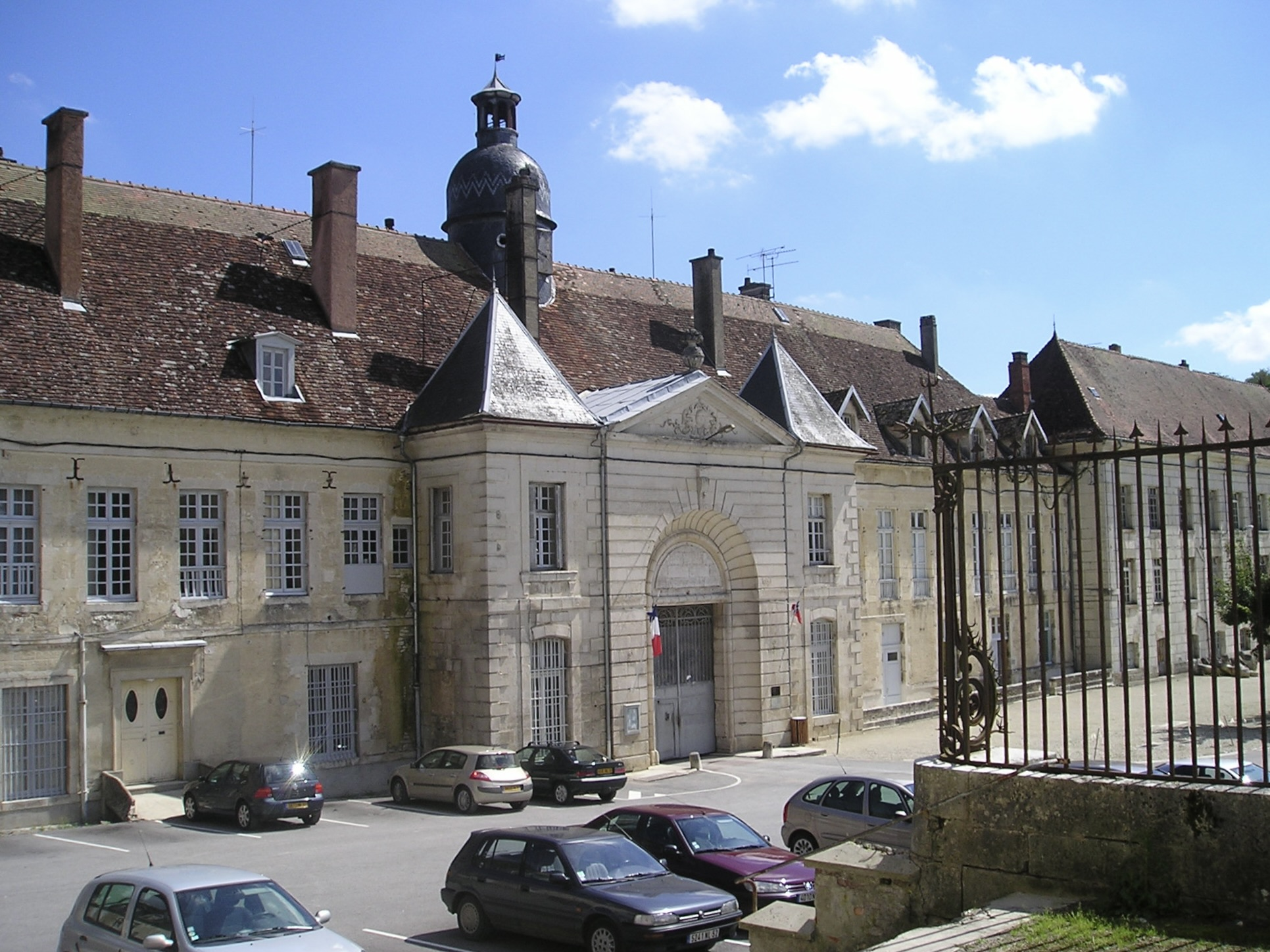
Abadia de Claravall, fundació principal cistercenca
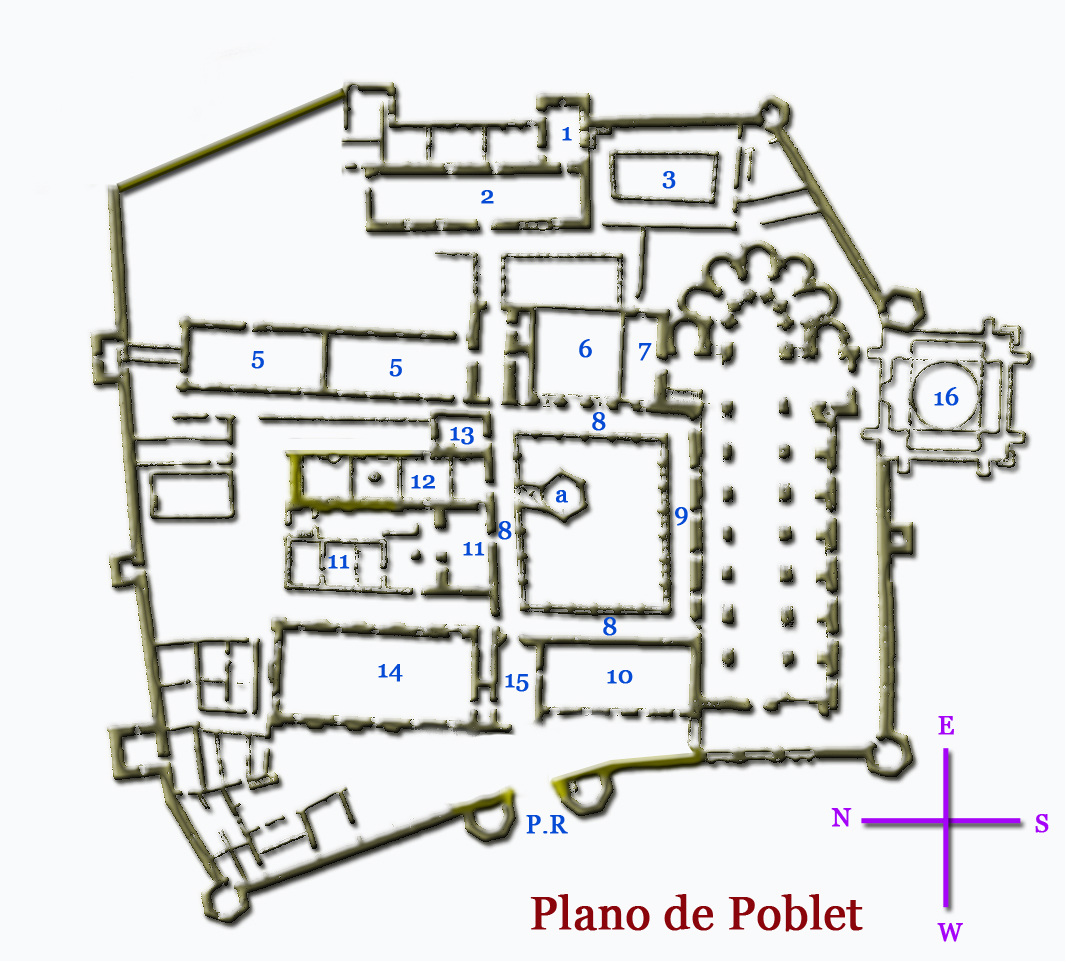
Plànol del Monestir de Poblet, model de monestir cistercenc

El 1354, l'orde ja tenia 690 monestirs masculins, de Portugal a Suècia, d'Irlanda a Estònia i des d'Escòcia fins a Sicília, la qual cosa en dificultava molt l'organització general. Per facilitar-la, a partir del segle xv, l'orde es dividí en congregacions, que agrupaven els monestirs autònoms amb una cultura i una llengua comunes. Aquesta divisió, però, va ocasionar desviacions de l'ideal cistercenc. Entre aquestes hi havia, a la península Ibèrica, la Congregació de Castella (1425), la d'Alcobaça a Portugal (1567) i la de la Corona d'Aragó i Navarra (1616), amb els monestirs de Poblet, Santes Creus i Sant Feliu de Cadins.

#### Orde del Cister a la Corona d'Aragó
Els monestirs masculins més importants fundats a la Corona d'Aragó van ser:

Claustre del monestir de Santes Creus.

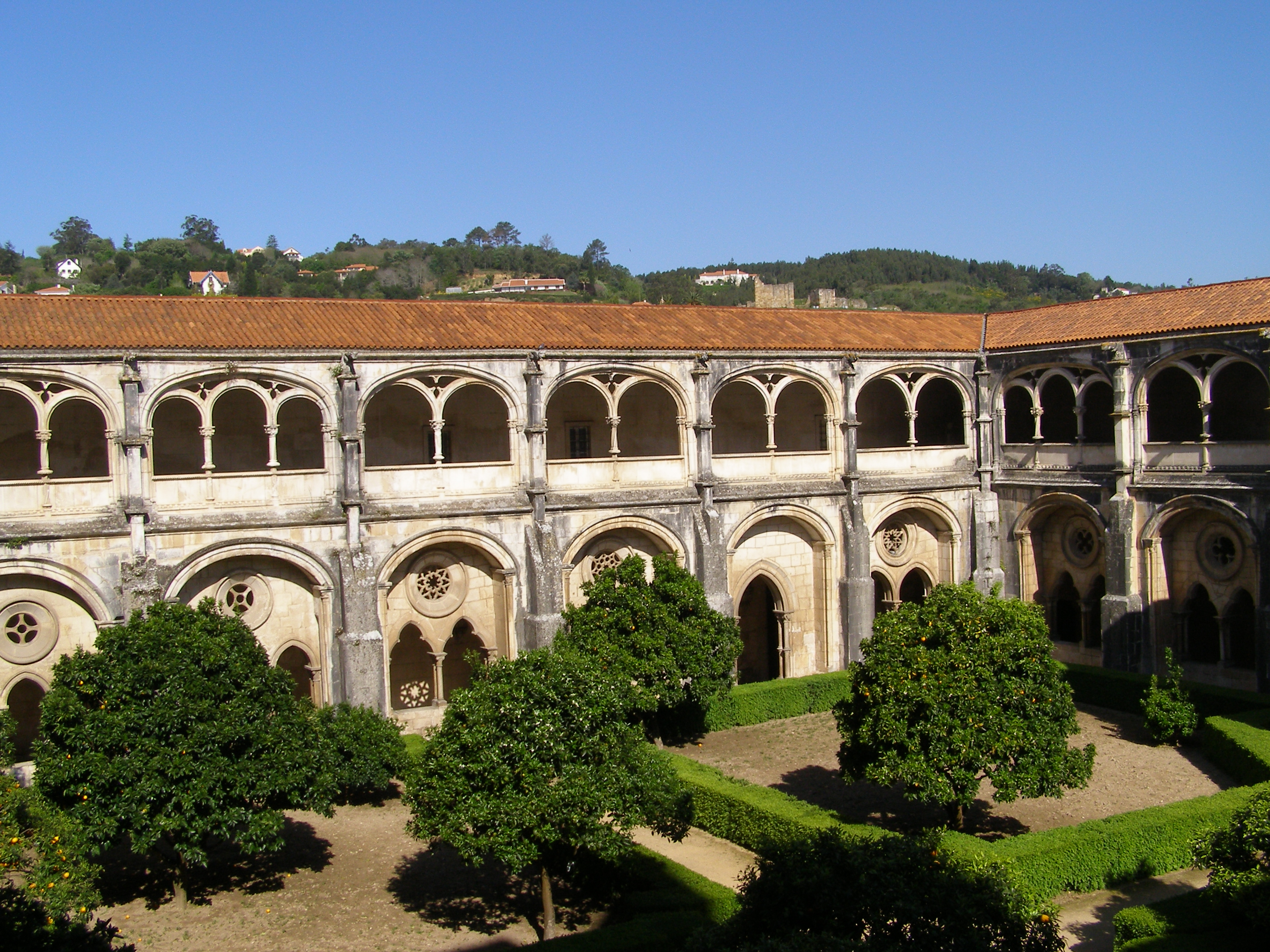
Monestir d'Alcobaça (Portugal).

- Monestir de Poblet, a Vimbodí i Poblet (Conca de Barberà): És el conjunt cistercenc habitat més gran d'Europa i fou declarat Patrimoni de la Humanitat el 1991. Desamortitzat el 1835, la comunitat monàstica no hi pogué retornar fins al 1940, després de la derrota republicana.
- Monestir de Santes Creus, a Aiguamúrcia (Alt Camp): És, dels monestirs cistercencs, el que reprodueix millor el pla bernardí de construcció. És l'únic que no té vida monàstica i permet al visitant endinsar-se en tots els racons.
- Monestir de Santa Maria de Benifassà, a la Tinença de Benifassà (Baix Maestrat).
- Monestir de Santa Maria de la Valldigna, a Simat de la Valldigna (Safor).
- Monestir de Piedra, a Nuévalos (Comunitat de Calataiud).
- Monestir de Nostra Senyora de Rueda, a Sástago (província de Saragossa).
- Monestir de Santa Fe, (Cadrete, Saragossa).
- Monestir de Santa Maria de Veruela a Vera de Moncayo (Tarassona i el Moncayo).
- Monestir de la Real, a Palma (Mallorca)
- Antic Monestir de Sant Bernat de Rascanya, a la Ciutat de València, extingit i refundat com Monestir jerònim de Sant Miquel dels Reis, desamortitzat que avui és seu de la Biblioteca Valenciana Nicolau Primitiu. Se'n conserva el claustre del primitiu monestir cistercenc.

Entre els monestirs femenins destaquem:
- Monestir de Santa Maria de Vallbona de les Monges, a Vallbona de les Monges (Urgell).
- Monestir de la Saïdia, creat als afores de València i traslladat a Benaguasil (Camp de Túria).
- Monestir de Valldonzella, creat a Creu Coberta (Barcelona) (actual encreuament del Paral·lel i l'avinguda Mistral), traslladat al Raval, a Mataró i actualment a Sarrià - Sant Gervasi (Barcelona).

### Un ordre enfrontat a dificultats i crítiques: retrocés i reformes
Amb el suport de nombroses afiliacions i donacions, però també per una perfecta organització i un gran domini tècnic i comercial en una Europa en plena expansió econòmica, l'ordre es va convertir ràpidament en un actor de referència en tots els sectors. Però l'extraordinari èxit econòmic de l'orde al segle xii es va acabar tornant en contra. Les abadies accepten nombroses donacions, aquestes de vegades són participacions en molins o cens. Les abadies recorren, doncs, a l'arrendament o a la parceria, mentre que, originàriament, era a través del treball manual dels germans laics que explotaven les seves terres. El desenvolupament econòmic no és gaire compatible amb la vocació inicial de pobresa que va fer l'èxit de l'orde al segle xii, de manera que a mesura que les vocacions van disminuint, es va fer més i més difícil reclutar germans laics. Aleshores, els cistercencs van recórrer cada cop més a mà d'obra assalariada en contradicció amb els preceptes originals de l'orde.
Si l'orde va conservar un autèntic poder econòmic al segle xiv, es va enfrontar a la crisi econòmica que va començar i es va agreujar amb la Guerra dels Cent Anys. Moltes abadies es van tornar cada cop més pobres. Si els monestirs cistercencs es van beneficiar, durant la Guerra dels Cent Anys, de la seva relativa autonomia, els conflictes van malmetre diversos establiments. En particular, el Regne de França és posat al control per les companyies, molt presents a la Borgonya i sobre les seves principals rutes comercials. En 1360, els germans de Cîteaux han de trobar refugi a Dijon. El monestir va ser saquejat l'any 1438 . Afectats per la desafecció i l'enfonsament demogràfic arran de la guerra i la Gran Pesta, s'enfrontaren a la contracció de les seves comunitats. Al segle xvi l'abadia de Vauluisant només tenia tretze monjos, a finals de segle només deu.
Finalment, al segle xiii, amb el desenvolupament de les ciutats i les universitats, els cistercencs, establerts principalment en llocs remots, van perdre la seva influència intel·lectual en benefici dels ordes mendicants (franciscans i dominics) que predicaven a les ciutats i donaven a les universitats el seus grans mestres
El Gran Cisma d'Occident donà un segon cop a l'organització de l'ordre. D'una banda, l'exacerbació de les particularitats nacionals perjudica la unitat; en canvi, els dos papes van competir amb generositat per assegurar el suport dels monestirs, fet que va provocar "un dany considerable a la uniformitat de l'observança". Les conseqüències del Cisma i, en particular, les guerres hussites, van ser especialment doloroses per als monestirs situats a les fronteres orientals d'Europa. Les abadies d'Hongria, Grècia i Síria van ser destruïdes durant les conquestes otomanes. Celebrar un Capítol General Ple en aquestes condicions es feia cada cop més difícil pels conflictes armats, però també per les distàncies que separen les diferents comunitats. El 1560 només hi eren presents tretze abats.
Els canvis medievals i les crisis polítiques i religioses dels segles xiv i xv van obligar l'orde a adaptar-se. El clergat i el poder reial francès van criticar cada cop més els seus privilegis. Al segle xv van sorgir noves denominacions i es va fer un esforç per preservar la unitat original i restaurar l'edifici cistercenc. Per tant, els segles xv i xvi semblen ser un període de creixement per a les congregacions dins l'orde.
Amb la multiplicació de la possessió de la terra, a partir del segle xv van sorgir altres excessos : abats absents o mundans, estil de vida senyorial cada cop més marcat. La introducció del sistema de la "comanda" a la baixa edat mitjana pel qual el rei nomena un abat laic la primera preocupació del qual sovint és obtenir el màxim benefici econòmic, no fa més que accentuar aquest estat de coses. El papat d'Avinyó va decidir canviar el mètode d'elecció dels abats, ja no elegits per la seva comunitat, sinó nomenats pels prínceps o el sobirà pontífex. El reclutament té lloc cada cop més entre els prelats seglars, lluny de les preocupacions monàstiques, però preocupats pels ingressos de l'abadia. Aquest sistema d'ordre sembla particularment desastrós a les zones franceses i italianes, zones que van experimentar un ràpid deteriorament dels edificis cistercencs al segle xvi. Una certa laxitud començà a guanyar terreny en determinades abadies.
Les regions orientals d'Occident i la península Ibèrica no viuen la mateixa situació. Els edificis de Bohèmia, Polònia, Baviera, Espanya i Portugal van ser guanyats per un moviment de reconstrucció d'inspiració barroca.
Tanmateix, al Regne de França estan sorgint certs desitjos de reforma. El Capítol General de 1422 és clar sobre la qüestió:
| « | El nostre Orde, en les diferents parts del món on està molt estès, sembla distorsionat i caigut pel que fa a la disciplina regular i la vida monàstica.. | » |

Es restaurà el sistema de visites. La urgència de la reforma aviat es feu evident per a tot l'orde. L'any 1439 es va promulgar una Rúbrica de Definidors per recordar les exigències de la vida monàstica, les diverses prohibicions de roba i dietètica i la necessitat de denunciar les pràctiques abusives. La Santa Seu va decidir en aquests mateixos anys abolir la pràctica del patrocini.
És en aquest context que es va desenvolupar un moviment per reafirmar la disciplina i els requisits espirituals als Països Baixos, a Bohèmia, després a Polònia abans d'estendre's per Europa. Els monestirs es reunien localment, sota la direcció de comunitats o poder pontifici, per formar congregacions cada cop més autònomes del Capítol General. Jean de Cirey, abat de Cîteaux, però, va recuperar, gràcies a la reconquesta de Borgonya per part de Lluís XI, el seu paper de cap de l'orde, un paper que havia perdut des del Gran Cisma Va reunir els abats més influents al Collège des Bernardins l'any 1494, on es van promulgar els anomenats "articles de reforma de París" . Si aquests últims tenen una bona acollida, la reforma és, tanmateix, poc perceptible i sovint segueix sent el resultat d'iniciatives individuals efímeres.
El moviment reformador protestant va canviar profundament la situació. Un gran moviment de deserció va afectar les comunitats del nord d'Europa i els prínceps que abraçaren la Reforma van confiscar els béns de l'orde. Els monestirs anglesos, després escocesos i finalment irlandesos hi van ser entre 1536 i 1580. Més de dos-cents establiments van desaparèixer abans de finals del segle xvii . Amb la deserció d'Anglaterra i una sèrie d'estats germànics sotmesos a la Reforma, la història de l'orde es va tornar a centrar durant dos segles al regne de França.

### L'orde a l'època de la Contrareforma

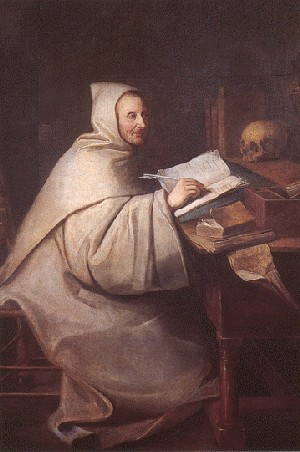
Retrat d'Armand Jean Le Bouthillier de Rancé, Hyacinthe Rigaud, Museu Duplessis, Carpentras.

Amb el moviment de reforma catòlica, l'ordre cistercenc va patir profunds canvis constitucionals. L'organització passa a ser provincial, es fan modificacions a l'administració central. Les congregacions, amb vincles tènues o inexistents amb la casa mare i el Capítol General, estan florint arreu d'Europa.
A França, va veure la llum una reforma de caràcter original sota la direcció de l'abat Jean de la Barrière (1544-1600). L'antic comendator del monestir dels Feuillants a l'Alta Garona, va fundar la congregació dels Feuillants, aprovada per Sixte V el 1586. Va establir una tradició de particular austeritat a la seva comunitat mitjançant un retorn al primitiu ideal cistercenc. Va trobar imitadors a Itàlia i Luxemburg. El Capítol General, en aquestes condicions, esdevé una institució obsoleta. Només hi ha una de les seves reunions de 1699 a 1738 . En definitiva, aquest estat de coses beneficia l'abat de Cîteaux, l'única autoritat que presenta una garantia de visibilitat als ulls del món, que a les fonts és sovint qualificat d'"abat general". En 1601, un noviciat comú ha imposat per mantenir una disciplina única i per superar les dificultats de reclutament.
Al segle xvii, la història de l'orde va ser torbada per un conflicte que la historiografia ha conservat sota el nom de "Guerra de les Observances" que es va estendre des de 1618 fins als primers anys del segle xviii . Desperta amargues i nombroses polèmiques dins la família cistercenca. Aquest conflicte es basa, almenys en aparença, en el respecte de les obligacions habituals -en particular l'abstenció del consum de carn. Més enllà d'això, el que està en joc és l'acceptació o el rebuig de l'ascètics, la polèmica s'uneix als conflictes locals entre monestirs rivals. Originàriament, seguint l'exemple d'Octave Arnolfini, abat de Châtillon, i d'Étienne Maugier, Denis Largentier va introduir una reforma de gran austeritat a Clairvaux i dins les seves filials entre 1615 i 1618. Després, abans del Capítol general de 1618, es va presentar una proposició de generalització que seria aprovada.
Aquest és el certificat de naixement de l'Estricta Observança. Gregori XV dona suport la iniciativa dels reformadors. Però, després de celebrar una assemblea, la congregació va aixecar contra ella el descontentament de l'abat de Cîteaux, Pierre de Nivelle, que es va afanyar a denunciar " una anomenada congregació que tendeix a la divisió, la separació i el cisma, [i] que no pot ser tolerat de cap manera". El 1635 el cardenal Richelieu convoca un capítol "nacional" a Cîteaux al final del qual Pierre de Nivelle es veu obligat a abdicar. Les dues parts acaben tenint estructures administratives pròpies; però si l'Estrica Observança conserva el dret d'enviar deu abats al Definitori, queda subjecte a Cîteaux i al Capítol general.
L'experiència d'Armand de Rancé a l'abadia de La Trappe, per la seva influència, continua sent emblemàtica de la demanda d'observació estricta i d'objectius reformadors. La seva influència dins del seu monestir com al món el va convertir en un model de vida monàstica del "Gran Siècle".

### Un segle de decadència
A la segona meitat del segle xviii, es van fer crítiques virulentes contra el monaquisme. A França, l'orde està profundament sacsejada a finals de segle, quan les vocacions són escasses i la bogeria per un monaquisme auster ha donat pas a l'adopció d'una vida monàstica molt menys exigent i, per tant, més exposada a la crítica, encara es detecten bosses de fervor i lleialtat als orígens, i fins i tot iniciatives. El 1782, a iniciativa de Josep II d'Àustria, es va crear una congregació belga de curta durada abans que els cistercencs fossin expulsats de les seves terres l'any següent.
En vigílies de la Revolució Francesa, seixanta-cinc abadies depenien de l'Estricta observança, però cap establiment francès no va escapar de la tempesta revolucionària. El febrer de 1790, l'Assemblea Nacional francesa va votar la supressió de l'ordre per inutilitat.

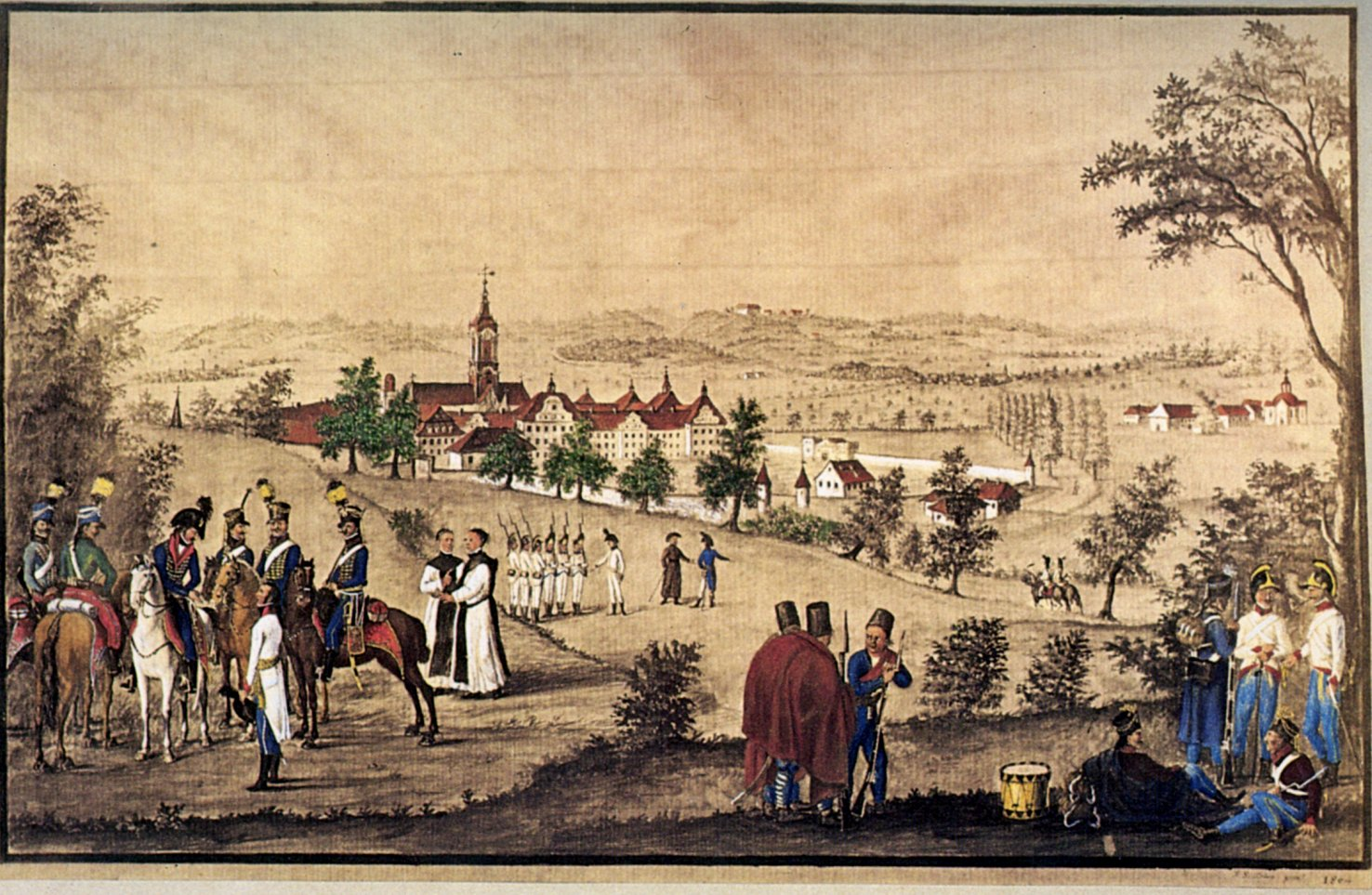
Monjos de Salem i regiment austríac el 1804.

Després de la Revolució Francesa, només quedaven a Europa una dotzena d'establiments cistercencs. Quan l'abadia de La Trapa va ser requisada per l'estat i els seus monjos expulsats, l'últim mestre de novicis, Augustin de Lestrange, va fugir a Suïssa amb un grup de vint-i-un monjos. L'1 de juny del 1791, va restaurar l'Estricta observança a cartoixa de La Valsainte i va imposar als frares un règim encara més rigorós que l'establert per l'abat de Rancé. La Trappe només va ser restaurada després de la derrota de Napoleó. Les abadies, supervivents de guerres i expulsions, comencen a recrear vincles, a restaurar les congregacions. La destrucció de l'abadia de Cîteaux va privar l'ordre del seu líder natural i l'enfortiment del nacionalisme a Europa no facilita la recerca d'una solució comuna.
Progressivament, el moviment va començar de nou a estendre's per Europa, sobretot després de la derrota de Napoleó I el 1815. Un primer capítol general va tenir lloc a Roma el 1869 i el 1891, se n'escull un abat general amb el títol de president general de l'orde cistercenc; sent l'elegit Dom Wackarz, abat de Vissy Brod (Bohèmia). A França, els trapencs es van reunir l'any 1892 sota el nom de "Císterciens reformats de Notre-Dame de la Trappe". A partir del 1898, els capítols generals es mantenen a Cîteaux, recentment recuperat. L'abat general s'instal·la a Roma.

### Els dos ordes cistercencs als seglesxxixxi
vegeu també: Orde Cistercenc de l'Estricta Observança

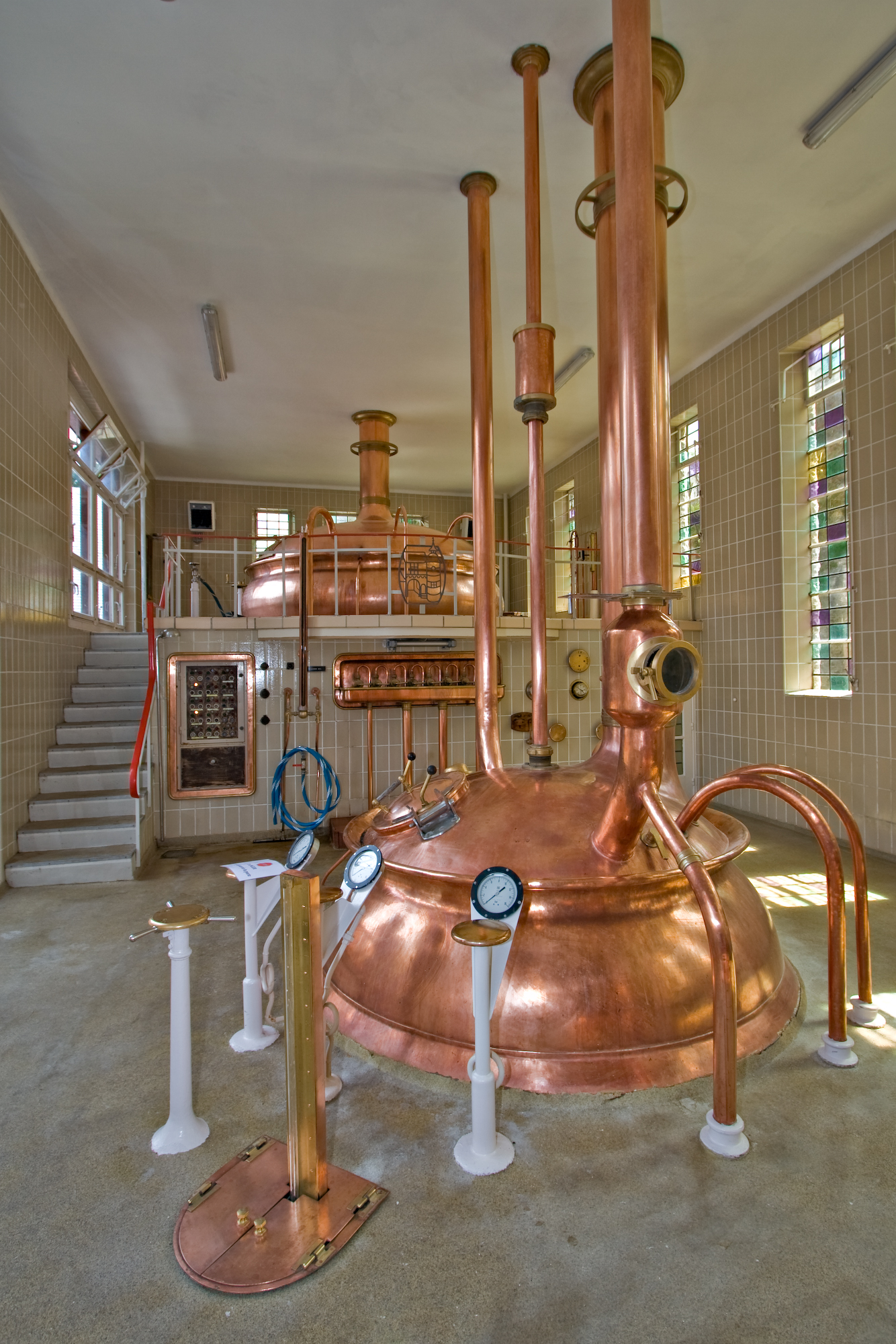
Fàbrica de cervesa de l'abadia de Saint-Rémy de Rochefort on els monjos produeixen una cervesa trapense.

A petició de la Santa Seu, les congregacions trapenses es van unir l'any 1892 sota el nom de l'Orde dels Cistercencs Reformats de Notre-Dame de la Trappe, elegint un abat general. Es tractava, doncs, d'una separació legal de l'orde de Cîteaux: ara hi ha dos ordes cistercencs. L'any 1898, l'orde dels cistercencs reformats va poder comprar Cîteaux i reconstruir-hi una comunitat. Des de 1902, l'orde dels cistercencs reformats s'anomena ara orde Cistercenc de l'estricta observança.
(constitució apostòlica Haud mediocri, 30 de juliol de 1902).
Al segle xx, l'ordre es va estendre àmpliament fora d'Europa. El nombre de monestirs es va duplicar durant els darrers seixanta anys del segle: de 82 monestirs el 1940 a 127 el 1970, i a 169 el 2008. Només hi ha un monestir de l'orde a Àfrica, sis a Àsia o al Pacífic i cap. a l'Amèrica Llatina als anys quaranta. Al començament del segle xxi, n'hi ha disset a l'Àfrica, tretze a l'Amèrica Llatina i vint-i-tres a l'Àsia L'ordre del Císter s'ha establert als països en desenvolupament, especialment al Brasil, Nigèria, Etiòpia i Vietnam. De vegades en països inestables: el 1996, durant la guerra civil d'Algèria, set monjos del monestir de Tibhirine a Algèria van ser segrestats i mantinguts captius durant dos mesos abans de ser trobats morts el 21 de maig.
L'expansió de l'orde, però, és més espacial que quantitativa: durant aquests mateixos seixanta anys, el nombre total de monjos i monges de l'orde va disminuir un 15%. Actualment hi ha al voltant de dos mil cinc-cents monjos trapenses i mil vuit-centes monges trapenses al món. Això fa una mitjana de 25 membres a cada comunitat, la meitat que abans.
Al costat dels cistercencs incorporats oficialment a una o altra de les dues branques, hi ha nombroses comunitats de dones, que viuen en un moviment espiritual cistercenc, que s'agrupen en un ordre o congregació: Bernardines d'Esquermes, Bernardines d'Oudenaarde, bernardines de Suïssa la Suïssa francòfona.
En 2010 l'orde tenia vint congregacions. A més, hi ha dos monestirs masculins (amb onze religiosos) i tretze de femenins, que no depenen de cap congregació.
L'orde té monestirs a: Alemanya, Àustria, Bèlgica, Brasil, Canadà, Eritrea, Eslovènia, Espanya, Estats Units, Etiòpia, França, Hongria, Itàlia, Països Baixos, Polònia, República Txeca, Suïssa, Vietnam i Xile.
En acabar el 2008 l'orde tenia 84 monestirs i 1.697 membres, 756 dels quals són sacerdots.

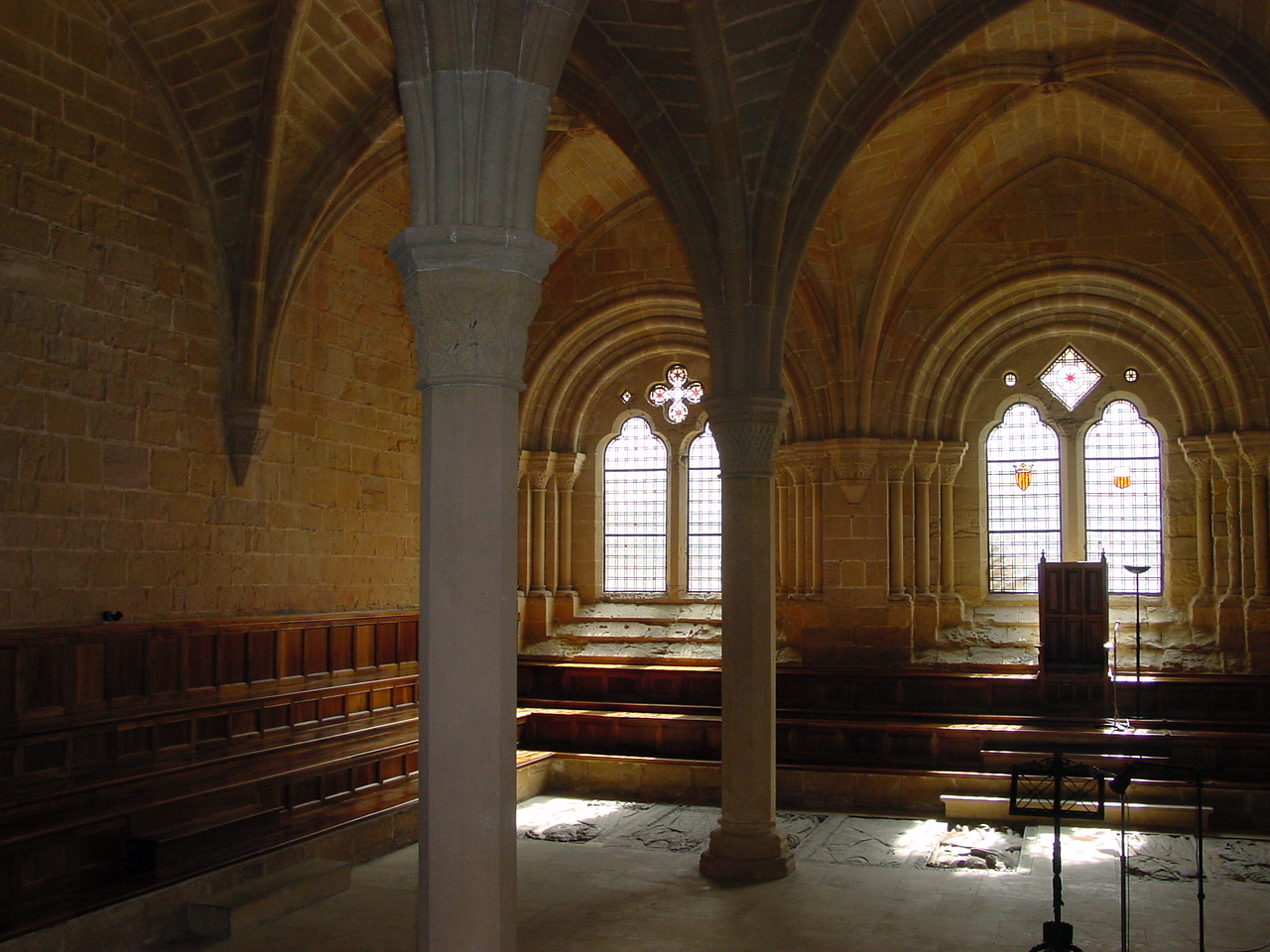
Sala capitular de Poblet
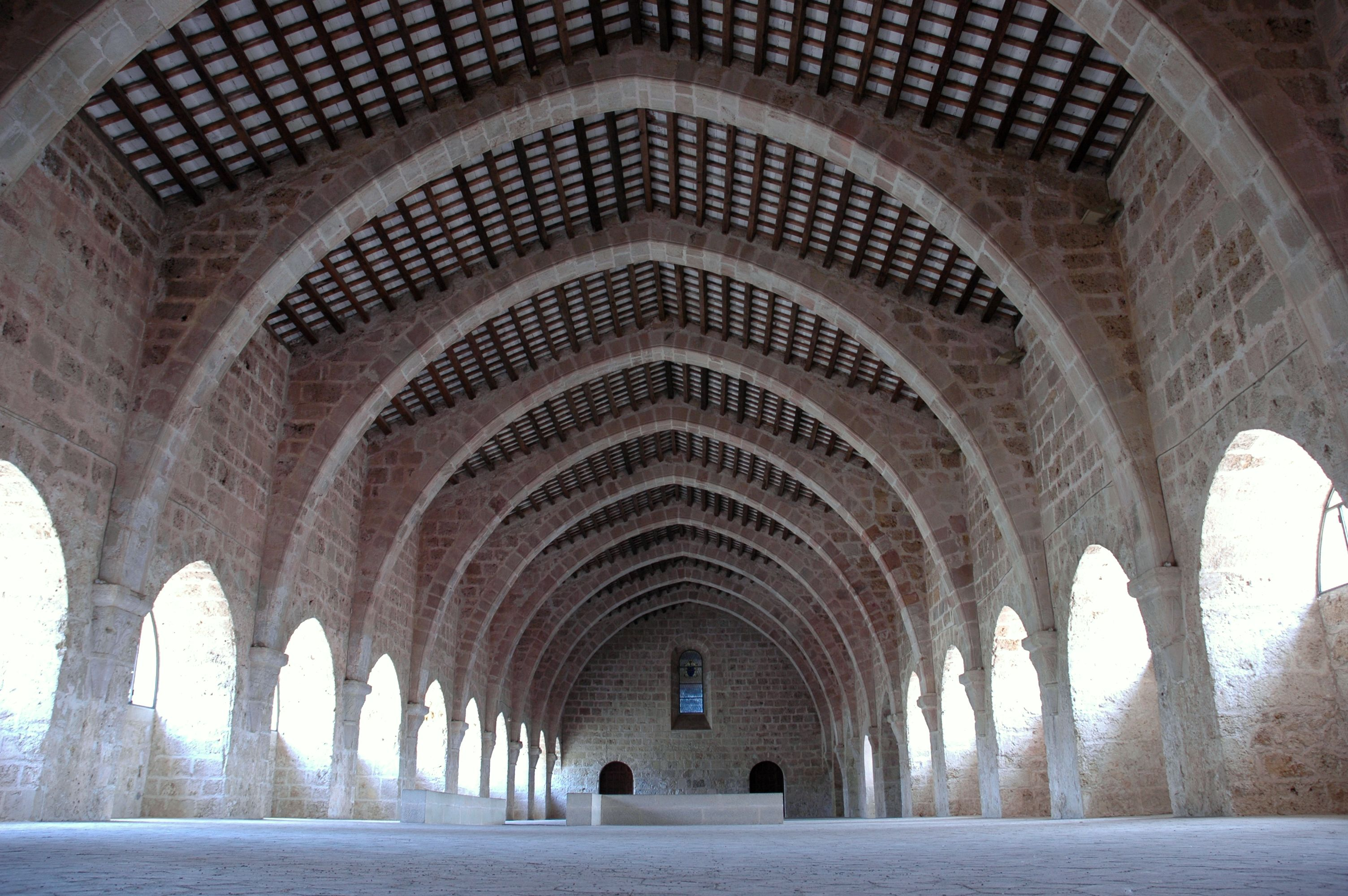
Dormitori de Santes Creus
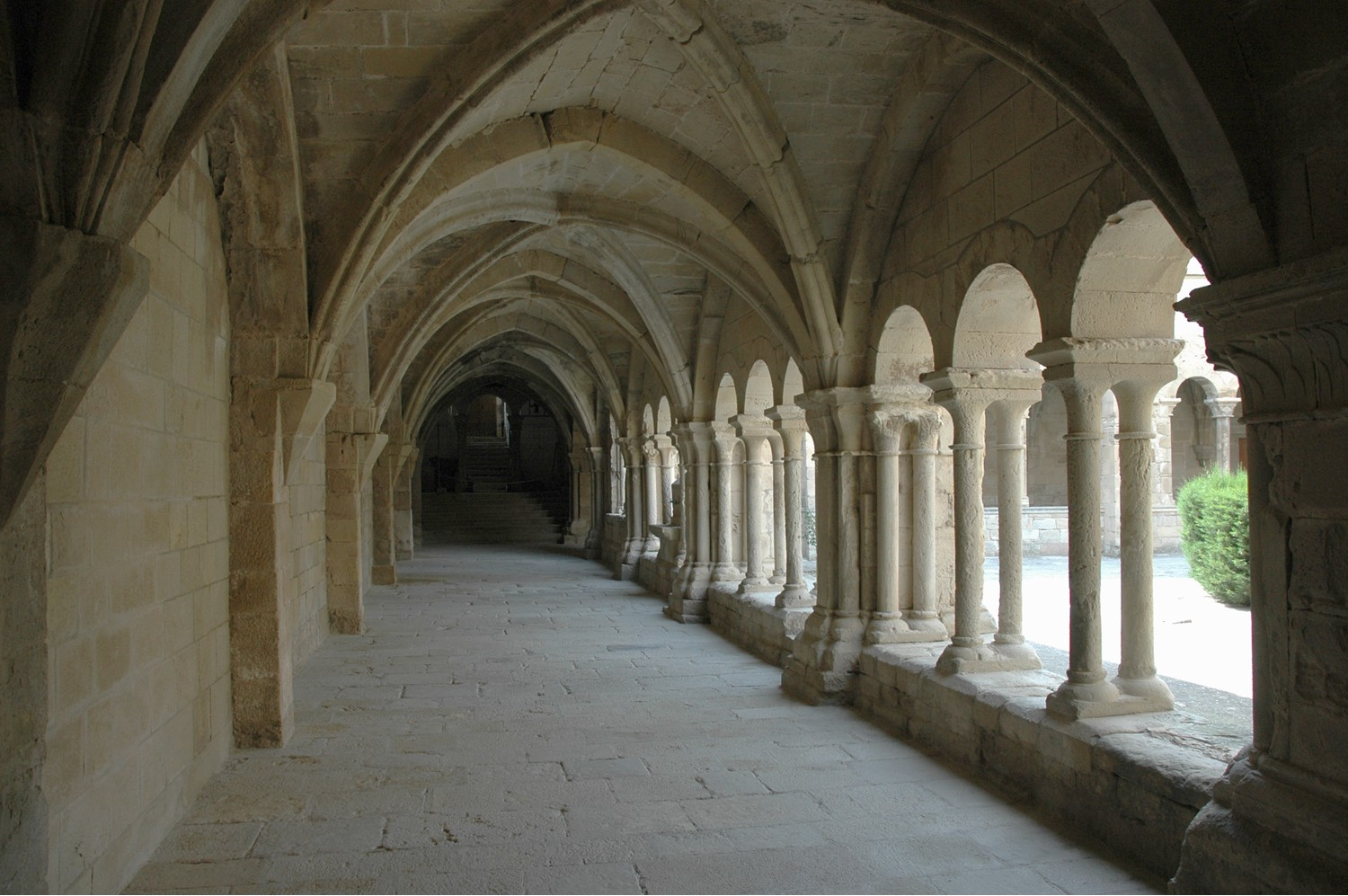
Claustre de Vallbona de les Monges
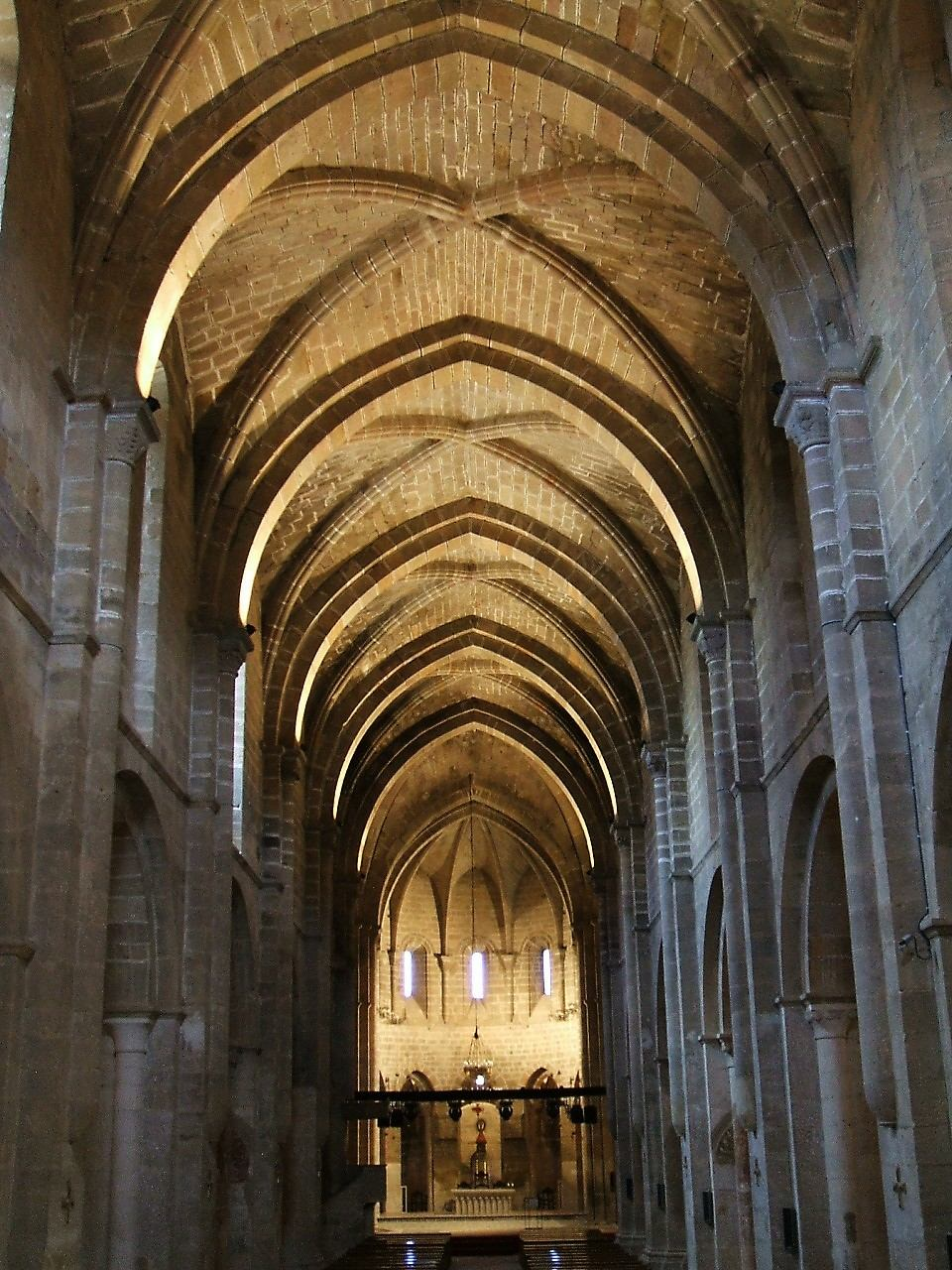
Església del monestir de Veruela
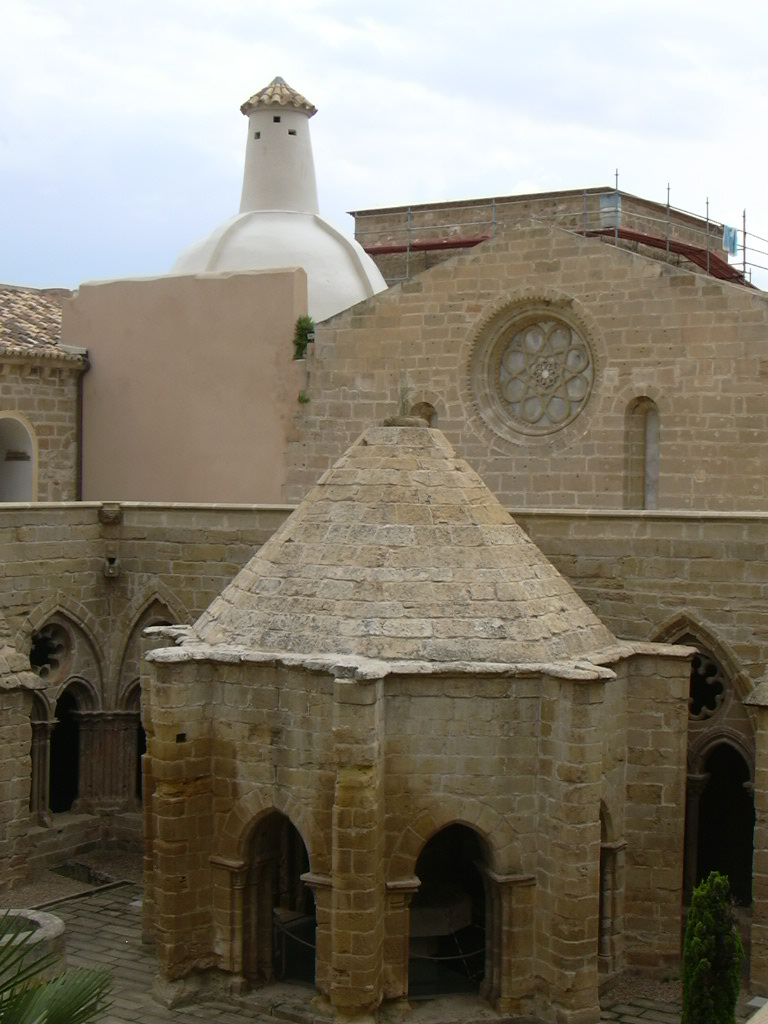
Claustre i lavatori del Monestir de Rueda

### Llista dels abats generals de l'orde

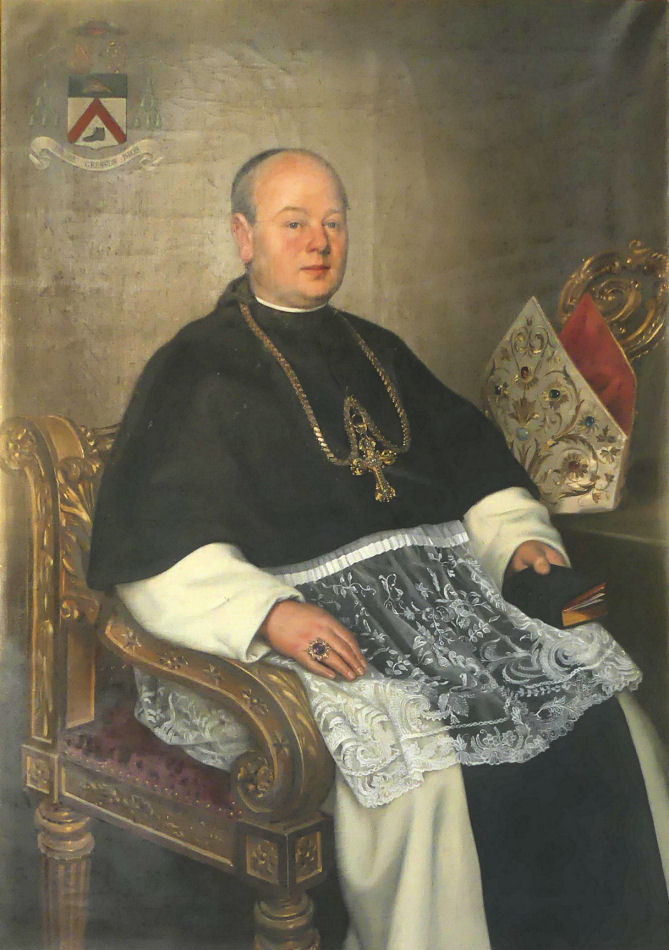
Thomas Schoen 1903, OCist.

- 1850-1853 : Tommaso Mossi, primer prior general
- 1853-1856 : Angelo Geniani, segon prior general
- 1856-1879 : Teobaldo Cesari, primer abat general
- 1880-1890 : Gregorio Bartolini, segon abat general
- 1892-1900 : Anton-Leopold Wackarz, tercer abat general
- 1900-1920 : Amédée de Bie, quart abat general
- 1920-1927 : Cassien-Joseph Haid, cinquè abat general
- 1927-1937 : Albert-François Janssens, sisè abat general
- 1937-1950 : Edmondo-Augusto Bernardini, setè abat general
- 1950-1953 : Matthew-Gregory Ember, vuitè abat general
- 1953-1985 : Sighard Kleiner, novè abat general
- 1985-1995 : Polikarp-Ferenc Zakar, desè abat general
- 1995-2010 : Mauro-Daniel Esteva y Alsina, onzè abat general
- 2010- : Mauro-Giuseppe Lepori, dotzè abat general (5 de setembre de 2010)

## L'espiritualitat cistercenca
Els cistercencs "marquen profundament la història amb la seva espiritualitat […] fins al punt d'irradiar tots els sectors de la societat. Orants, busquen observar amb ardor la regla de sant Benet i dirigir els fidels cap a "la contemplació de Crist encarnat i, per deducció lògica, de la seva mare Maria", […] "cap a una pietat més sensible i una religió més carnal". Aquesta espiritualitat es basa, doncs, en una teologia que exigeix l'ascesi, la pau interior i la recerca de Déu.

### La pau interior

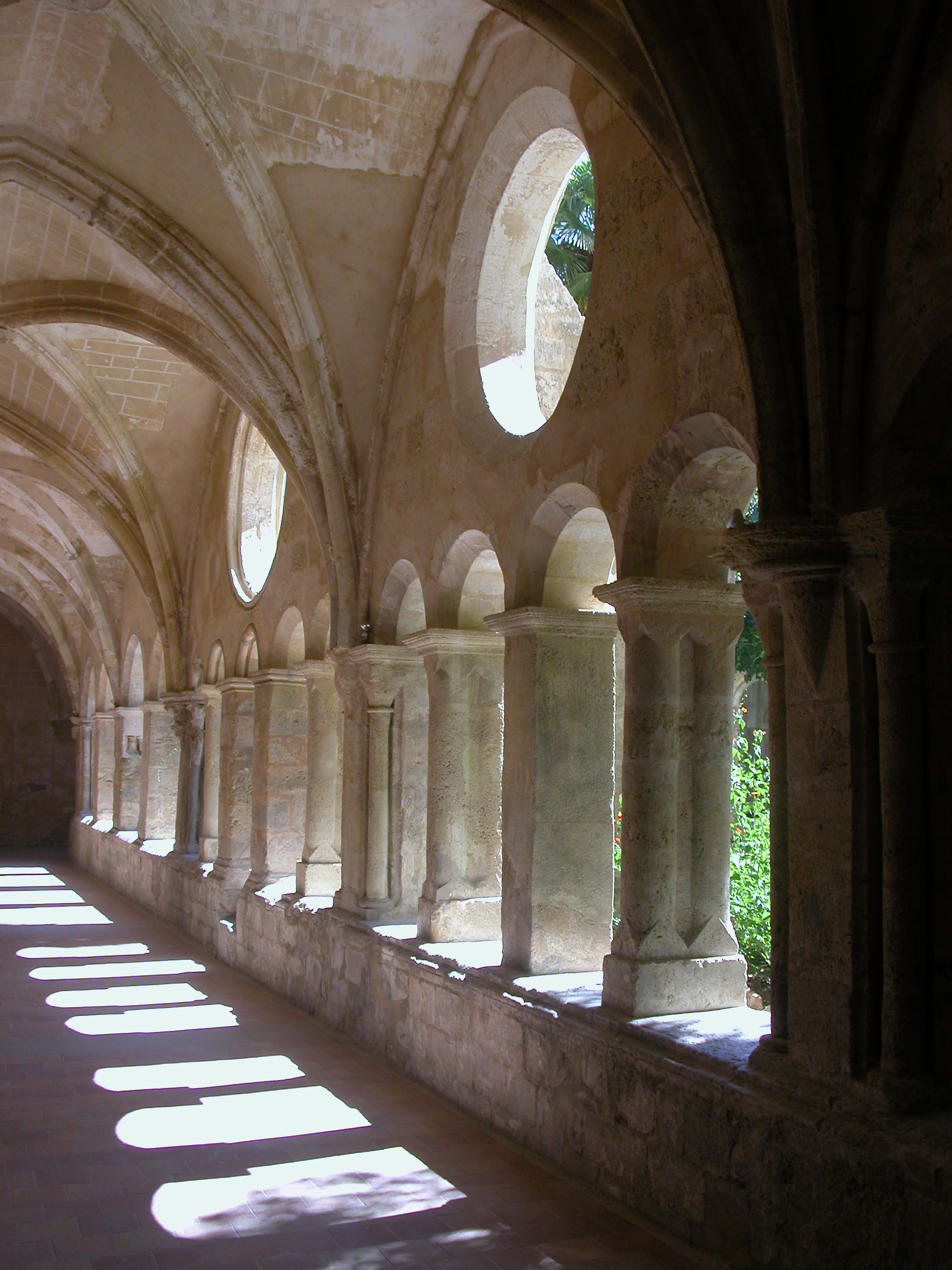
Claustre de l'abadia de Valmagne ..

L'objectiu clarament definit de l'espiritualitat cistercenca és estar constantment atents a la paraula de Déu i beure-la. Aquesta és l'explicació de l'elecció del desert: els cistercencs es van establir en llocs remots, però es van beneficiar de fortes capacitats de regadiu, que van explotar.
En entrar al monestir, el monjo ho deixa tot, la seva vida està marcada per la litúrgia. Res hauria de molestar-lo en la seva vida interior. La funció del monestir és promoure aquest aspecte de l'espiritualitat cistercenca. És per això que els rituals cistercencs estan precisament codificats a l'Ecclesiastica officia ; és per la mateixa raó que l'arquitectura dels convents, que ha de respondre sobretot a aquesta funció, segueix les instruccions precises de Bernard de Claravall. Abans de ser mística, l'espiritualitat cistercenca és una espiritualitat encarnada: que el dia a dia no cal dir-ho és la condició sine qua non de la pau interior i del silenci, propici per a la relació amb Déu. Tot ha de conduir-hi i res no en distreu. Així, l'arquitectura, l'art i els manuscrits cistercencs adopten un estil pur i sobrat.
També és per aquest motiu que els trapencs moderen en gran part el seu temps de paraula. Si no fan vot de silenci, es reserven tanmateix l'ús de la parla per a comunicacions útils en el treball, per als diàlegs comunitaris i per a converses personals amb el seu superior i guia espiritual. La conversa espontània es reserva per a ocasions especials. Els trapenses, seguint els pares del desert i sant Benet, consideren que parlar poc ens permet aprofundir en la vida interior; el silenci forma part, doncs, de la seva espiritualitat. L'important per a ells és, d'una banda, no dispersar-se en paraules inútils que alteren la disponibilitat de l'home per parlar en el seu cor amb el seu Déu; d'altra banda, volen que el que cadascú té que és important per dir es pugui dir i escoltar: d'aquí la importància de "la crida dels germans en consell" i de l'acompanyament espiritual personalitzat.

### El viatge a Déu
Amb la recerca d'entendre millor l'home i les seves relacions amb Déu, els Cistercencs van desenvolupar una teologia de la vida mística, una teologia alhora nova i nodrida de la Sagrada Escriptura i de les aportacions dels Pares de l'Església i del monaquisme, en particular sant Agustí i sant Gregori Magne. Bernat de Claravall - en el seu tractat De l'amor de Déu - o Guillaume de Saint-Thierry, abat benedictí llavors simple monjo cístercenc del segle xii, són a la font d'una veritable escola espiritual i fan un pas decisiu endavant en la literatura descriptiva dels estats místics. Desenvolupen un ascetisme extrem de la senzillesa, molt visible des del punt de vista artístic. La litúrgia desenvolupa melodies refinades totalment al servei de la Paraula divina per revelar tota la riquesa i el misteri que hi conté. Per tant, és fonamental que l'escolta no es vegi pertorbada per altres senyals, d'aquí la recerca del silenci. No hi ha escolta real sense l'actitud fonamental d'obediència (ob-audire) i humilitat (actitud ja definida com a característica del monjo pel legislador de la vida monàstica d'Occident i com a tal inspiradora dels cistercencs: sant Benet de Núrsia).
Per Bernat de Claravall, "la humilitat és una virtut per la qual l'home esdevé menyspreable als seus propis ulls perquè es coneix millor". Aquest autèntic autoconeixement només es pot obtenir tornant a un mateix. Coneixent la seva propensió al pecat, el monjo ha d'exercir, com Déu, la misericòrdia i la caritat envers tots els homes. En acceptar-se tal com és a través d'aquest procés d'humilitat i treball interior, l'home que coneix la seva pròpia misèria esdevé capaç de simpatitzar amb la dels altres.
Segons Bernat de Claravall, llavors hem d'arribar a estimar Déu per amor a nosaltres mateixos i no només a Ell. La consciència que som un do de Déu ens obre a l'amor de tot allò que és seu. Aquest amor és, per a sant Bernat, l'únic camí que permet estimar correctament el proïsme, ja que permet estimar-lo en Déu. Finalment, després d'aquest viatge interior arribem a l'última etapa de l'amor que és estimar Déu per Déu i ja no per a un mateix. Es pot assolir el coneixement últim de la veritat, és a dir, el coneixement de la veritat coneguda en si mateix. Has d'estar buit de tu mateix per estimar-te només per Déu. No hi ha altra manera d'aconseguir-ho que la perseverança i la penitència, recolzades per la gràcia divina.

### El cant
El cant gregorià, component important de l'ofici monàstic, no escapa a la recerca cistercenca de l'autenticitat de la tradició monàstica i de la simplicitat de les formes.
Els pares fundadors de Cîteaux van portar amb ells els llibres litúrgics utilitzats a l'abadia de Molesme (cant gregorià de tradició benedictina). De la mateixa manera que buscava el text més exacte possible de la Bíblia, Esteve Harding, per preocupació per l'autenticitat, el respecte per la Regla, però també per la posteritat i la unitat de l'emergent orde Cistercenc, va enviar els seus copistes a Metz (seu de la tradició del cant carolingi) i Milà per tal de copiar les fonts més antigues conegudes per als himnes de sant Ambròs
En el capítol III de la Carta de Caritat s'especifica: "Tots tindran els mateixos llibres litúrgics i els mateixos costums. I com que donem la benvinguda al nostre claustre a tots els monjos que vénen a nosaltres, i ells mateixos, de la mateixa manera, acullen als nostres als seus claustres, ens sembla oportú, i també és nostra voluntat, que tinguin la manera de viure, el cant i tots els llibres necessaris per a les hores diürnes i nocturnes així com per a les misses, d'acord amb la forma de vida i els llibres del Nou Monestir, perquè no hi hagi discordances en els nostres actes.".
No obstant això, aquestes directrius reben poc suport per part dels monjos i particularment dels monjos del cor (els cantants). En efecte, les versions melòdiques d'aquestes fonts antigues (entre sant Ambròs i Carlemany) semblaven arcaiques a aquests monjos cantors, erudits de principis del segle xii.
Per això, a la mort d'Esteve Harding el 1134, es va demanar a Bernat de Claravall que es fes càrrec de la reforma del cant. Aleshores es va envoltar de diversos monjos i cantors per portar tot el repertori existent als cànons i a la teoria musical del seu temps.
Les recomanacions de Bernat de Claravall sobre el cant estan plenes d'un requisit d'harmonia i equilibri propis de l'art cistercenc. "Que sigui ple de gravetat, ni lasciva ni aspra. Que sigui suau sense ser lleuger, que encisi l'oïda per moure el cor, que alleugi la tristesa, que calmi la ira, que no buidi el text del seu significat, sinó que el fecunda. Amb esperit de senzillesa, les fórmules de cant, cantades al llarg dels set oficis del dia i de la nit, es redueixen a les fórmules més senzilles sense entonació decorada.
Però per als nous despatxos i els nous festivals, les peces compostes estan molt decorades i molt properes al llenguatge poètic i florit de Bernat o d'Hildegarda de Bingen, exactament coetani d'aquesta primera aventura cistercenca.
Tot aquest repertori reprès o compost al segle xii, pel fet mateix de la Carta de Caritat i la forta estructuració de l'orde, existeix en nombrosos manuscrits escampats per Europa i és fàcil de llegir. És per això que l'obra de reedició de l'abadia de Westmalle a finals del segle xix I fins a mitjans del segle xx és molt fidel a les fonts manuscrites. És, doncs, aquest repertori Cistercenc el que avui podem escoltar a abadies com les d'Hauterive (OCist) o d'Aiguebelle (OCSO) que han conservat la tradició del cant gregorià.

### El lliure albir

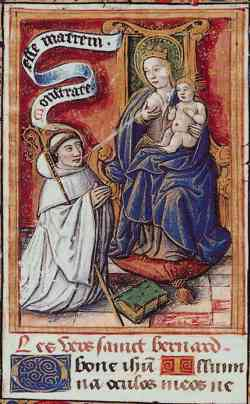
Bernat de Claravall bevent de la llet de la Verge.

Per a Bernat de Claravall, a causa del seu lliure albir, l'home té la possibilitat d'escollir sense constricció el pecat o de seguir el camí que condueix a la unió amb Déu. A través de l'amor de Déu, és possible que no pequi i arribi al cim de la vida mística en no voler més res més que Déu, és a dir, alliberar-se de qualsevol possibilitat de pecar, sent totalment lliure.
El pensament de Guillaume de Saint-Thierry està d'acord amb el de Sant Bernat, considerant que l'amor és l'única manera de superar el fàstic que sentim per nosaltres mateixos. Arribat al final del camí interior, l'home es troba reformat a la imatge de Déu, és a dir, tal com es volia abans de l'escissió induïda pel pecat original. El que impulsa el desig dels cistercencs d'abandonar el món entrant al monestir és la possibilitat d'unió en l'amor de la criatura amb el Creador, unió viscuda perfectament per la Mare de Déu que és el model de vida espiritual cistercenca. És per això que els monjos cistercencs li dediquen una devoció particular.

### Els cistercencs i el treball manual
L'espiritualitat cistercenca és una espiritualitat benedictina amb una observació més rigorosa en determinats punts. El treball manual es revaloritza mitjançant l'explotació directa de terres i propietats. Aquesta elecció no es deu a consideracions econòmiques, sinó més aviat a raons espirituals i teològiques: l'Escriptura valora la subsistència de cadascú a través del seu treball els Pares del desert treballaven amb les seves mans, i sant Benet insisteix: "és llavors que seran de debò monjos, quan visquin de l'obra de les seves mans, seguint l'exemple dels nostres pares i dels Apòstols" Per al legislador de la vida monàstica d'Occident, "la ociositat és un enemic de l'ànima i els germans s'han d'ocupar en determinats moments de treballs manuals". A aquest caràcter central del treball manual en el monaquisme, segons els cistercencs, s'hi afegeix una altra motivació: la gran riquesa de diverses abadies de l'època va fer que els seus monjos s'enriquissin (i fins i tot a vegades convertint-se en autèntics senyors feudals) força allunyats de la pobresa evangèlica que semblava necessària als primers monjos a buscar Déu amb el cor pur. Posteriorment, aquesta carta dels primers cistercencs, el Petit Exordi de Cîteaux, defineix el monjo, en contraposició al que rep delmes, com aquell que posseeix terres i n'obté el seu mitjà de vida a través del seu propi treball i el del seu bestiar. Naturalment, els cistercencs s'esforcen per millorar constantment els resultats de la seva feina, i com també gaudeixen d'unes facilitats que no sempre disposen d'altres pagesos de l'època (mà d'obra i capital per fer grans obres de drenatge i reg, llibertat de moviments, possibilitat de tenir vendes). dipòsits a les grans ciutats, de construcció de camins i fortificacions, etc.) van adquirir ràpidament un gran domini tècnic i tecnològic, que té molt a veure amb els seus èxits econòmics del segle xii . Els trapencs van poder perpetuar els seus coneixements tècnics mentre es mantenen vigilants sobre els efectes nocius que els èxits econòmics dels cistercencs van tenir en la història. Per això, per exemple, els beneficis de les cerveses trapenses es reinverteixen en causes benèfiques.
El treball manual encara té l'avantatge de deixar el cor i la ment lliures per a Déu: el cistercenc intenta ser en tot moment una persona orant. A més, predomina el treball a l'aire lliure i el contacte amb la natura apropa al Creador. Com diu sant Bernat: "Aprenem moltes més coses al bosc que als llibres; els arbres i les roques us ensenyaran coses que en un altre lloc no podríeu escoltar".

### L'amor a les lletres i el desig de Déu
L'espiritualitat cistercenca és de fet tan vasta com els autors que la van construir. Si sant Bernat és el més famós, (Tractat de l'amor de Déu, els esplèndids Sermons del Càntic, els Sermons de les diferents festes litúrgiques ; el Precepte i la dispensa, on descobrim un Sant Bernat molt allunyat del rigorista que de vegades han tingut el plaer de presentar; Tenint en compte, on l'abat de Clairvaux escriu a un dels seus fills espirituals Cistercencs, que esdevingué papa amb el nom d' Eugeni III ; els graus d'humilitat i orgull, la represa dels graus d'humilitat descrits per Sant Benoît amb una descripció psicològica de vegades amusant, etc.86) també coneixem bé Guillem de Saint-Thierry, del qual la Carta als Cartoixos de Mont-Dieu (la Carta d'or) és un monument de l'espiritualitat medieval. Les seves Pregàries meditatives també presenten les seves reflexions i la seva pregària quan, com a abat benedictí de Saint-Thierry, aspirava a renunciar al seu càrrec (que aleshores es feia poques vegades) per convertir-se en un simple Cistercenc i així estar més disponible per anar-hi. sobre la seva obra.al que només li importava: la recerca de Déu (que va acabar fent malgrat els consells contraris del seu amic Bernat de Claravall). Al mateix temps, Aelred,, abat de Rievaulx (Anglaterra) va escriure la seva gran obra sobre l'Amistat espiritual; la preocupació pel veritable amor fratern, concret i autèntic, també brilla en el seu Mirall de la Caritat. Després de Bernat de Claravall, Gilbert de Hoyland va continuar els seus sermons sobre el Càntic, descripció del viatge de l'ànima cap a Déu. Baudoin de Forde, Guerric d'Igny, Isaac de l'Étoile seguiran els mateixos passos. A Saxònia, Gertrudis d'Helfta (un monestir que seguia els costums cistercencs sense estar legalment afiliada a l'Orde) va ser una de les primeres monges que va transmetre la seva experiència per escrit, a l' Herald de l'amor diví.

## La vida quotidiana dins el monestir

### Marc general per a l'organització de la vida monàstica
Fins al primer període de decadència que es va produir a la majoria dels monestirs aproximadament un segle després de la fundació, i a tot tardar amb l'inici de la guerra dels Cent Anys, tota la vida del monjo s'organitzava segons la regla, observada també literalment com era possible. El silenci, l'obediència, la frugalitat marquen la vida dels germans. Es posen en marxa formes de comunicació no verbals i, en particular, la llengua de signes.
| «                   | Sembla convenient […] [que tots els germans] tinguin la mateixa forma de vida, el cant i tots els llibres necessaris durant les hores de dia i de nit […] perquè no hi hagi diferència en les nostres accions, sinó que vivim en una sola caritat, sota una mateixa regla i segons una manera de vida semblant. | » |
| — -Carta de caritat | |   |

L' horari benedictí és vigent a Cîteaux, que marca la vida dels germans des de l'alba fins al capvespre: es tracta de l'Opus Dei, al qual "res no es prefereix", que pretén que les ments i els cors units es tornin cap a Déu. Un germà s'encarrega de la tasca de despertar els monjos per al servei nocturn. A més de les obligacions litúrgiques, s'hi afegeix el treball manual i la lectio divina. Aquesta lectura (en veu alta, com tota lectura de l'Antiguitat i l'Edat Mitjana) es presenta com un autèntic ascetisme que ha de transformar el monjo i nodrir-lo.
La distribució dels oficis — set diürns i un nocturn — obeeix a les estacions, però també a les latituds i s'adapta a la condició dels germans laics. Campanes, címbals o malls criden els germans a la pregària. La vida cistercenca apareix, doncs, com "una vida ritualitzada, rítmica […] on cada acció obeïa unes regles formals molt precises i s'acompanyava de gestos rituals […] o, quan s'autoritzava la parla, de frases rituals".

### Els diferents grups de germans
[[Fitxer:12th-century painters - Moralia in Job by Gregory the Great - WGA15828.jpg|miniatura|Escena de desbrossament que representa dos llenyataires, un laic muntat a l'arbre que poda amb una cisalla de podar i un monjo que ataca el tronc amb una destral (lletra inicial I, extreta de Morales sur Job de Cîteaux, llibre XXII){{efn| Segons l'historiador de l'art Conrad Rudolph (en), aquestes inicials il·luminades constitueixen una autèntica exegesi del text. La majúscula inicial I evoca un monjo que talla l' arbre de la temptació mentre el laic només està mig compromès i aviat caurà de l'arbre.]]

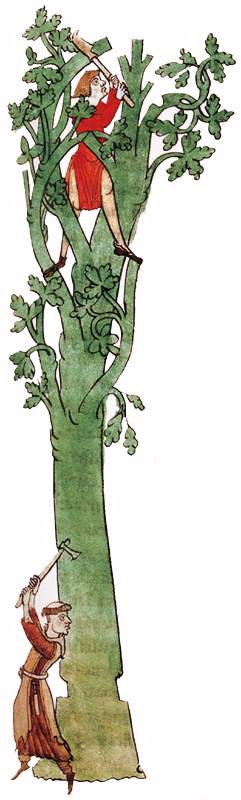
Escena de desbrossament que representa dos llenyataires, un laic muntat a l'arbre que poda amb una cisalla de podar i un monjo que ataca el tronc amb una destral (lletra inicial I, extreta de Morales sur Job de Cîteaux, llibre XXII)efn| Segons l'historiador de l'art Conrad Rudolph (en), aquestes inicials il·luminades constitueixen una autèntica exegesi del text. La majúscula inicial I evoca un monjo que talla l' arbre de la temptació mentre el laic només està mig compromès i aviat caurà de l'arbre.

Dins la comunitat cistercenca, a l'edat mitjana hi havia diversos grups de germans segons la seva dignitat i funció, però tots units per la pregària comuna i l'autoritat de l'abat. Així distingim:
- els monjos coneguts com a "germans clergues", és a dir, els que saben llegir llatí. Entre els clergues alguns són ordenats sacerdots, diaques, sots-diaques o acòlits . Tots són monjos professos;
- monjos anomenats "laics" que no saben llegir (analfabets), també monjos professos;
- els germans laics, que no fan vots religiosos i sovint aïllats geogràficament dels altres germans, amb barbes;
- els novicis, l'orde no accepta oblats;
- els malalts, que pertanyen bàsicament a un dels quatre grups anteriors, però que no participen totalment de la vida de la comunitat;
- familiars adscrits al monestir.[100]

Després d'un any de noviciat sota la direcció d'un monjo professat capaç escollit per l'abat (mestre de novicis), durant el qual els novicis s'inicien a la vida comuna segons la Regla de Sant Benet, si així ho fan, de manera explícita a petició i si la comunitat els accepta són admesos a la "professió" dels vots monàstics: estabilitat al monestir, obediència segons la Regla, conversió de vida.
Un petit nombre de germans clericals tenien responsabilitats especials. El prior substituïa l'abat durant l'absència d'aquest, per exemple durant el capítol general a l'abadia mare, abans que fos responsable de la direcció espiritual de l'abadia amb l'establiment del règim de comenda després del concordat de Bolonya del 18 d'agost de 1516. El procurador de l'abadia era responsable de l'administració dels afers de l'abadia i també signava tots els actes i contractes amb representants de la societat civil, com els senyors vassalls. A més del mestre de novicis ja esmentat, també hi havia el cellerer o "econòmic" així com el porter que vivia en una cel·la a part de la porteria.

### Oracions i serveis
Els temps de pregària i oficis depenien de l'època, la regla de Sant Benet no es referia a les hores del rellotge, sinó que comptava les hores del dia (des de la sortida del sol) i de la nit (des del capvespre). Totes les altres activitats depenien, per la seva banda, dels temps de pregària i oficis. Des de les calendes de novembre fins a Setmana Santa, els monjos s'havien d'aixecar a la vuitena hora de la nit, és a dir, a les 02:00 o 2:30 h. Tanmateix, els diumenges i els dies festius, l'aixecament s'avançava a la 1:00 h. En aquesta hora, el monjo encarregat de despertar-se tocava les matines amb la campana gran, per a la primera missa del dia, també anomenada vetlla o nocturna . Tanmateix, els germans laics tenien dret a dormir més a causa de la seva major càrrega de treball i, per tant, estaven exempts d'aquest primer ofici. Altrament, tots els monjos s'aixecaven alhora i anaven directament a l'església i ocupaven els seus llocs al cadirat al voltant del cor. Les vetlles es feien a les fosques i duraven unes dues hores; es cantaven com tots els oficis, amb l'excepció de certes oracions silencioses a l'inici d'un ofici.
Després de les nocturnes, els monjos no tornaven al llit, sinó que es quedaven a l'església de l'abadia o s'aturaven al claustre per pregar en silenci, recitar oracions, llegir o cantar. L'interval fins a la primera pregària matinal, les laudes, celebrada a la sortida del sol, era llarg a l'hivern, però molt breu a l'estiu. Tanmateix, la Regla s'orientava cap a un dia llarg, amb una penúltima pregària a l'hora novena i una darrera pregària a la posta de sol (mentre que el dia només dura vuit hores a l'hivern), les abadies s'acostumaven a reunir-se per laudes a les 5:30 a tot tardar: en cas contrari hauria estat difícil trobar temps suficient per treballar i altres punts de l'ordre del dia. En cas de fred, els monjos tenien la possibilitat d'escalfar-se a l'escalfador.
Les laudes duraven menys de mitja hora: poc després, tan bon punt el sol havia sortit del tot, es cantava la prima. Aquest segon servei del dia, que es va fer cap a les 6.00 hores de mitjana, va prendre el seu nom pel fet d'haver-se fet a primera hora del dia. Prima també era la missa comunitària única els dies laborables, amb la celebració de l'Eucaristia al final; els diumenges i festius, era la missa matinal a la qual s'afegia una missa solemne a les 9.30 h. Per descomptat, tots els monjos que eren sacerdots també feien la seva missa particular, a una hora determinada del dia, d'acord amb l'obligació relativa al seu sacerdoci.
A Prima li seguia immediatament el capítol (vegeu més avall "El capítol") al voltant de les 7:00. La tercera pregària del dia era la tèrcia, feta a principis del matí després de la finalització del primer treball del dia, cap a les 9:00 en general. Els diumenges i dies festius seguia la missa solemne en tercer temps; altres dies, els monjos tornaven a treballar. En temporades amb dos àpats calents al dia, el primer àpat es fixava per al migdia i, per tant, s'havia d'avançar la quarta oració sexta, fins a les 10.45 hores segons els casos; en cas contrari, la sexta es resava al migdia. Per a la tarda s'havien previst dos oficis: la nona a les 13.30 h en cas de menjar del migdia, en cas contrari, a tot tardar a les 15.00 h, i les vespres a les 16.00 h o a tot tardar a les 18.00 h. Després de les vespres, els monjos no tornaven a treballar, sinó que assistien a una lectura espiritual que omplia l'interval fins a l'últim ofici del dia, completes. Aquest servei començava a les 19.00 o les 20.00 hores segons els casos i acabava amb l'examen de consciència. Els monjos anaven a dormir immediatament després per passar una nit curta, només quatre hores abans d'un diumenge d'estiu, i un màxim de sis hores i mitja abans d'un dia normal d'hivern.
Sota el papa Alexandre VII, que va emetre un breu sobre aquest tema, el ritual de la litúrgia de les hores es va simplificar: les matines i les laudes ja no es cantarien més i, per tant, s'escurçaven. Com a resultat, el despertar dels monjos s'ajornava fins a les 3:00 del matí, deixant-los entre mitja hora i una hora més de son. A més, ara la llei del silenci seria menys rigorosa. Per tenir en compte la reducció del nombre de monjos en un nombre d'abadies, sovint per sota del mínim oficial de dotze monjos, que no està exempt de problemes per a l'organització del treball, aquestes petites comunitats es beneficien de reduccions de rituals addicionals. Ja no cantarien prima, sexta, nona i completes i, per tant, només conservaran dos oficis cantats a més de la missa matinal: terça i vespres.

### El capítol
El capítol s'encadenava directament a la prima i, per tant, començava aproximadament una hora després de la sortida del sol, o al voltant de les 7:00 a.m. de mitjana durant l'any. Es feia diàriament a la sala capitular o sala del capítol. Per aquest motiu, la sala capitular adossava normalment a l'església abacial. Després d'una pregària d'obertura i de la lectura d'un extracte del Martirologi, els participants s'asseuen en rotllana, amb l'abat al centre i els novicis al darrere, o fins i tot fora de la sala; en aquest cas, es feia una obertura al mur que donava al claustre, que els permetia seguir la cerimònia. A continuació es feia la commemoració dels germans difunts i la lectura d'un extracte de la Regla de Sant Benet.
La resta de la trobada es va organitzar al voltant de dues parts: la instrucció, de la qual parla l'abat, substituïda per un sermó els diumenges i festius, i el pregó, és a dir, l'autoculpament dels errors comesos, amb la finalitat de autosuperació i com a exercici d'humilitat. En efecte, cada cop que un monjo havia trencat la regla, s'havia d'acusar immediatament davant l'abat o la comunitat. En defecte d'això, els confrares havien d'acusar el monjo que havia comès un error, la qual cosa comportava un càstig més sever. Els germans que havien transgredit la regla s'aixecaven al seu torn; es treien la caputxa perquè tots els presents poguessin veure la seva identitat; confessaven els seus errors en veu alta; després es cobrien la cara i el cap i es prosternaven sobre el faristol en silenci. Llavors l'abat preguntava: "Què dius? ", a la qual cosa el monjo responia amb "Mea culpa", aixecant-se per ordre de l'abat i descobrint-se de nou per confessar de nou la seva culpa. L'abat li donava una penitència i deia al monjo que tornés a seure; i llavors era el torn del monjo següent.
Durant l' època de la collita, el capítol s'avançava i es va inserir entre laudes i prima per tal de disposar de temps suficient per realitzar la feina del dia. Atès que el quart ofici del dia, tèrcia, ja es feia a tercera hora, cap a les 9.00 hores de mitjana de l'any, els monjos s'havien de afanyar a posar-se a la feina al final del capítol.
Les faltes secretes no eren proclamades abans del capítol, sinó individualment durant l'audiència de l'abat, que es feia en l'interval entre matins i laudes, o després del capítol. En aquesta ocasió, els monjos podien parlar amb l'abat o confessar les seves faltes secretes. Durant el dia es podien fer comunicacions verbals al prior, en una sala habilitada a tal efecte. Els monjos també hi podien anar per comunicar-se entre ells, però mai amb més de dues persones alhora, i només després de trucar i rebre el senyal per entrar.

### Els menjars
Hi havia dos àpats calents des de Setmana Santa fins al 13 de setembre : un al migdia (entre sext cap a les 11.30 h i cap cap a les 13.30 h) i un "al capvespre", és a dir després de les vespres, és a dir, cap a les 19.00 h a tot tardar. La resta de l'any, i segons les abadies, fins i tot dimecres i divendres des de Pentecosta fins al 13 de setembre, es servia un únic àpat calent. Normalment, aquest àpat es feia cap a les 15.00 hores després de cap, i després de les vespres de Quaresma, és a dir, cap a les 17.00 o les 18.00 en aquest cas. Els divendres de Quaresma, els monjos fins i tot s'havien de conformar amb pa i aigua fins a finals del segle xiii .
El dinar s'obria amb un Miserere al so de la campana del prior, seguit d'una Benedicite. Els monjos començaven a menjar a un senyal de l'abat i romanien en silenci durant tot l'apat, que va anar acompanyat d'una lectura d'un monjo. En acabar la lectura, es tancava l'àpat. La dieta era escassa; fins AL segle xiv, l'ús de greixos era molt limitat, i la carn i els lactis estaven reservats als malalts. Només en cas de manca de peix es podrien autoritzar els lactis. Els monjos menjaven, doncs, peix i verdures, amanits amb sal, així com pa i possiblement ous; per motius de salut, el vi o la cervesa eren les principals begudes, consumides naturalment amb moderació. No va ser fins al 1493 que els articles de París (Articuli Parisiensis) van permetre oficialment la carn tres cops per setmana (diumenge, dimarts i dijous), així com la mantega, el formatge i els pastissos. Pel que fa a les quantitats, la Regla no imposava cap restricció. El sopar, el segon àpat calent, es feia de la mateixa manera.
Tampoc no hi havia cap altre àpat abans del primer o només calent. Es va concedir una excepció als germans laics, novicis, joves monjos i aquells amb un treball especialment dur: tenien dret a un dinar anomenat mixtum, compost de pa i vi, però eliminat durant la Quaresma. Els dies sense un segon àpat calent, els monjos podien guardar el pa restant del sopar per berenar després de les vespres, i menjar fruita crua, raves o enciam.

### El treball
A partir de les primeres dècades del segle XII la vida comunitària va estar marcada per l'organització de les tasques manuals, fruit d'una nova concepció de la unitat de la terra i del paper de l'empresa agrícola. Les reserves i les tinences -característiques de les granges benedictines- foren substituïdes per béns de terra llegats pels senyors locals, desenvolupats directament pels germans. El terreny de vegades es troba allunyat del monestir, i subdividit en parcel·les independents, les granges que inclouen totes les construccions agrícoles, però també els terrenys i els punts d'aigua annexos. El funcionament està encarregat a confrares laics assistits per treballadors agrícoles, més possiblement alguns monjos de cor, grangers i capellans perquè aquests germans allunyats de l'abadia no siguin privats dels sagraments.
Els treballs agrícoles van ser d'honor a l'ordre de Citeaux. D'acord amb la Regla, tots els monjos del cor participen en el treball del camp en la mesura que això no dificulti la celebració de l'ofici diví; llevat que s'ocupin d'altres feines: els monjos havent de trobar tot el que necessitaven a l'abadia, dins de l'abadia es duen a terme diferents oficis manuals, vinculats especialment a la conservació i elaboració dels aliments, al manteniment del local i a la roba. Podem citar pescadors, flequers, cellerers, paletes, ferrers, adobers, bataners, teixidors, sabaters, etc. Mentre hi havia un nombre suficient de germans laics per exercir aquestes professions, els monjos professos ocupaven els càrrecs de responsabilitat i vetllaven per l'organització. En cas contrari, almenys el servei de cuina el feien al seu torn diferents monjos. A més, determinades tasques, com ara greixar sabates, eren realitzades individualment per cada monjo. A l'hivern, aquesta tasca i algunes altres es podien dur a terme al xofer, l'única sala climatitzada del monestir.
En total, els religiosos havien de treballar set hores diàries segons la Regla; en realitat, l'aplec dels diferents oficis sumaven vuit i la resta d'elements de l'ordre del dia, és a dir, el capítol, l'àpat(s) i la lectura espiritual abans de l'últim ofici (complement) intercalaven la jornada amb una de manera que les set hores no s'havien pogut arribar. El treball manual es feia, doncs, després del capítol fins al tèrcia, o una hora; després de tèrcia fins a sexta, o dues hores; i després de nona fins a les vespres o l'únic àpat calent a les 15.00 hores, dues o tres hores més, la qual cosa suposa entre cinc i sis hores en total durant un període normal. Les altres pauses estaven plenes d'oració, lectura, petites tasques o fins i tot treballs d'escriptura. En temps de sega, pot passar que tota la comunitat s'ocupés tant de portar la collita essencial que durant uns dies ja no se celebressin ni oficis ni tan sols missa a l'església -com revela sant Bernat en una de les seves homilies.

### La roba
Els monjos que havien complert els seus vots portaven cogulles blanques amb mànigues llargues i caputxes, túniques, roba interior i mitges. No es permetien materials còmodes o luxosos. Als cistercencs se'ls permetien les mitges i les sabates de cuir. Abans d'anar al treball manual, els monjos es canviaven l'hàbit de monjo per roba de treball; sovint les abadies tenien un vestidor amb aquesta finalitat.
Els monjos dormien ben vestits per tal d'estar preparats immediatament per les nocturnes; com a molt, es treien el seu escapulari. Contra el fred, els monjos es tiraven la caputxa per sobre del cap mentre dormien. Després de la segona pregària del dia, laudes, els monjos tenien temps lliure per canviar-se de roba, que normalment només feien per rentar la roba. Els matalassos i els llits de plomes estaven prohibits. Els monjos dormien sobre palets, coberts per un gran llençol de llana, i tenien una gran manta de llana peluda.

### La higiene
Els dissabtes, abans de l'ofici de complines (i per tant en lloc de la lectura espiritual els altres dies), tenia lloc al claustre la cerimònia del mandateum o mande, el rentat de peus. Els criats preparaven gerros, aigua amb herbes aromàtiques i llençols, funció assumida cada setmana per altres monjos, i que no s'ha de confondre amb els criats. Tot seguit va participar en la cerimònia tots els membres del monestir, esperant el seu torn en dues llargues files a l'esquerra i a la dreta de la cadira de l'abat, ordenades segons l'antiguitat i el rang: a l'inici de la fila, els monjos professos amb més antiguitat, i els novicis i després els servents últim. Primer era el torn de l'abat i del prior, i després de tots els altres; un servent els rentava els peus i els assecava; aquell al qual s'havien rentat els peus abans, va ajudar el criat a aixecar-se, i el criat saludava el germà al qual acabava de rentar els peus. Els criats als quals tocava el torn per a la setmana vinent tenien l'aigua i els llençols a punt. Tota la cerimònia anava acompanyada del cant d' himnes.
Pel que fa a la higiene, la pica i les latrines van tenir un paper essencial. L'aigüera era una font per on raïa constantment l'aigua de la font, la majoria de vegades allotjada en un pavelló dins del claustre, de cara a l'entrada del refectori. Abans de cada àpat i després de la feina, els germans s'hi rentaven les mans. El rentat ordinari es feia un cop al mes, i només cada dos mesos fins a mitjans del segle xiii . Aquesta era una oportunitat per afaitar-se i tallar la tonsura: els monjos no s'afaitaven ells mateixos, sinó entre ells.

### Almoina i hospitalitat
L'almoina es practicava o bé en determinats dies de la setmana o bé diàriament, si els mitjans de l'abadia ho permetien; consistia en el repartiment d'aliments als pobres. Tanmateix, els indigents no eren acollits al monestir, sinó que rebien les provisions a la porta, de mans del porter. Cada cop que venia un vianant i demanava pa, el porter els donava un; se li exigia que tingués sempre un subministrament de pa a la seva cel·la situada a la porteria. A més del pa, els pobres tenien dret a les restes dels àpats i a les parts que dels monjos havien mort durant el mes anterior (pulmenta defunctorum). Segons els casos, es van fundar distribucions d'aliments addicionals per donants, benefactors de l'abadia.
L'hospitalitat significava acollir els transeünts o viatgers durant la nit, de manera gratuïta; per descomptat, l'hospitalitat només es podia oferir als homes. També aquí el porter va tenir un paper fonamental, perquè va ser ell qui saludava la gent que trucava a la porta, responent amb Deo gratias. Els demanava què volien i després els demanava que li donessin la seva benedicció. Aleshores, el porter havia de buscar l'abat, o, en el seu defecte, el prior, per anunciar la visita; l'abat o prior demanava a un monjo que acompanyés el porter a rebre els convidats. Un cop tornats a la porta, els dos monjos s'agenollaven davant els visitants; els portaven a l'església; resaven amb ells, es feia una lectura i s'explicava com calia; i finalment se'ls conduïa a l'hostatgeria del monestir.

### Mortificació
Destinada a disminuir el cos per elevar l'ànima, la mortificació es concreta a través de l'ascetisme, imposat pel ritme de vida del monestir on l'oració ocupa el lloc central, deixant completament de banda la comoditat i els plaers terrenals. Però pel que fa a aquests dos últims punts, la vida monàstica dels cistercencs no es diferenciava gaire de la vida dels mortals comuns a l'edat mitjana. La Regla imposava, doncs, privacions addicionals a les persones religioses: restricció de les relacions socials per separació de la família tan bon punt es formulaven els vots i per la llei del silenci; àpats frugals i dejuni; roba i llit incòmodes; limitació del son nocturn a menys de sis hores de mitjana amb despertar-se a mitja nit. Hi havia, però, una pràctica específica dirigida directament a la mortificació, programada cada tres mesos, als mesos de febrer, abril, setembre i cap a l'estiu: la sagnia o minució, practicada només en temes sans. Era l'abat qui designava els germans perquè fossin sagnats pel minutor; tenint cura de no dessagnar alhora tota la comunitat per no interrompre els exercicis i la feina a l'abadia. De fet, el sagnament reduïa el cos a un estat de debilitat, però ser privat d'ell era considerat pels monjos com un càstig. La minutio es practicava amb finalitats purament morals i expiatòries, i no terapèutiques o profilàctiques. Per al monjo era una oportunitat d'entrar en la meditació, i un temps de penitència, anomenat jubileu de sang per Nicolau de Claravall.

### El final de la vida del monjo
Quan un germà malalt estava morint, altres germans estenien cendres a terra en forma de creu, la cobrien amb un sudari i posaven el moribund al damunt. Aleshores es feia sonar el sonall i sonaven les campanes per cridar tots els religiosos al llit del seu confrare. Es prosternaven al seu voltant i van començar els set salms penitencials. Quan el germà moria, els monjos cantaven la Subvenite, rentaven el cos i el transportaven a l'església, vestits amb l'hàbit monàstic i amb la cara descoberta. Fins al moment de l'enterrament, diversos religiosos es tornaven per resar al costat del difunt. Abans de l'enterrament es cantava l'Ofici dels Difunts. La cara del cadàver estava coberta per la seva caputxa, i quatre germans el portaven al cementiri, on era enterrat directament a terra, sense taüt.

## Els cistercencs i la cultura

### Els manuscrits
Una de les principals activitats de les abadies era la còpia de manuscrits. Els monjos blancs no es quedaren fora. Hi hagué una autèntica xarxa d'intercanvi que permetia a les abadies obtenir els textos que necessitaven per copiar-los. Trobem a les grans biblioteques cistercenques de Cîteaux, Clairvaux o Pontigny, Bíblies, textos dels pares fundadors de l'Església, escriptors de finals de l'Antiguitat o principis de l'Edat Mitjana com Boeci, Isidor de Sevilla o Alcuí i alguns historiadors com Flavi Josep. Més rarament textos d'autors clàssics.
Aquestes grans biblioteques també permeten un treball més crític sobre elles. Així, mentre que al segle xiii les grans correccions bíbliques van ser obra principalment dels dominics i dels franciscans, al segle xii les dues obres més grans de crítica textual sobre la Bíblia van ser obra d'Esteve Harding (Bíblia de Cîteaux), abat de Cîteaux, i de Nicolas Maniacoria (Suffraganeus Bibliothece).
Els monjos de Cîteaux van desenvolupar una cal·ligrafia rodona, regular i molt llegible. Al principi, els manuscrits estaven decorats amb motius vegetals, escenes de la vida quotidiana o del treball del camp, i al·legories sobre la lluita per la fe o el misteri diví. La Verge està especialment representada. Però sota la direcció de Bernat de Claravall , impulsat per un ideal d'austeritat, un estil més refinat va aparèixer cap al 1140. Es caracteritza per les inicials grans pintades en tons d'un sol color, sense representació humana o animal ni ús d'or. Els cistercencs van desenvolupar, doncs, un estil despullat encara que la preocupació estètica es mantingués. Sovint són especialment exigents pel que fa a la qualitat dels suports utilitzats (vellum) o als colors que sovint s'obtenen a partir de pedres precioses (lapislàtzuli).
Amb el desenvolupament de la impressió de tipus mòbils, els llibres es van fer omnipresents dins les abadies; en determinades abadies es van instal·lar biblioteques autònomes i les col·leccions d'obres van augmentar considerablement entre els segles xiv i xv. Al segle xvi, la biblioteca de Clairvaux tenia 18.000 manuscrits i 15.000 documents impresos.

### Una cultura cap a Déu
L'ordre primitiu mai va donar l'esquena als estudis, però inicialment va formar part d'un corrent d'oposició a les ciutats, els principals llocs de coneixement. En efecte, els intercanvis intel·lectuals dins les ciutats permeten una proliferació d'idees, algunes de les quals són provocacions per a l'auster Bernat de Claravall . Per exemple, els goliards criticaven obertament la societat tripartita i particularment la religiosa; no dubtaven a qüestionar el matrimoni Sant Bernat, com Pierre de Celles –un altre pensador cistercenc– s'oposava fermament a les universitats emergents: la vida intel·lectual urbana podia desviar l'atenció de la glorificació de Déu. Sant Bernat i Sant Norbert són també els principals perseguidors d'Abelard.
| «                      | Fugiu del mig de Babilònia, fugiu i salvau les vostres ànimes. Voleu junts cap a les ciutats refugi (monestirs), on us podeu penedir del passat, viure en gràcia per al present i mirar endavant amb confiança al futur. Trobareu molt més als boscos que als llibres. Els boscos i les pedres t'ensenyaran més que qualsevol mestre. | » |
| — Bernat de Claravall. | |   |

Des de finals del segle xii, a causa del compromís pastoral i de la predicació, alguns establiments es van dedicar a l'estudi de les qüestions contemporànies. Els cistercencs, però, es mantenen, als ulls d'altres ordres i sobretot dels dominics, com a gent "simple" amb poc coneixement dels estudis especulatius. Davant d'aquests atacs, certes abadies es van aventurar més en les ciències teològiques i van sorgir biblioteques cistercenques respectables, com les de les abadies de Signy i Clairvaux. Es van establir contactes fructífers amb els cercles universitaris parisencs i els germans es van establir a París per seguir cursos de teologia. Hi hagué aquí una ruptura amb l'ideal de renúncia al món, un fracàs denunciat sovint pels contemporanis. A l'escola distercenca es van formar cronistes i exegesis de renom . Tanmateix, la reflexió intel·lectual dels cistercencs tendeix a la construcció d'una espiritualitat mística i no a la coqueteria i l'erudició. Guillaume de Saint-Thierry, excel·lent teoleg, abat benedictí de Saint-Thierry havent renunciat al seu càrrec per convertir-se en un simple monjo cistercien a Signy, és un dels més eminents representants d'aquesta escola dia mística especulativa.

### Universitats
Amb el desenvolupament de les universitats, el nivell cultural va augmentar i els cistercencs s'han d'implicar en la formació dels seus joves monjos. També s'havien d'allotjar a les ciutats universitàries. Els monjos blancs van fundar llavors col·legis a París, Tolosa, Metz i Montpeller.
En 1237, l'abadia de Clairvaux va ser la primera a enviar de joves germans a estudiar a París. Primer es van allotjar en una casa de Bourg Saint-Landry. Però el seu nombre augmentà, i l'any 1247, s'instal·laren al barri de Chardonnet i dos anys més tard emprengueren la construcció d'un col·legi. Gràcies al suport papal es van comprar les terres insalubres properes a Bièvre i s'hi va construir un col·legi. Va ser comprat l'any 1320 pel Capítol General de l'orde. Aquest Collège des Bernardins estava obert a estudiants de tot l'ordre. Plantejat inicialment per acollir una vintena d'estudiants, el Collège des Bernardins va formar, entre els segles xiii i xv, diversos milers de joves monjos cistercencs, l'elit del seu orde, del nord de França, de Flandes, Alemanya i Europa central per estudiar teologia i filosofia.
L'any 1334, Jacques Fournier, antic estudiant del col·legi Sant-Bernard, que es va doctorar en théologie vers 1314, esdevé pape a Avinyó, sota el nom de Benet XII. Aquest antic abat de Fontfroide va promulgar l'any 1355 la Constitució Fulgens sicut stella matutina, o Benedictina que regula la relació entre l'orde i els estudis intel·lectuals. Els monestirs amb més de quaranta germans havien d'enviar dos dels seus membres als col·legis de París, Oxford, Tolosa, Montpeller, Bolonya o Metz. Els cisterciens s'ajustaren perfectament a les exigències del regnat de l'escolàstica.
A l'època moderna, la cultura humanista es va estendre als monestirs, fet que va provocar l'oposició dels principals partidaris de la reforma del segle xvii. Així, al segle xviii, "molts novells i monjos anaven a estudiar a les universitats i, en general, els religiosos es dedicaven molt a la lectura, potser perquè estaven ociosos. Els cistercencs es van dirigir més particularment cap a les obres relacionades amb la litúrgia, la música sacra o l'erudició, seguint l'exemple de Ferdinando Ughelli, abat de Tre Fontane a Roma i Pierre Le Nain, sotsprior de La Trappe, autor d'Assaig sobre la història de l'orde de Cîteaux.

## L'art cistercenc
L'art cistercenc està d'acord amb la seva espiritualitat: ha de ser una ajuda per al viatge interior dels monjos. L'any 1134, durant una reunió del Capítol general de l'orde, Bernat de Claravall , que es trobava al màxim de la seva influència, va recomanar la simplicitat en totes les expressions de l'art. A partir d'aleshores, els Cistercencs van desenvolupar un art recanvi i sovint monocrom.

### L'arquitectura
Les abadies cistercenques es van distingir inicialment per la senzillesa i la sobrietat de la seva arquitectura i ornaments. L'any 1134, el Capítol general prescriu una sèrie de mesures relatives a l'art sacre, els llocs sants per no rebre cap decoració esculpida o decorada. El color s'ha de reservar per a les il·luminació.
Les abadies cistercenques van viure l'evolució de l'arquitectura romànica cap al gòtic (arc apuntat) i es caracteritzen per una gran senzillesa de línies i decoració. Els òculs de les esglésies abacials reben finestres blanques sense creus i sense colors. Als timpans dels portals i als capitells de les esglésies, no hi ha escultures, perquè res hauria de distreure el pensament de la idea de Déu.
El Capítol General de 1135, sota la influència de Bernat de Claravall, va ser molt directiu pel que fa a les limitacions arquitectòniques: implicava traduir la Regla benedictina a l'espai. Cal respectar la plaça monàstica (el claustre de la vil·la romana). Els arquitectes cistercencs van construir el seu projecte sobre consideracions funcionals vinculades a les disposicions hidràuliques, la llum o els materials disponibles a la regió, però respectant les recomanacions de Bernat de Claravall que definia els edificis necessaris per servir Déu segons la Regla : l'oratori, el réfectoire, el dormitori, l'hostaleria i la porteria.
Al segle xii, el romànic va arribar a la seva maduresa, però, a partir de la segona meitat del segle, els cistercencs van iniciar la transició al gòtic. Els responsables de projectes cistercencs hagueren de conciliar els requisits de la construcció de pedra per limitar el risc d'incendi, construccions altes i lluminoses (d'acord amb la seva espiritualitat), sense augmentar excessivament el cost de les obres. L'arc de creueria permet donar resposta a aquest triple repte: consumeix menys pedra que la volta romànica i n'augmenta l'alçada.
L'èxit econòmic de l'orde va provocar un augment de les obres i els edificis del convent van començar a rebre cada cop més ornaments. A partir de la dècada de 1170, els convents principals rebien adorns i de vegades s'ampliaven amb un deambulatori. Els vitralls i els sòls es tornen més luxosos. Els edificis guanyen verticalitat. L'art cistercenc va trobar una extensió al segle xii en l'art de les catedrals, com ho demostra la construcció de la catedral de Laon.

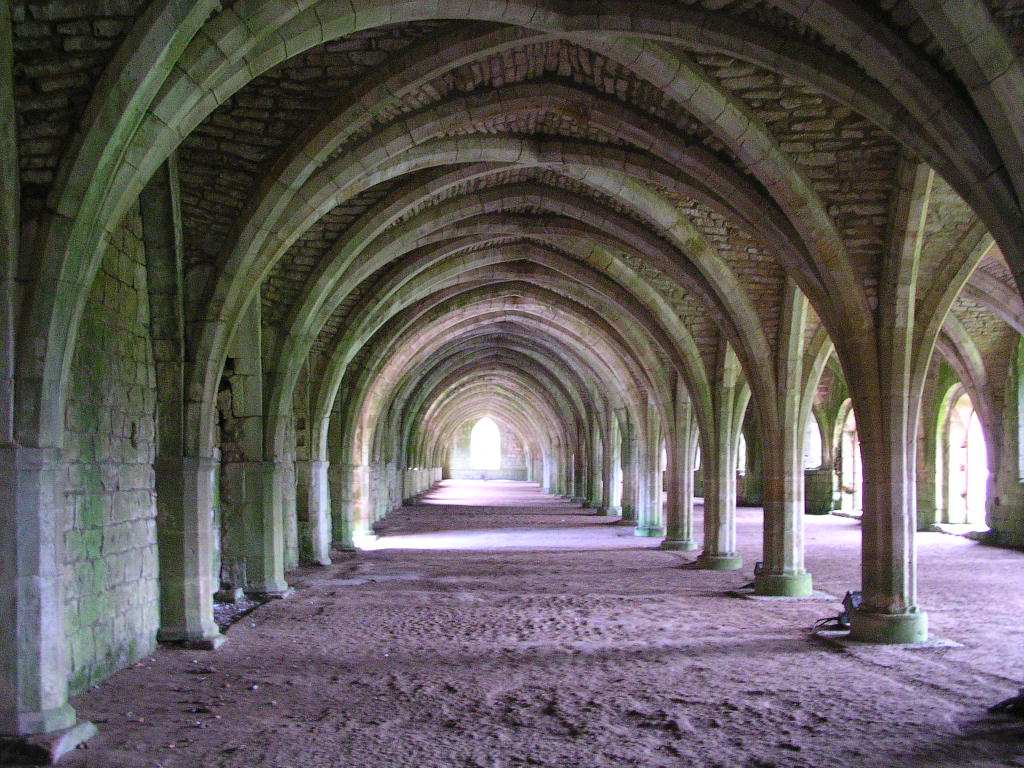
Refectori de l'abadia de Fountains (Yorkshire)
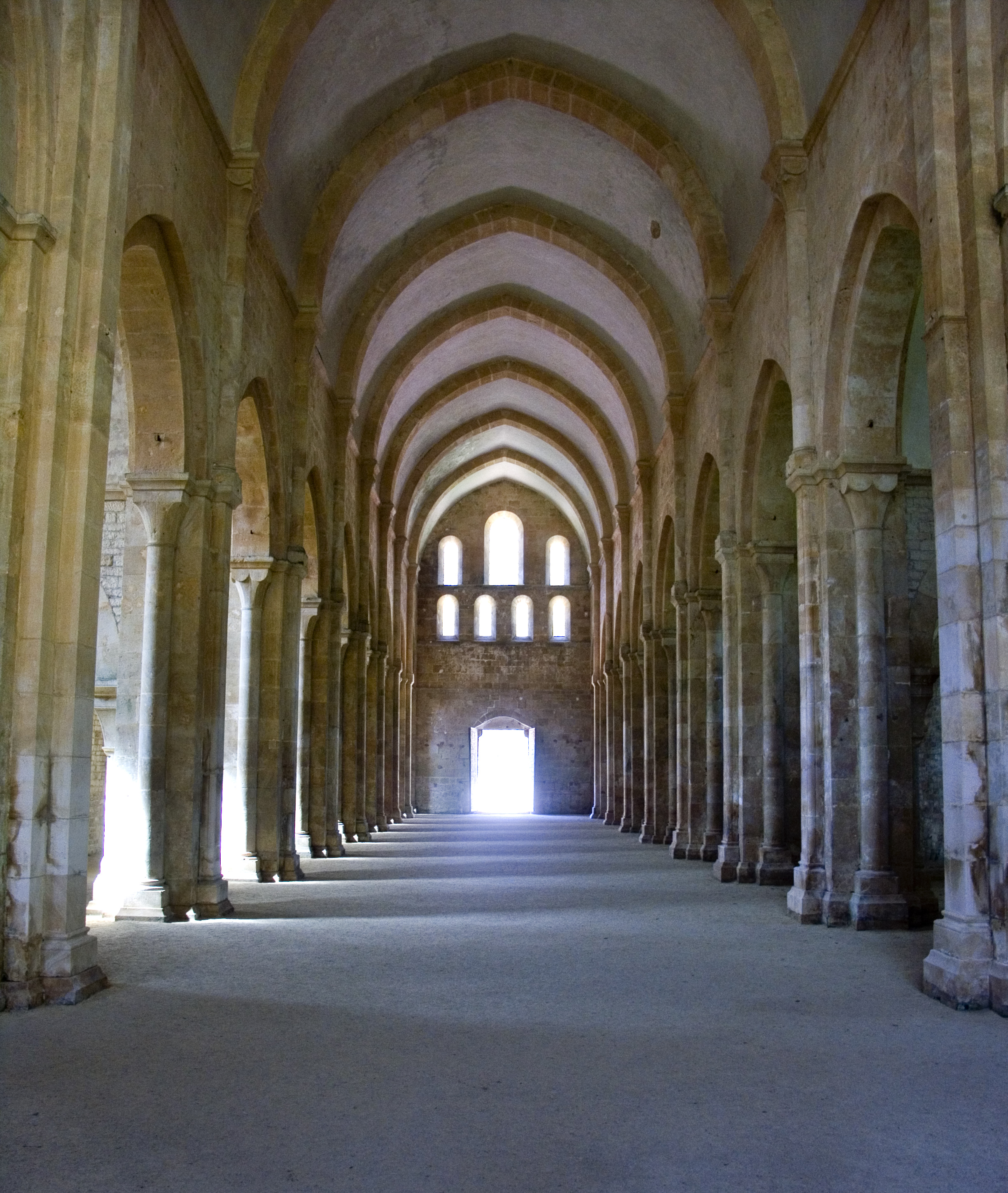
Arcs apuntats de l'església abacial de Fontenay
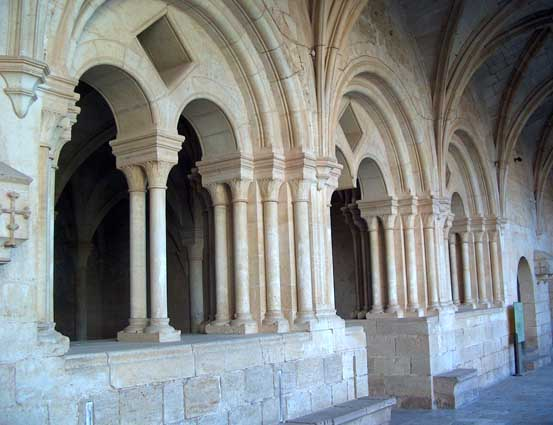
Sala capitular del monestir de Santes Creus (Catalunya)

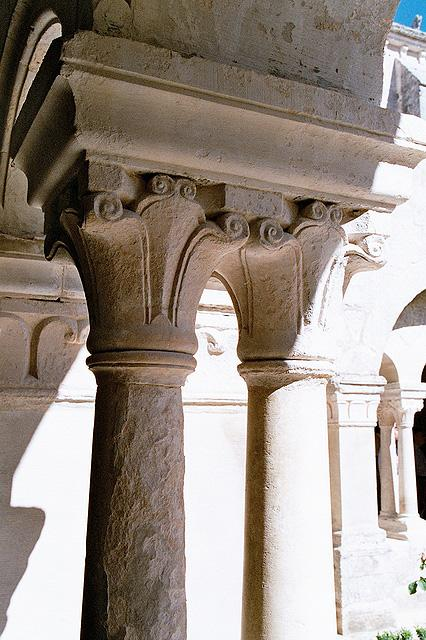
Claustre de l'abadia de Senhanca (Vaucluse), capitell decorat
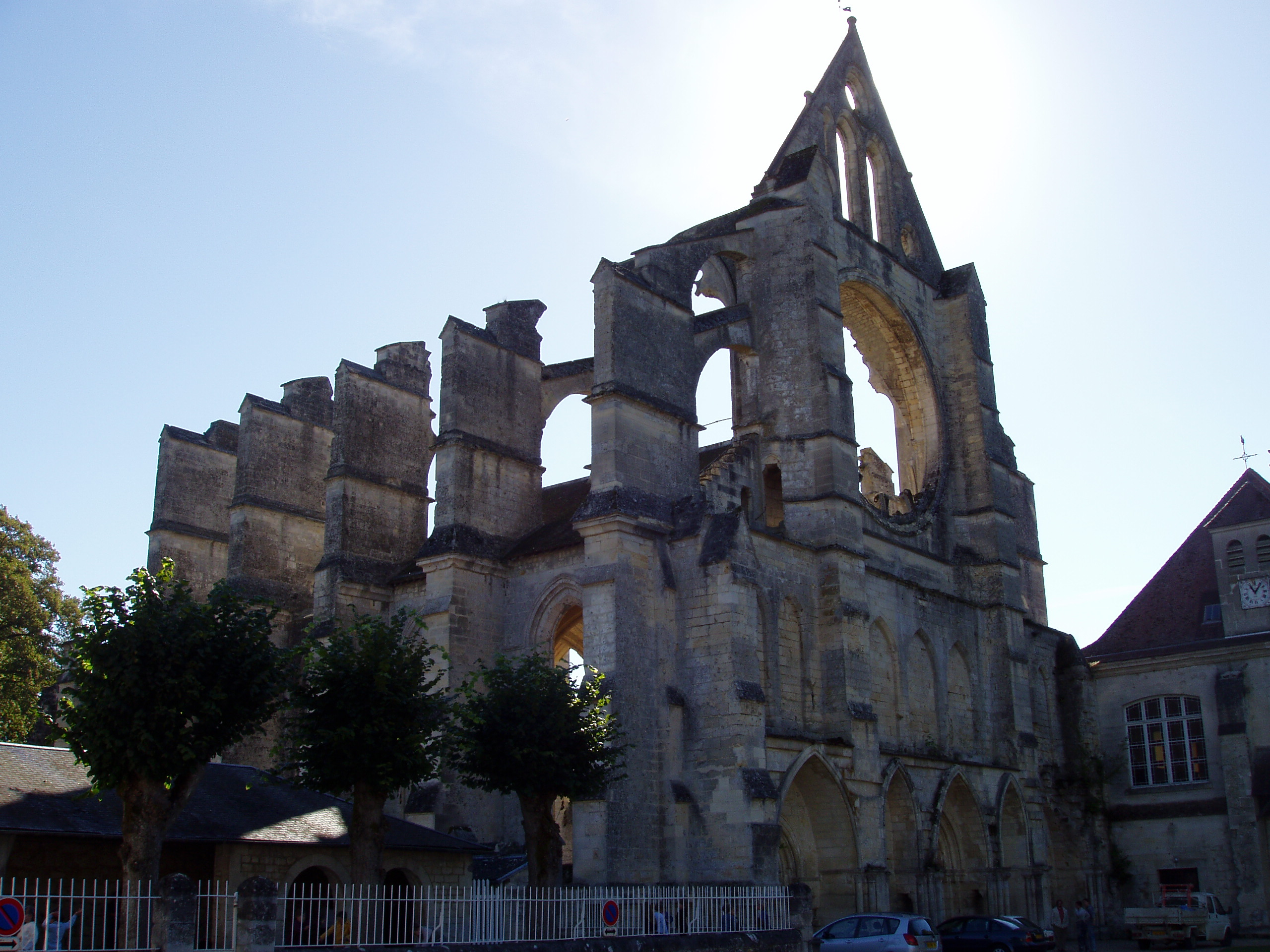
Abadia de Notre-Dame de Longpont (Aisne)
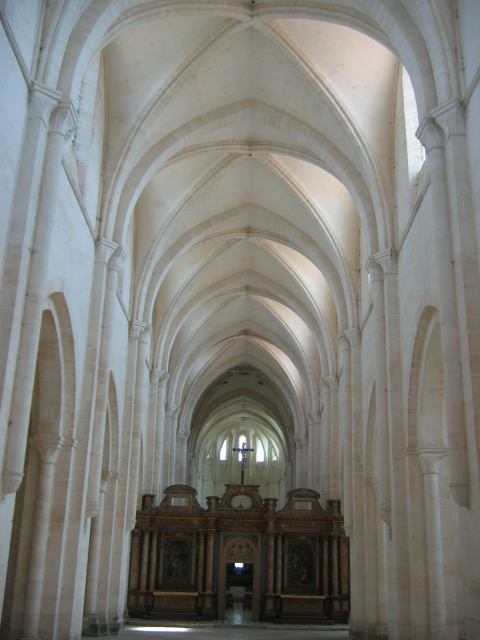
Nau de l'església abacial de Pontigny (Yonne), creueria nervada

### Els vitralls
L'any 1150, una ordenança estipulava que els vitralls havien de ser albae fiant, et sine crucibus et privturis, blancs, sense creus ni representacions. Els motius geomètrics i vegetals són les úniques representacions: palmetes, reixes, entrellaçaments que poden recordar l'exigència de regularitat propugnada per Sant Bernat. Així, fins a mitjans del segle xiii, els vitralls cistercencs eren exclusivament finestres anomenades "grisalles" els motius dels quals s'inspiraven en paviments romànics. Predominen els vitralls blancs; menys costosos, també corresponen a un ús metafòric com certs ornaments vegetals. Les abadies de La Bénisson-Dieu, Obazine, Santes Creus, Pontigny i Bonlieu són representatives d'aquest estil i d'aquestes tècniques. Els forns de vidre són presents a l'època cistercenca a partir del segle xiii.
L'aparició del vidre figurat decoratiu a les esglésies cistercenques coincideix amb el desenvolupament del mecenatge i les donacions aristocràtiques. Al segle xv, els vitralls cistercencs van perdre la seva especificitat i en el seu aspecte s'uneixen a les creacions de la majoria d'edificis religiosos contemporanis.

### Les rajoles
Per als monestirs cistercencs que viuen en relativa autosuficiència, l'ús de rajoles d'argila en lloc de paviments de pedra o marbre és essencial. Els monjos blancs van desenvolupar un gran domini d'aquest procés, sobretot perquè els van poder produir en massa amb els seus forns. Les rajoles amb dibuixos geomètrics apareixen a finals del segle XII. Les decoracions s'obtenen per estampació: sobre l'argila encara mal·leable es col·loca un segell de fusta que imprimeix el dibuix. S'aplica un trosset d'argila blanca al relleu buit i la rajola es sotmet a una primera cocció. Després s'aplica un recobriment vitrificable. Protegeix la rajola i realça els colors. El muntatge de rajoles permet obtenir combinacions complexes de patrons geomètrics. Aquests de vegades es consideren massa estètics en relació als preceptes de simplicitat i simplicitat d'ordre. L'any 1205, l'abat de Pontigny fou condemnat pel Capítol General per haver fet paraments massa sumptuosos. L'any 1210, l'abat de Beauclerc va ser retret per haver deixat que els seus monjos perdessin el temps creant un paviment " que traïa un grau inadequat de descuit i curiós interès.".

## L'ordre del Císter, motor dels desenvolupaments tècnics
Del segle XI al XIII es va produir una autèntica revolució industrial a l'Occident medieval. Està impulsat per la monetització creixent de l'economia des de la introducció del denari de plata per part dels carolingis al segle VIII, que va permetre la introducció de milions de productors i consumidors en el circuit comercial. Els pagesos comencen a poder revendre els seus excedents; Per tant, a partir d'ara, els interessa produir més enllà del necessari per a la seva subsistència i el pagament dels drets senyorials. Per tant, resulta més rendible per als propietaris, eclesiàstics o laics, cobrar una quota dels pagesos als quals han confiat terres, que no pas que les terres conreessin esclaus o serfs (que estan desapareixent a Occident). Per augmentar encara més aquesta productivitat inverteixen en equips que la millorin, proporcionant arades, construint molins d'aigua per substituir els molins manuals i premses d'oli o de vi per substituir la trituració. Aquest fenomen queda testimoni de la proliferació de molins, carreteres, mercats i tallers d'encunyació de monedes per tot Occident a partir del segle ix.
Les abadies són sovint la punta de llança d'aquesta revolució econòmica, però per als cluniacencs, el treball manual és degradant i es consagra el màxim possible a les activitats espirituals. En la ment dels cistercencs, que es van negar a esdevenir arrendataris de terres, el treball manual es valorava per contra. Més que confiar la seva terra a llogaters, ells mateixos participen en el treball de la terra. Per descomptat, les seves obligacions litúrgiques ocupen gran part del seu temps, però es complementen amb els germans laics que s'encarreguen més concretament de les tasques materials (l'any 1200, una abadia com Pontigny tenia dos-cents monjos i cinc-cents laics; Clairvaux, els monjos disposaven de 162 cadires al cor, 328 estaven reservades als laïcs). Com que ells mateixos es dedicaven al treball manual i el seu ideal era fer la terra el més fèrtil possible, els cistercencs s'esforçarien per millorar les tècniques en la mesura del possible.
El progrés es transmet entre abadies a través de manuscrits o pel moviment de monjos. Els germans laics, alguns dels quals viuen fora de l'abadia als "graners", participen en la difusió de les millores tècniques a les poblacions locals: els cistercencs són vectors de primera importància en la revolució industrial de l'edat mitjana. L'ordre sembla ser un autèntic poder econòmic. L'autèntic auge es va produir entre el 1129 i el 1139 i aquest dinamisme va donar lloc a molts problemes: incorporació de monestirs que mantenien un costum no conforme a l'esperit de la Carta de Caritat, difícil elecció d'emplaçaments, dificultats per a les abadies mare de poder realitzar visites anuals, perill de retirades massa freqüents de personal que esgoten les abadies mare.
Si els cistercencs saben innovar, també de vegades utilitzen tècniques molt antigues. Moltes esglésies cistercenques es beneficien d'una excel·lent acústica que no és deguda a l'atzar : diverses (com Melleray, Loc-Dieu, Orval, etc.) utilitzen la tècnica dels gerros acústics descrita per Vitruvi, un enginyer romà del segle i aC; estudis contemporanis han demostrat que aquests gerros, distribuïts per les parets i les voltes, amplifiquen el so en el rang de freqüència de les veus dels monjos; i altres mètodes redueixen l'eco.

### Progrés agrícola

#### La millora dels recursos agrícoles
Els cistercencs només van tenir un paper moderat en les clarianes que van marcar el creixement econòmic i demogràfic medieval. Estan més centrats en el desenvolupament de la terra lluny de les grans ciutats emergents, sovint prenent el capital de la terra antiga que ha caigut en mal estat. No dubten a comprar pobles preexistents encara que signifiqui expulsar els ocupants per reorganitzar-los de manera diferent segons les seves pròpies normes d'explotació.
En general, fan el millor ús dels recursos locals millorant els boscos en lloc de destruint-los. Tanmateix, hi ha abadies els monjos de les quals van participar en la gran campanya de desbrossament de terres medievals. Als territoris actuals d'Àustria i Alemanya, van fer retrocedir el front forestal cap a l'est; a la costa flamenca, l'Abadia de les Dunes aconsegueix conquerir 10.000 hectàrees d'aigua i sorra; a la regió de París transformen els pantans en terres de pastura o a la costa atlàntica en salines. Però el desbrossament de terres no és el seu objectiu primordial, és un mitjà entre d'altres per establir-se allà on encara hi ha marge per dur a terme una política d'autarquia econòmica. Foren, doncs, pioners en l'elaboració de la normativa d'explotació forestal al segle xiii. En efecte, el bosc proporciona una font de llenya i fusta de construcció, fruits i arrels de tota mena. Els cistercencs van netejar les mates i van racionalitzar la tala i el creixement de les espècies. Per exemple, els roures produeixen glans i permeten pasturar els porcs.

#### El graner del Císter
Els cistercencs no van inventar la rotació biennal, la rotació triennal o les eines agrícoles, sinó que van saber, observant les pràctiques camperoles, crear autèntiques granges models: els graners cistercencs. Es tracta de finques rústiques coherents amb construccions agrícoles i residencials que reuneixen equips de germans laics especialitzats en una tasca i dependents d'una abadia mare. Els masos no s'han de situar a més d'un dia de caminada de l'abadia i la distància que els separa entre ells és d'almenys dues llegües (uns deu quilòmetres).
Els graners cistercencs van desenvolupar les capacitats de producció agrícola introduint l'especialització laboral. Cada mas és gestionat per entre cinc i vint germans laics (que és un nombre ideal des del punt de vista de la gestió perquè més enllà d'una trentena de persones ja no n'hi ha prou amb la simple sensació de formar part d'un grup per motivar cap treball a destajo), si necessari assistit per treballadors assalariats i estacionals agrícoles. Quan la producció dels masos superava amb escreix les necessitats de les abadies, els seus excedents eren venuts. Aquests masos, de vegades molt grans (centenars d'hectàrees de terra, prats, boscos), cobreixen gairebé un milió d'hectàrees. Aquest sistema operatiu va tenir de seguida un gran èxit. Un segle després de la fundació de Cîteaux, l'orde comptava amb més de mil abadies, més de sis mil masos repartits per Europa i fins a Palestina.

#### La viticultura
A l'edat mitjana, el vi, pel seu contingut alcohòlic, era sovint més sa que l'aigua i, per tant, tenia una importància vital. Els monjos blancs l'utilitzen per al seu propi ús i sobretot per a la litúrgia. En virtut del seu ús sagrat, manifesten un requisit qualitatiu. Els cistercencs rebien una vinya per a cada abadia perquè pogués cobrir les seves necessitats. Van escollir sòls adequats en vessants amb una orientació que garantia una bona insolació, utilitzant pedreres de pedra excavades per a la construcció de les seves abadies per a madurar els seus vins en condicions isotèrmiques.
Van desenvolupar una producció de qualitat que només es va dedicar al comerç a partir de 1160 en regions favorables a la producció massiva com la Borgonya. La seva organització comercial molt eficient els permet exportar el seu vi fins a Escandinàvia i Frisia.
Sabem que els monjos de Cîteaux eren propietaris de vinyes a Meursault després de la donació per Eudes I de Borgonya l'any 1098 (el mateix any de la seva instal·lació) al seu abat Robert de Molesme. Actualment la seva importància en la creació dels grans crus borgonyons és moderada, perquè les tècniques utilitzades no difereixen de les d'altres productors. D'altra banda, els criteris buscats eren en el seu moment molt diferents dels estàndards actuals en enologia i no se sap si s'elaboraven vi blanc, vi negre o claret.

#### La selecció d'espècies
La ramaderia és font de productes alimentaris (carn, lactis, formatge), però també de fems i matèries primeres per a la indústria de la confecció (lana, cuir) i productes manufacturats (pergamí, banya). Bernat de Claravall va ordenar als monjos de la seva abadia que retornessin els búfals mascles del regne d'Itàlia, per dur a terme el mestissatge. La mateixa pràctica s'utilitza per a la selecció de cavalls que, en ser més lleugers, permeten treballar terres marrons en què el bou s'enganxa. Els cistercencs van permetre així, sobretot, conrear terres abans considerades inutilitzables.
De la mateixa manera, els cistercencs van tenir un paper important en la fama de la llana anglesa que era la matèria primera més important de la indústria medieval. Era essencial per als drapers flamencs i els comerciants italians, una de les principals activitats dels quals era la coloració de llençols (l'any 1273, els criadors anglesos esquilaren 8 milions d'animals, que corresponien a 3.500 tones de llana exportades). L'impost sobre la llana era el principal recurs fiscal del rei d'Anglaterra. Els compradors italians i flamencs buscaven signar contractes amb monjos cistercencs especialitzats en ramaderia d'ovelles, perquè els seus animals acuradament seleccionats ofererien totes les garanties de qualitat. A més, l'organització extremadament centralitzada dels monestirs cistercencs els permetia tenir un sol contacte fins i tot per a volums de transaccions extremadament importants (Fountains Abbey al comtat de York en tenia fins a 18.000, Rievaulx 14.000, Jervaulx 12.000).
El seu domini limitant la quantitat de carn a l'alimentació, els cistercencs van desenvolupar la piscicultura en els milers de basses creades per la retenció d'aigua de les nombroses preses i dics que van construir per regar les seves terres i els seus monestirs. La introducció de la carpa a Occident és paral·lela a l'expansió de l'ordre. Els monjos blancs controlaven el cicle de reproducció de la carpa: construïren basses poc profundes i ombrejades destinades a fer créixer la carpa jove (vivers), aquestes últimes eren traslladades a basses més profundes on es pescaven al final del seu creixement. La producció superava amb escreix les necessitats de les abadies, de manera que una gran part es revenia.

### El progrés tècnic

#### L'enginyeria hidràulica
La norma benedictina imposa que cada monestir tingui aigua i un molí. L'aigua permet beure, rentar, evacuar els residus i abreudar els ramats. Més enllà d'això, les necessitats d'aigua satisfan les necessitats litúrgiques i industrials. No obstant això, s'ha d'evitar el risc d'inundació, i el lloc escollit és sovint lleugerament elevat: cal, per tant, portar el preciós líquid. Els cistercencs es van establir en llocs remots on s'havia de transportar l'aigua a llarga distància, o per contra en zones pantanses que van assecar construint preses aigües amunt. Estaven especialitzats en enginyeria hidràulica, construcció de preses i canals. A partir de 1108, el creixement de la població monàstica de Cîteaux va obligar els germans a traslladar l'abadia 2,5 quilòmetres per establir-se a la confluència del Vouge i el Coindon. L'any 1206, va ser necessari augmentar encara més el cabal hidràulic i es va excavar un abast de quatre quilòmetres.
Però les capacitats del Vouge -que només és un riu petit- es superaren ràpidament. Els monjos s'enfrontaren a un projecte encara més important: el desviament del Cent-Fonts, que garantiria un cabal mínim de 320 litres per segon. Els monjos van haver de negociar el pas al duc de Borgonya i al capítol de Langres. El projecte era enorme, perquè, a més del canal de deu quilòmetres a excavar, calia construir un aqüeducte, el pont d'Arvaux, de cinc metres d'alçada per permetre el pas del canal per sobre del riu Varaude. Però el resultat va ser digne dels esforços realitzats: el potencial energètic de l'abadia augmentà considerablement amb un salt d'aigua de 9 metres. Al nou tram s'hi van instal·lar almenys un molí i una farga.

El Cent-Fonts i el pont des Arvaux
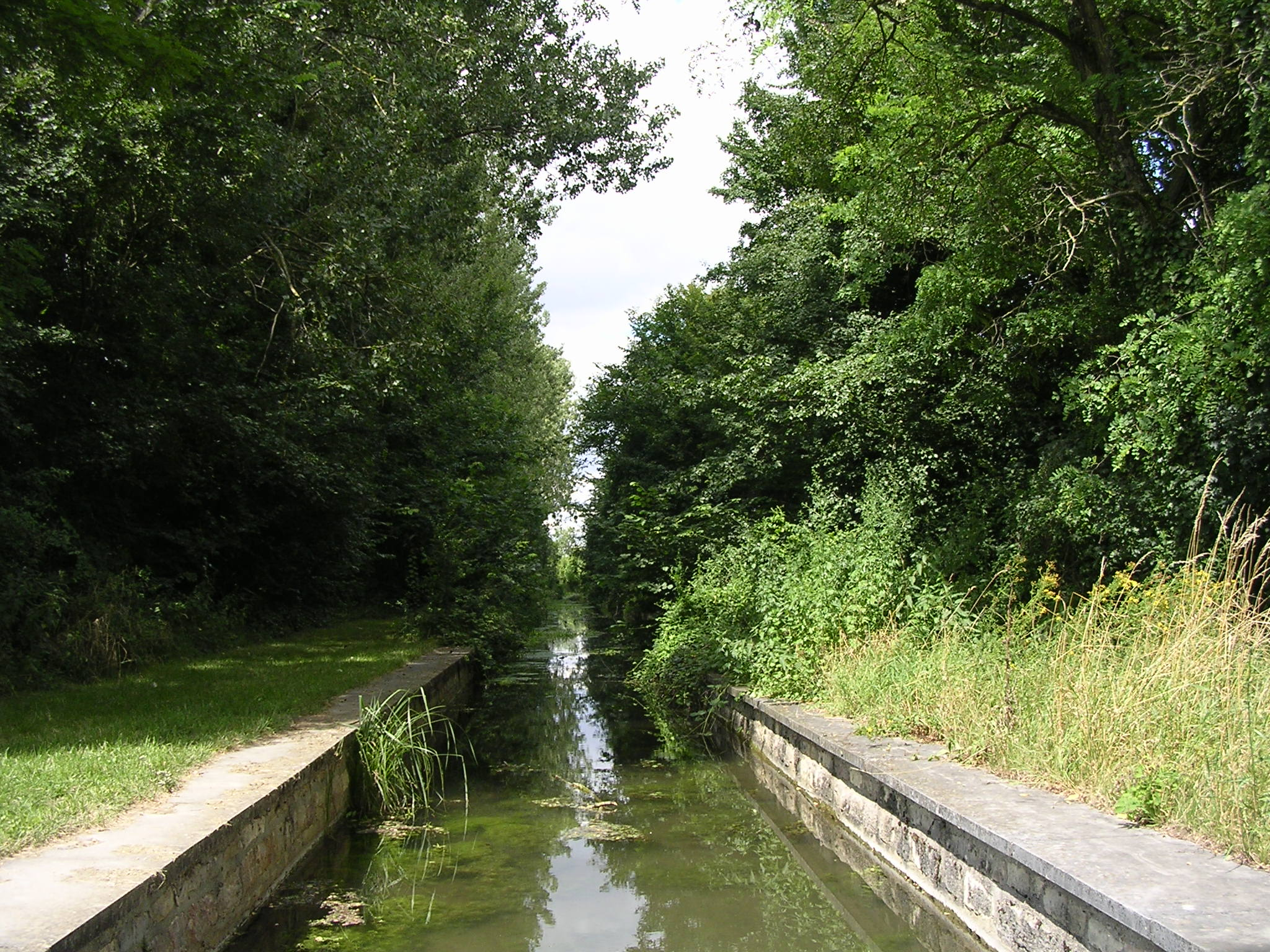
Els Cent-Fonts canalitzats per sobre del pont d'Arvaux
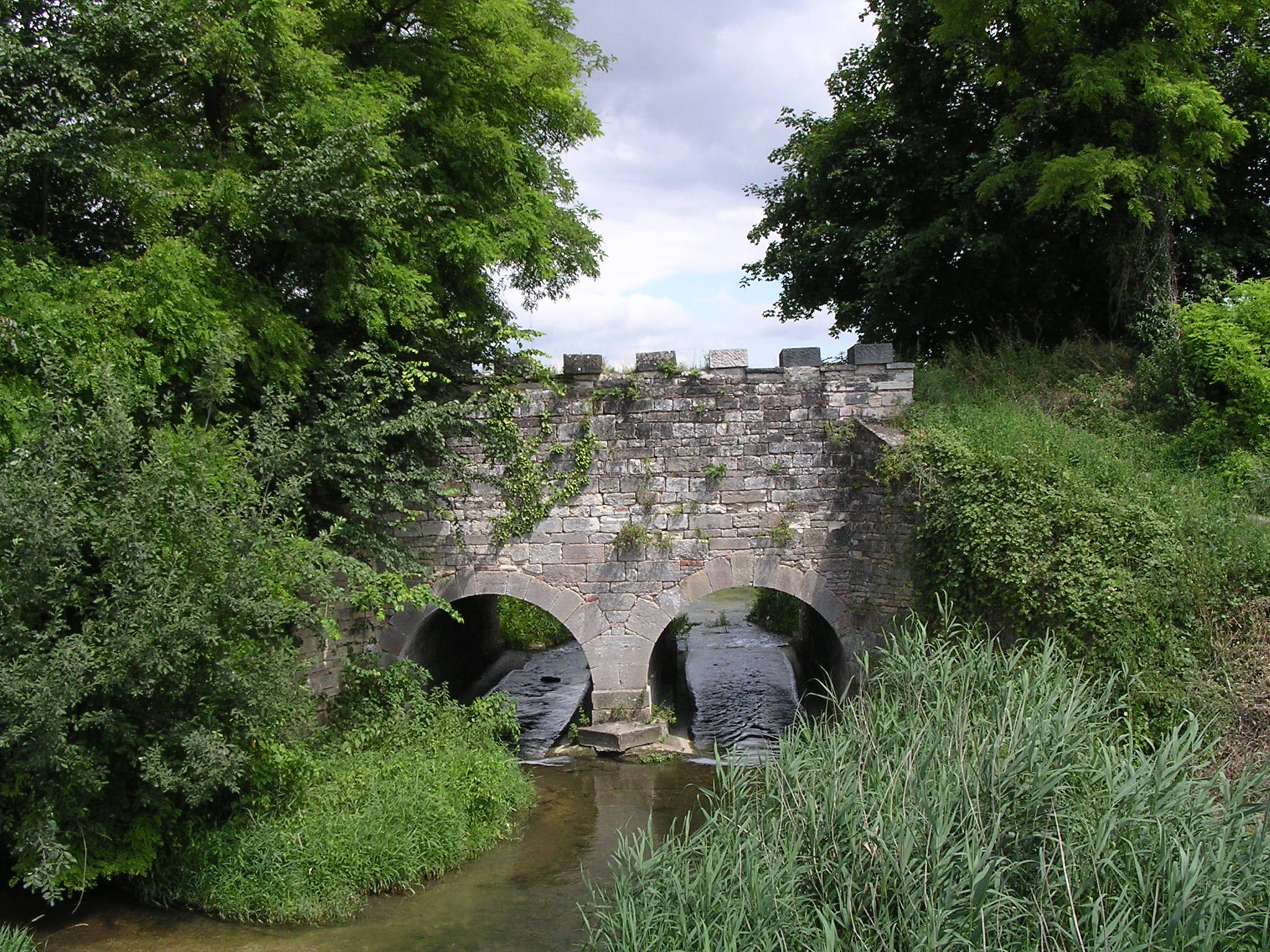
El pont de l'aqüeducte d'Arvaux costat amunt a Varaude]
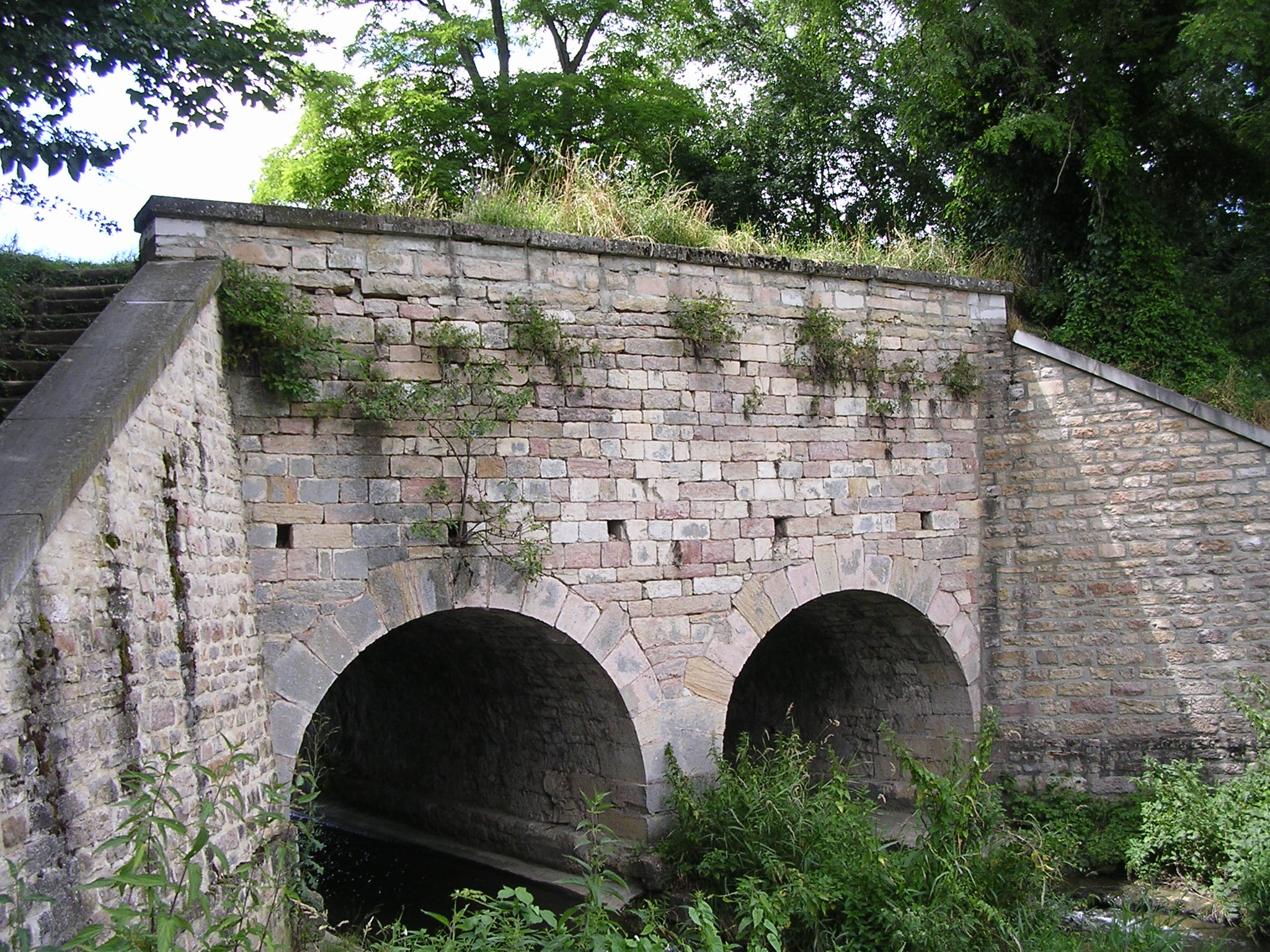
El pont de l'aqüeducte d'Arvaux al costat aigües avall a La Varaude
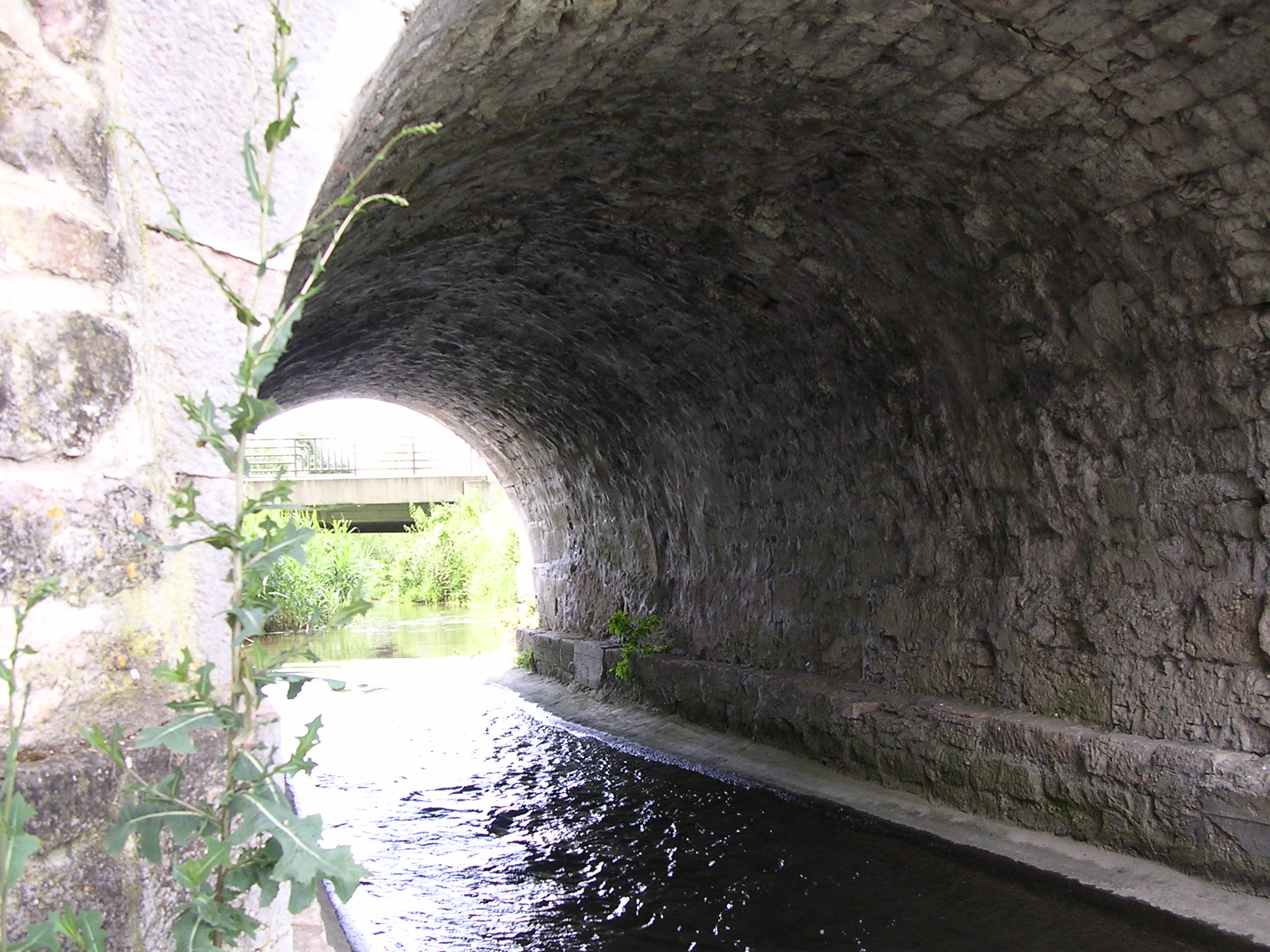
Un arc del pont de l'aqüeducte d'Arvaux per on flueix el Varaude

El reg dels monestirs permetia instal·lar aigua corrent, portada si cal per canals subterranis, o fins i tot a pressió. Els monjos utilitzaven tubs de plom, terracota o fusta per a això. En alguns llocs, el flux es podia tallar amb una aixeta de bronze o llauna. Algunes abbayes com Fontenay estaven dotades de clavegueram. Al estar moltes abadies situades al fons de les valls, calia evacuar l'aigua de pluja de manera eficient: un col·lector, netejat permanentment per l'aigua d'un dic que bloquejava la vall, passava per sota de la cuina i les latrines, i rebia totes les aigües residuals procedents de les canonades secundàries de diferents edificis. A Cleeve o Tintern, les clavegueres molt amples contenen vàlvules que permeten alliberar un gran volum alhora i purgar-los com un vàter.
El gran coneixement hidràulic dels cistercencs els va permetre transformar rius capritxosos, que sovint canviaven de curs i estaven sotmesos a nombroses riuades, en cursos d'aigua regulats per a les necessitats domèstiques, energètiques i agrícoles dels monjos. Això els permeté fer aprofitables grans extensions de terreny abans abandonades per la inseguretat hídrica.
Amb el creixement econòmic i demogràfic i les importants necessitats de la indústria tèxtil, es necessità més bestiar boví i oví. A partir del segle xii, els terratinents van començar a drenar els pantans per ampliar la superfície de pastures disponibles. A la fi del segle xii, el desbrossament de terres va arribar a un punt àlgid. A mesura que la fusta es feu més escassa, es feu més cara. Així mateix, es prestà més atenció a l'explotació forestal, el paper nutritiu de la qual continua sent essencial. Sobretot a Flandes, on s'arribà a un límit de densitat de població, les abadies cistercenques dugueren a terme treballs de contenció com a continuació dels seus treballs iniciats al segle xi . Als segles xii i xiii, la recuperació a gran escala dels pantans poitevins va ser realitzada per associacions d'abadia amb l'establiment de plans de drenatge coherents. També controlaven la vegetació al llarg dels marges dels cursos d'aigua. Per exemple, plantaven salzes les arrels dels quals suportaven la terra de dics o canals.
Els cistercencs aprofitaven al màxim les terres que explotaven. Al sud de França van crear xarxes clàssiques de regadiu que van generalitzar a les regions del nord. Per exemple, a la vall de l'Aube, on els hiverns són durs, l'aigua es desviava a través de petits canals de 50 centímetres. Aquest sistema permetia, a més del simple reg, drenar l'aigua estancada dels antics pantans, aportar elements nitrogenats essencials per al creixement de les herbes i accelerar l'escalfament de la terra (l'aigua condueix 1000 vegades més calor que l'aire). Aquest sistema s'està estenent per tot el nord d'Europa.
Si els cistercencs eren especialment eficients en la gestió de l'aigua, formaven part d'una evolució global. Les tècniques de regadiu van passar a Occident per l'Espanya musulmana i Catalunya on Cluny estava ben implantada. L'abadia de Cluny no s'hauria pogut desenvolupar sense desenvolupar la vall de Grosne. Així mateix, els comtes de Champagne van desviar el Sena per assecar els voltants de Troyes, dotant-lo de l'energia hidràulica necessària i d'un sistema d'evacuació d'aigua.

#### La indústria
El molí hidràulic va estar molt estès al llarg de l'època medieval (era una font d'ingressos econòmics importants per a la noblesa i els monestirs que, per tant, invertien en aquest tipus d'equipaments). L'ús de l'energia hidràulica més que l'energia animal o humana permetia una productivitat sense comparació amb la que hi havia a l'Antiguitat: cada roda d'un molí d'aigua podia moldre 150 quilos de blat per hora, que corresponia al treball de 40 serfs. Els monestirs estaven al capdavant d'aquesta zona des de l'època carolíngia, perquè la regla de Sant Benet exigeix que a cada abadia hi hagi un molí.
Els monjos blancs utilitzaren les tècniques populars a les seves regions: molins de rodes verticals al nord i molins de rodes horitzontals al sud. Al segle xii, els enginyers medievals van desenvolupar també molins de vent de pivot vertical (que permetien seguir els canvis de direcció del vent) o molins de marea que eren desconeguts a l'Antiguitat o al món àrab. Amb el desenvolupament de l'arbre de lleves al segle x, aquesta energia es podia utilitzar per a múltiples usos industrials. Així apareixen els bataners que serveixen per aixafar el cànem, moldre la mostassa, esmolar fulles, trepitjar el lli, el cotó o els llençols (en aquesta important operació en la fabricació de teixits, el molí substitueix 40 bataners). Les serres hidràuliques estan testimoniades al segle xiii.
D'aquestes innovacions tècniques, que van utilitzar amb gran agudesa (van ser dels primers a utilitzar batanadores hidràuliques), només el martell hidràulic, o martinet, es pot atribuir realment als monjos cistercencs que van generalitzar-ne l'ús a tot el món. Els cistercencs necessitaven, efectivament, eines agrícoles, però també moviments de terra, construcció, claus per als marcs, herrajes per als seus vitralls o panys, i quan van evolucionar les tècniques arquitectòniques, marcs de ferro per als seus edificis. Van modificar les tècniques tradicionals mecanitzant determinades etapes del treball del ferro.
A partir del segle XII les fargues impulsades per energia hidràulica van multiplicar la capacitat de producció dels ferrers: l'ús dels martells permetia treballar peces més grans (els martells de l'època podien pesar 300 quilos i donar 120 cops al minut) i més ràpid (martells de 80 quilograms donant 200 cops per minut). La insuflació d'aire a pressió permet elevar la temperatura a l'interior dels forns baixos a més de 1.200 °C: a aquesta temperatura, el forn pot produir ferro fos. Aquesta transició del baix forn a l'alt forn va començar especialment a l'abadia de Rievaulx, on les anàlisis de l'escòria van revelar un contingut de ferro excepcionalment baix per a l'època, proper al que s'obtenia amb un alt forn. A partir de 1168, els monjos de Clairvaux van vendre ferro; els cistercencs van ser els primers siderúrgics a Xampanya, des de mitjans del segle xiii fins al segle xvii utilitzant també l'escòria rica en fosfat dels seus forns com a adob agrícola. Aquesta siderúrgia és molt intensiva en fusta: per obtenir 50 quilos de ferro calen 200 quilos de mineral i 25 esteris de fusta; en 40 dies un sol carboner netejava un bosc en un radi d'un quilòmetre.
Els cistercencs també dominaven les arts del vidre. Disposen de forns per colar vidre pla. Malgrat les instruccions de Bernat de Claravall, que advocava per una rigorosa sobrietat, van desenvolupar un tipus original de vitrall: la grisalla.
Per a les necessitats de les seves construccions, els cistercencs van haver de fabricar centenars de milions de rajoles. El forn Commelle n'és la il·lustració perfecta: podia coure entre 10.000 i 15.000 rajoles alhora. Estaven tancades al forn, disposades en fileres esglaonades, tancant el forn amb maons refractaris recoberts d'argila per completar l'aïllament. La llar s'encenia durant tres setmanes i el forn i les rajoles trigaven el mateix temps a refredar-se. Aquests forns també s'utilitzaren per fer rajoles per a abadies.

## Els cistercencs, agents econòmics de l'edat mitjana

### El patrimoni de la terra
Una activa política d'adquisicions facilitada en els seus inicis per la popularitat del moviment que va recollir un gran nombre de llegats i donacions va permetre que l'orde esdevingués un propietari molt important. El seu terreny es veu potenciat per uns 200 masos i cellers, alguns dels quals es troben de vegades molt allunyats de l'abadia.
La seva estratègia encaminada a fer explotables les terres adquirides, sovint abans no conreades, no deu res a l'atzar: dediquen una atenció especial a l'adquisició de les vies fluvials i dels molins essencials per al seu desenvolupament. Poden arribar a pagar un preu elevat pel dret d'accés al cobejat curs d'aigua. Així, l'abadia de Cîteaux ha de pagar 200 lliures de Dijon al capítol de Langres per obtenir el dret de passar un desviament dels Cent-Fonts. Aquesta mateixa abadia es va trobar amb problemes econòmics uns anys més tard. A partir d'aleshores, el control de l'aigua es va convertir en una prioritat de l'ordre. Mitjançant una enginyosa política d'adquisicions, els monjos blancs es van convertir en amos de nombrosos cursos d'aigua. Això els dona un poder econòmic i polític molt important: poden drenar la terra aigües avall i privar a tal o aquell senyor d'energia hidràulica. Els nombrosos judicis que van enfrontar els cistercencs a aquests senyors donen fe de la freqüència dels conflictes relacionats amb la qüestió de l'accés a l'aigua. Aquestes disputes jurídiques contribueixen a impopular l'ordre, sobretot perquè aquesta política d'adquisició de terres era sovint en detriment dels habitants que de vegades eren pura i simplement expulsats.
A la segona meitat del segle xii, l'orde va intentar treure beneficis econòmics del seu patrimoni terrestre i va invertir massivament en vinyes i salines. Així Cîteaux va ampliar la seva finca adquirint vinyes a la zona de Corton, Meursault i Dijon i es va convertir en propietari d'una caldera de sal al jaciment de Salins. Cal destacar que els cistercencs no explotaven ells mateixos les seves salines i, per tant, no aportaven cap coneixement tècnic. De fet, la seva explotació va ser confiada a agricultors de sal (i no a germans laics) que en conservaven els dos terços de la collita. Les inversions necessàries per al manteniment de les salines (dics, piles) es confiaven a un inversor burgès que rep a canvi el terç restant de la sal produïda. Els cistercencs cobraven un impost sobre la renda dels agricultors de sal. La seva inversió a les salines és, per tant, purament financera; no és menys massiu: els monestirs de Saint-Jean d'Anjely, Redon, Vendôme i els de la regió de Borgonya inverteixen massivament en les salines de les costes atlàntiques i mediterrànies o en les salines del Franc Comtat, Lorena, des de Alemanya, Àustria (la seva explotació és minera)

### El poder comercial
Més enllà del seu immens patrimoni territorial, va ser l'establiment d'una excel·lent xarxa comercial el que va donar als cistercencs un poder econòmic de primer ordre.
Des del principi, les abadies situades al llarg dels rius, ells mateixos afluents de grans rius, estaven en una situació ideal per vendre els seus productes a la ciutat. Cîteaux i les seves primeres filials es troben a Borgonya, és a dir, a la zona d'unió entre les tres principals conques fluvials franceses: el Roina, el Loira i el Sena. Efectivament, Cîteaux es troba al Vouge, un mateix afluent del Saona que permet la unió entre el corredor del Roina (un dels principals eixos comercials entre el Mediterrani i el nord d'Europa), la conca del Sena (París és el principal centre de consum del Occident amb 200.000 habitants al final del segle xiii) i el Loira accessible per l'Arnoux. L'expansió de l'orde al Franc-Comtat li va permetre controlar les salines, però també facilitar el seu accés al Rin a través del Doubs. Els vaixells senzills de fons pla són suficients per transportar aliments en aquests rius tranquils.
Gràcies als seus assentaments, els cistercencs es troben a tot arreu en aquestes rutes comercials fluvials: al Garona i al Loira que condueixen a l'Atlàntic i, per tant, a Anglaterra i al nord d'Europa, el Sena i els seus afluents que porten a París i després a Rouen i, per tant, al Canal, el Rin (i el Mosel·la o el Main) cap a les regions poblades i comercials controlades per la Hansa, sobre el Po, el Danubi. Els cistercencs són, doncs, amos d'una xarxa comercial que cobreix tot Europa.
Els cistercencs van utilitzar el seu poder polític i econòmic per obtenir exempcions dels peatges. Controlant el cabal dels rius gràcies als dics i canals que van construir, poden influir en els senyorius situats aigües avall de les seves possessions (que necessiten aigua per fer funcionar els seus molins i regar les seves terres) i negociar-hi drets de pas o suport polític. Sabem que Pontigny pot transportar 500 hectolitres lliures d'impostos a la ciutat de Troyes, Vaucelle pot transportar 3.000 hectolitres lliures d'impostos a l'Oise, Grandselve 2.500 a la Garona. Amb paciència, aconsegueixen exempcions fiscals a les rutes comercials que utilitzen i poden augmentar el seu marge en els productes que comercialitzen.
Els volums venuts pels monjos blancs es comptabilitzen en milers d' hectolitres de vi : Ederbach n'envia 2.000 pel Rin als mercaders de Colònia, l'abadia n'és capaç d'emmagatzemar 7.000 al segle xvi.
Encara que inicialment es trobaven en llocs remots, els monjos blancs van anar adquirint possessions a la ciutat. De fet, són útils per acollir els monjos que viatgen entre abadies o en rutes de pelegrinatge. Quan arribin les juntes generals de l'orde, han de poder acollir centenars d'abats. Però els cistercencs els van transformar en llocs de comerç tan bon punt va sorgir la necessitat a finals del segle xii. Són autèntics graners urbans, però també punts de relleu per als monjos que viatgen per Europa. S'hi venen els productes de la comanda: vins, sal, vidre, productes metàl·lics manufacturats. Les cases de Cîteaux a Beaune i Clairvaux a Dijon, per exemple, fan el paper de cellers amb premses, tines i cellers.
Els monjos blancs van obrir aviat estacions de relleu sobre les vies fluvials cap a les zones comercials (París, Provins, Sens). Per exemple, hi ha un relleu a Auxerre on les mercaderies de la Saona es poden portar per l'Yonne fins al Sena (l'ordre té un relleu a Montereau a la confluència) i, per tant, a París, Rouen, fins i tot Anglaterra . Els cistercencs van obrir taulells per vendre els seus productes a totes les ciutats on es concentraven els consumidors (com París, la ciutat més poblada d'Occident) i nodes comercials com Provins (on es feien les fires de Champagne ), Coblença. Els cistercencs estaven especialment ben establerts a les ciutats on es celebraven les fires de Champagne que van atreure una gran part del comerç europeu als segles xii i xiii.
Aquests immensos èxits econòmics contribuiran a poc a poc a una transformació radical de l'ordre que s'allunya cada cop més de l'austeritat de Bernat de Claravall. La transformació dels Cistercencs en delmers ordinaris es va produir a partir del 1200. A partir d'aleshores, allò que va fer popular l'orde en els seus inicis va desaparèixer i va declinar en favor dels ordes mendicants. La contractació es veié afectada. Més enllà d'això, "els camperols són els primers a allunyar-se de l'orde, que pren les seves terres i els expulsa dels masos". D'aquí certes manifestacions de ressentiment violent al segle xiii a Alemanya on de vegades s'incendia graners de l'orde.

### Obres de referència
- Berlioz, Jacques. Seuil. Moines et religieux au Moyen Âge, 1994.
- Bynum, Caroline Walker. University of California Press. Jesus as Mother (en anglès), 1982.
- Chélini, Jean. Hachette. Histoire religieuse de l'Occident médiéval, 1991 (Pluriel).
- Duby, Georges. éd. Arts et métiers graphiques. Saint Bernard et l'art Cístercien, 1976 (Les grands bâtisseurs).; rééd. poche Paris éd. Flammarion, coll. " Champs ", 1979
- Kinder, Terryl Nancy. Zodiaque. L'Europe Cístercienne, 1999..
- Lekai, Louis J. Le Seuil. Les Moines blancs. Histoire de l'ordre Cístercien, 1957..
- Pacaut, Marcel. Fayard. Les moines blancs. Histoire de l'ordre de Cîteaux, 1993..
- Pacaut, Marcel. Nathan Université. Les ordres monastiques et religieux au Moyen Âge, 1993..
- Racinet, Philippe. Ellipses. Moines et monastères en Occident au Moyen Âge, 2007..
- Marilier, Jean. Éditions du Bien Public. Histoire de l'Église en Bourgogne, 1991.
- Pressouyre, Léon. Gallimard. Le rêve Cístercien, 1990 (Découvertes Gallimard/ Religions)..
- Pressouyre, Léon. Ministère de l'Enseignement supérieur et de la Recherche, Comité des travaux historiques et scientifiques. Saint Bernard et le monde Cístercien, 1994, p. 591. ISBN 2-73550-297-X. BNF 357268459.
- Ghislain Baury. Presses Universitaires de Rennes. Les religieuses de Castille. Patronage aristocratique et ordre Cístercien, siecles XII-XIII, 2012..

#### Articles
- «Les Císterciens de Languedoc (siecles XIII-XIV». Cahiers de Fanjeaux. Éd. Privat, 21, 1986.
- Baury, Ghislain; Corriol, Vincent; Johans, Emmanuel; Maillet, Laurent «Les Císterciens dans le Maine et dans l'Ouest au Moyen Âge». Annales de Bretagne et des Pays de l'Ouest, 3, 9-2013..
- «Cîteaux, l'épopée Cístercienne». Dossiers d'Archéologie, 229, décembre 1997 / janvier 1998..
- «Siecles X-XII : la révolution des monastères - Les Císterciens changent la France». Les Cahiers de Science & Vie. Excelsior Publications, 78, décembre 2003.
- «Les Císterciens». Histoire et Images médiévales. éditions Astrolabe, thématique, février-mars-avril 2008..
- Ghislain, Baury «Émules puis sujettes de l'ordre Cístercien. Les Císterciennes de Castille et d'ailleurs face au Chapitre général aux siecles». Cîteaux - Commentarii Cístercienses, 2001, pàg. 27-60..
- Dimier, Anselme «Violences, rixes et homicides chez les Císterciens». Revue des Sciences Religieuses, 46, 1, 1972, pàg. 38s.[Enllaç no actiu]